# Lista de humanistas do Renascimento
Esta é uma lista de humanistas renascentistas em ordem cronológica.

## Antes doséculo XIV

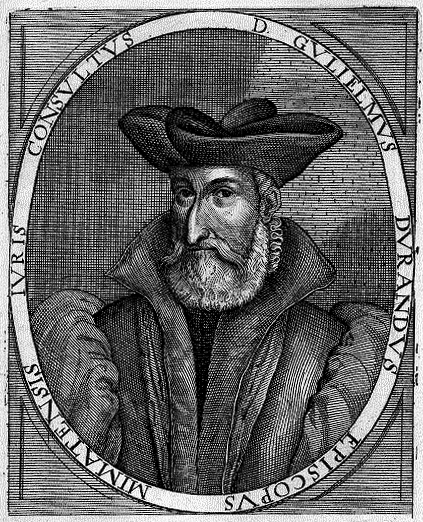
Guilherme Durando

| Humanista             | Nascimento/Morte | País                               |
| --------------------- | ---------------- | ---------------------------------- |
| Lupo Servato          | (805–862)        | Império Carolíngio                 |
| Hucbaldo              | (840–930)        | Império Carolíngio                 |
| Miguel Pselo          | (1018–1078)      | Império Bizantino                  |
| João Ítalo            | (1025–1082)      | Império Bizantino                  |
| Sigeberto de Gembloux | (1030–1112)      | Sacro Império Romano-Germânico     |
| João de Salisbúria    | (1115–1180)      | Inglaterra                         |
| Guilherme Durando     | (1230–1296)      | França                             |
| Máximo Planudes       | (1260–1305)      | Império Bizantino                  |
| Barlaão de Seminara   | (1290–1348)      | Reino de Nápoles/Império Bizantino |

## Século XIV

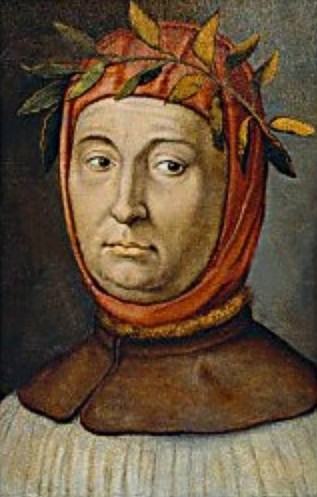
Francesco Petrarca

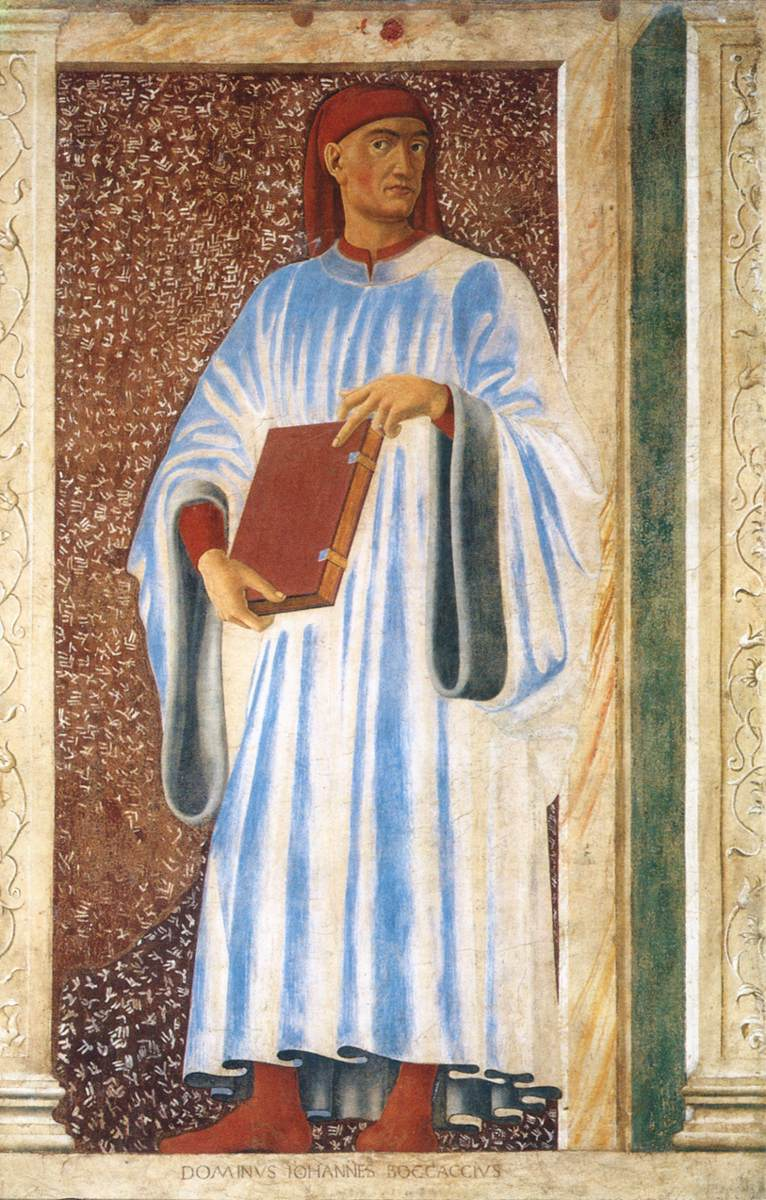
Giovanni Boccaccio

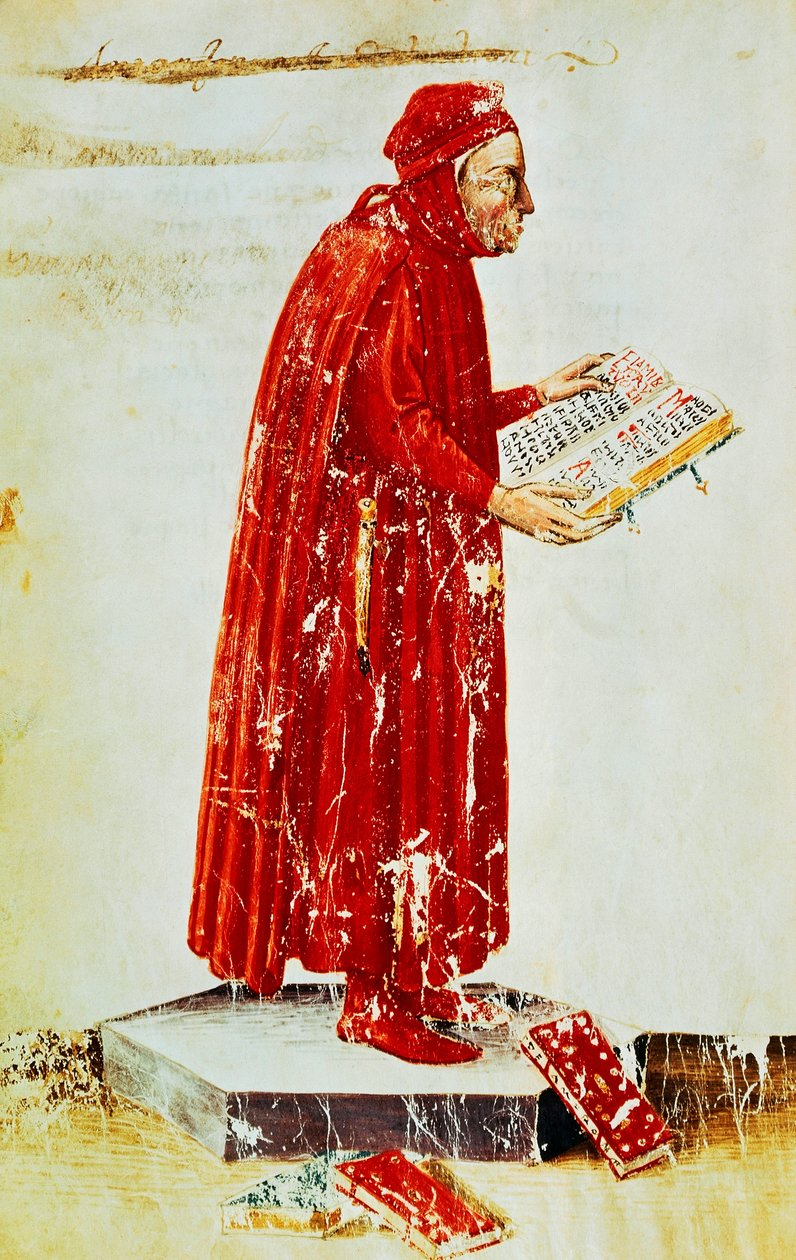
Coluccio Salutati

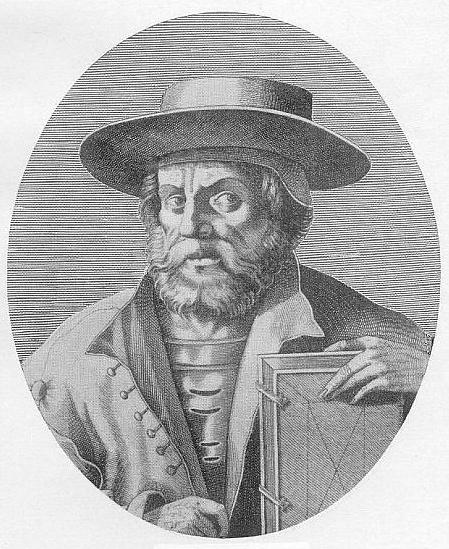
Manuel Crisoloras

| Humanista                                        | Nascimento/Morte  | País                           |
| ------------------------------------------------ | ----------------- | ------------------------------ |
| Francesco Petrarca                               | (20.07.1304–1374) | Florença                       |
| Johannes Noviforensis                            | (1310–1380)       | Sacro Império Romano-Germânico |
| Simon Atumano                                    | (1310–1387)       | Império Bizantino              |
| Giovanni Boccaccio                               | (1313–1375)       | Florença                       |
| Matteo Corsini                                   | (1322–1402)       | Itália                         |
| Coluccio Salutati                                | (1331–1406)       | Florença                       |
| Gerardo Magno                                    | (1340–1384)       | Sacro Império Romano-Germânico |
| Bernat Metge                                     | (1340–1413)       | Aragão                         |
| Giovanni da Ravena                               | (1343–1408)       | Estados Papais                 |
| Guillaume Fillastre                              | (1348–1428)       | França                         |
| Uberto Decembrio                                 | (1350–1427)       | Itália                         |
| Johannes von Saaz                                | (1350–1414)       | Sacro Império Romano-Germânico |
| Manuel Crisoloras                                | (1355–1415)       | Império Bizantino              |
| Gemisto Pletão                                   | (1355–1452)       | Império Bizantino              |
| Gasparino de Bérgamo                             | (1360–1431)       | Itália                         |
| Nicolas de Clémanges                             | (1360–1437)       | França                         |
| Niccolò Niccoli                                  | (1365–1437)       | Florença                       |
| Antônio Loschi                                   | (1365–1441)       | Verona                         |
| Leôncio Pilato                                   | (?–1366)          | Império Bizantino              |
| Leonardo Bruni                                   | (1369–1444)       | Florença                       |
| Pier Paolo Vergerio, o Velho                     | (1370–1444)       | Veneza                         |
| Guarino de Verona                                | (1370–1460)       | Verona                         |
| Vittorino da Feltre                              | (1378–1446)       | Itália                         |
| Johannes von Gmunden                             | (1380–1442)       | Sacro Império Romano-Germânico |
| Poggio Bracciolini                               | (1380–1459)       | Florença                       |
| Alfonso de Cartagena                             | (1384–1456)       | Castela                        |
| Alberto de Sarteano                              | (1385–1450)       | Siena                          |
| Ambrogio Traversari                              | (1386–1439)       | Estados Papais                 |
| Leonardo Giustiniani                             | (1388–1446)       | Veneza                         |
| Félix Hemerlino                                  | (1388–1458)       | Sacro Império Romano-Germânico |
| Cosme de Médici                                  | (1389–1464)       | Florença                       |
| Francesco Barbaro                                | (1390–1454)       | Veneza                         |
| Flavio Biondo                                    | (1392–1463)       | Estados Papais                 |
| Pedro de Portugal, 1.º Duque de Coimbra          | (1392–1449)       | Portugal                       |
| Pier Candido Decembrio                           | (1392–1477)       | Milão                          |
| Jorge de Trebizonda                              | (1395–1486)       | Império de Trebizonda          |
| Gianozzo Manetti                                 | (1396–1459)       | Florença                       |
| Papa Nicolau V                                   | (1397–1455)       | Aragão                         |
| Giuliano Cesarini, o Velho                       | (1398–1444)       | Estados Papais                 |
| Íñigo López de Mendoza, 1º Marquês de Santillana | (1398–1458)       | Castela                        |
| Francesco Filelfo                                | (1398–1481)       | Estados Papais                 |
| Teodoro Gaza                                     | (1398–1475)       | Império Bizantino              |
| Carlo Marsuppini                                 | (1399–1453)       | Gênova                         |
| Domenico Capranica                               | (1400–1458)       | Estados Papais                 |
| Bartolomeo Facio                                 | (1400–1457)       | Gênova                         |
| Gregório de Heimburgo                            | (1400–1472)       | Sacro Império Romano-Germânico |

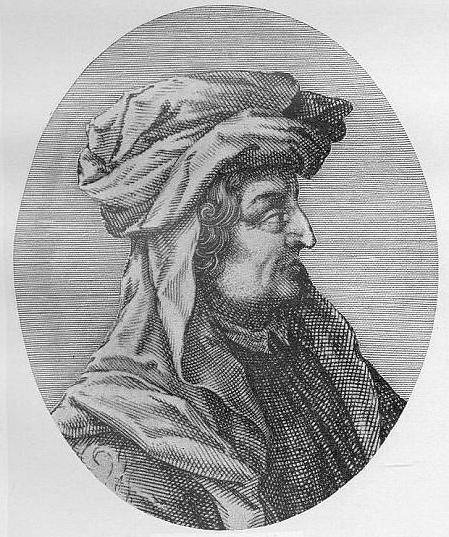
Leonardo Bruni]]
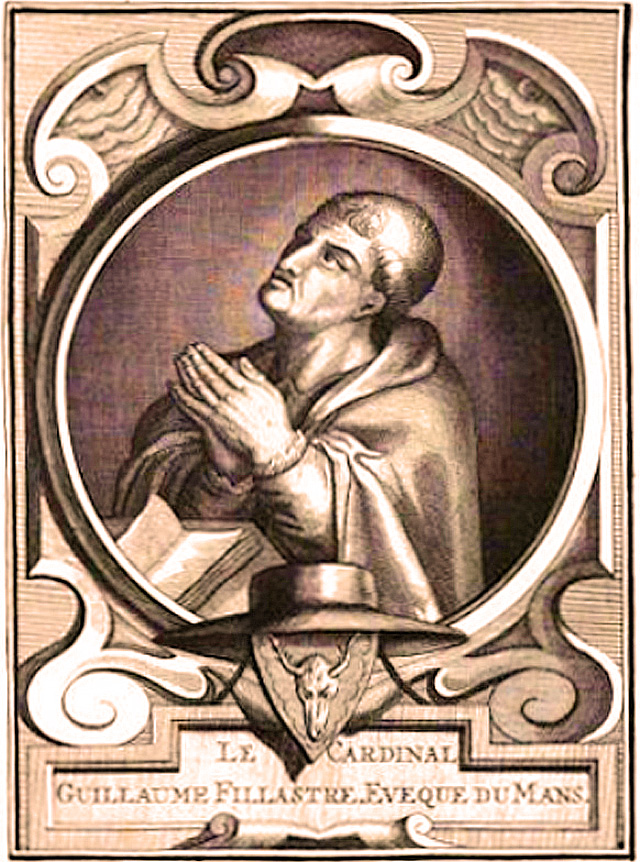
Guillaume Fillastre
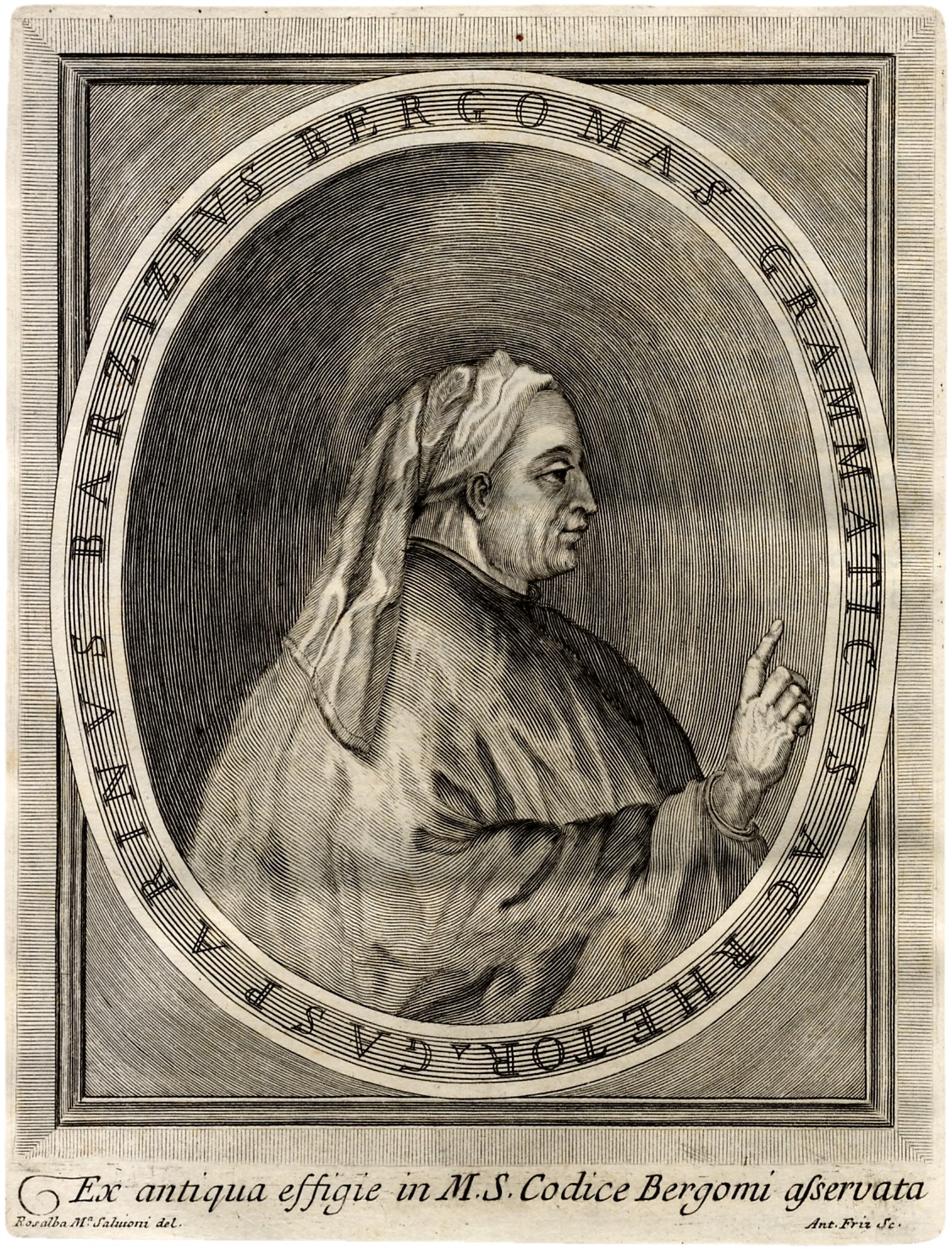
Gasparino de Bérgamo
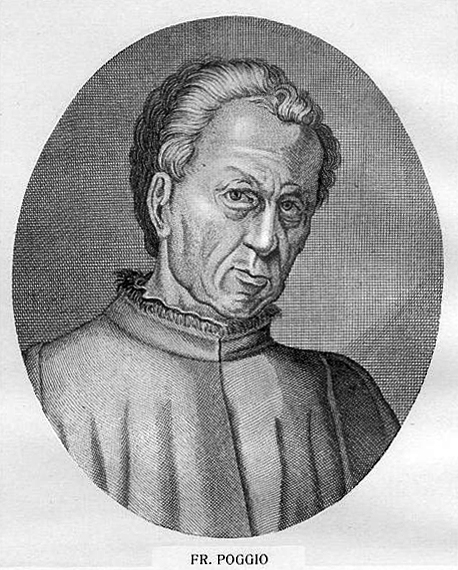
Poggio Bracciolini
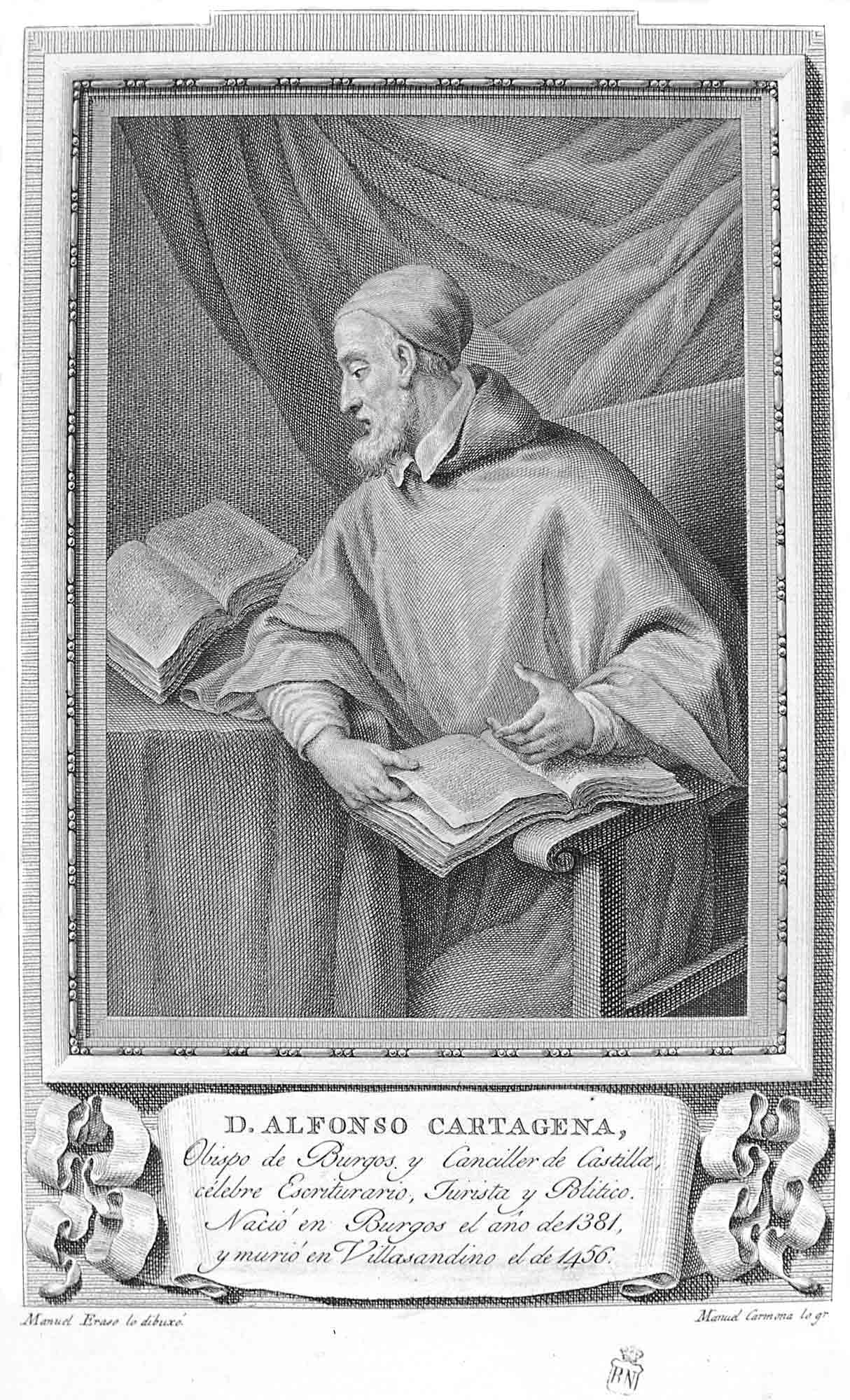
Alfonso de Cartagena
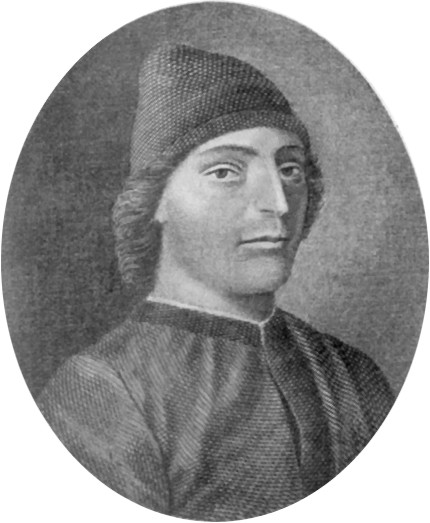
Guarino de Verona
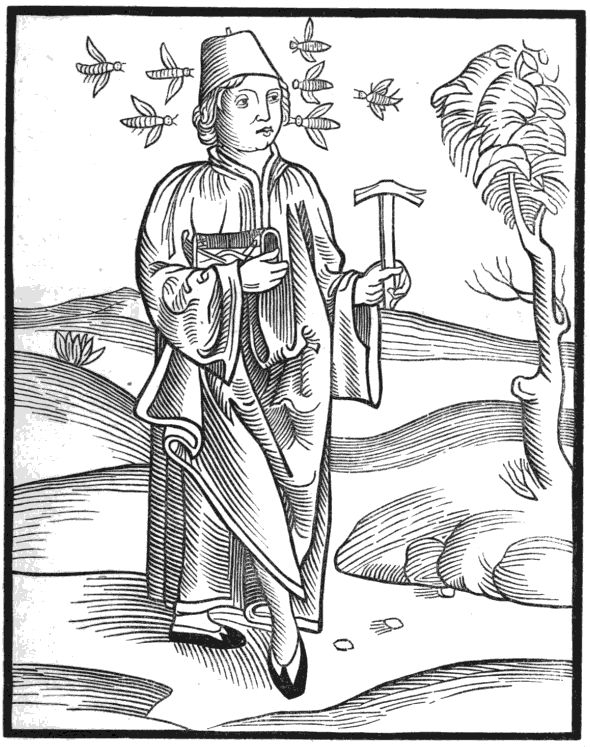
Félix Hemerlino
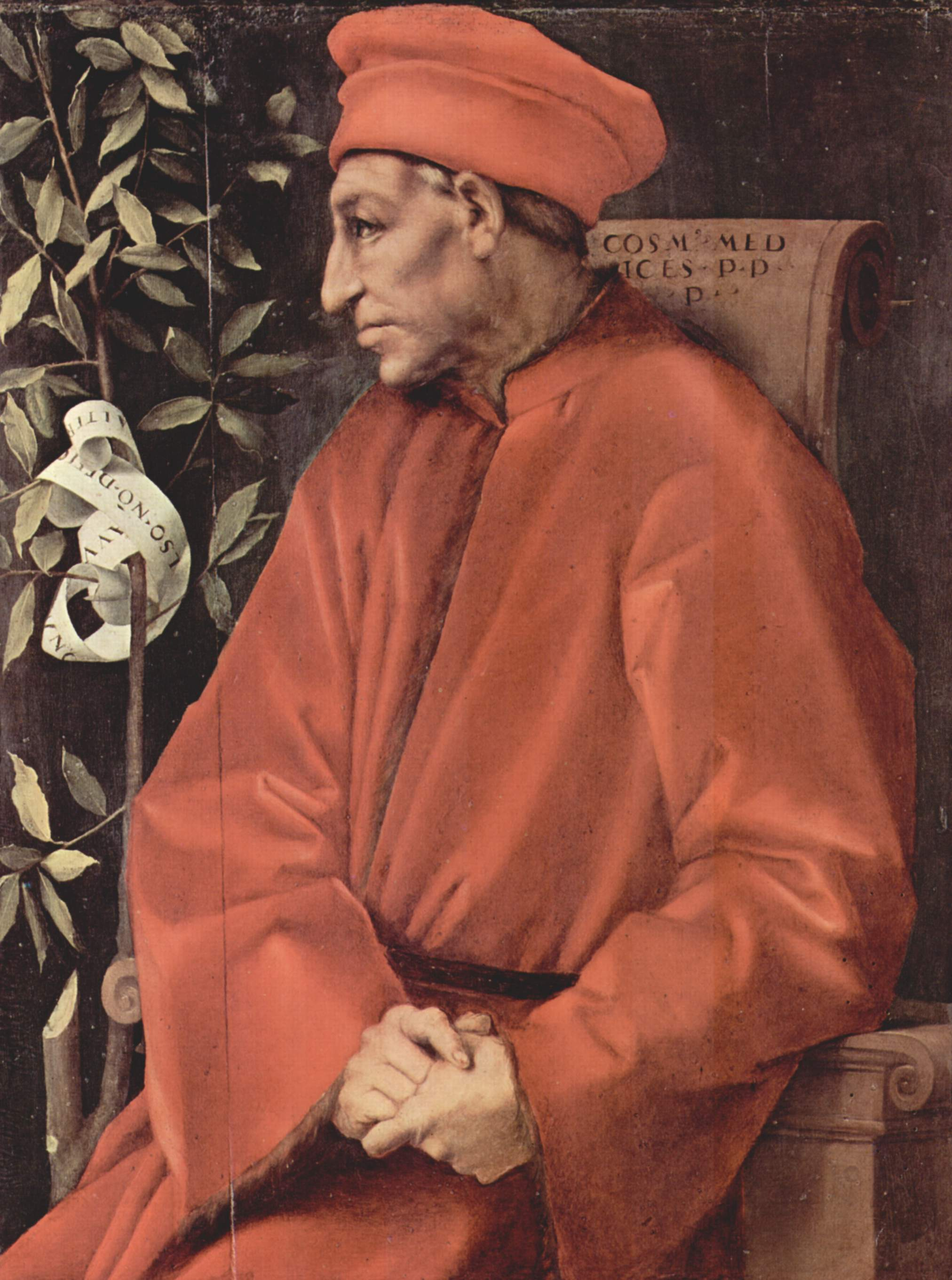
Cosmo de Médici
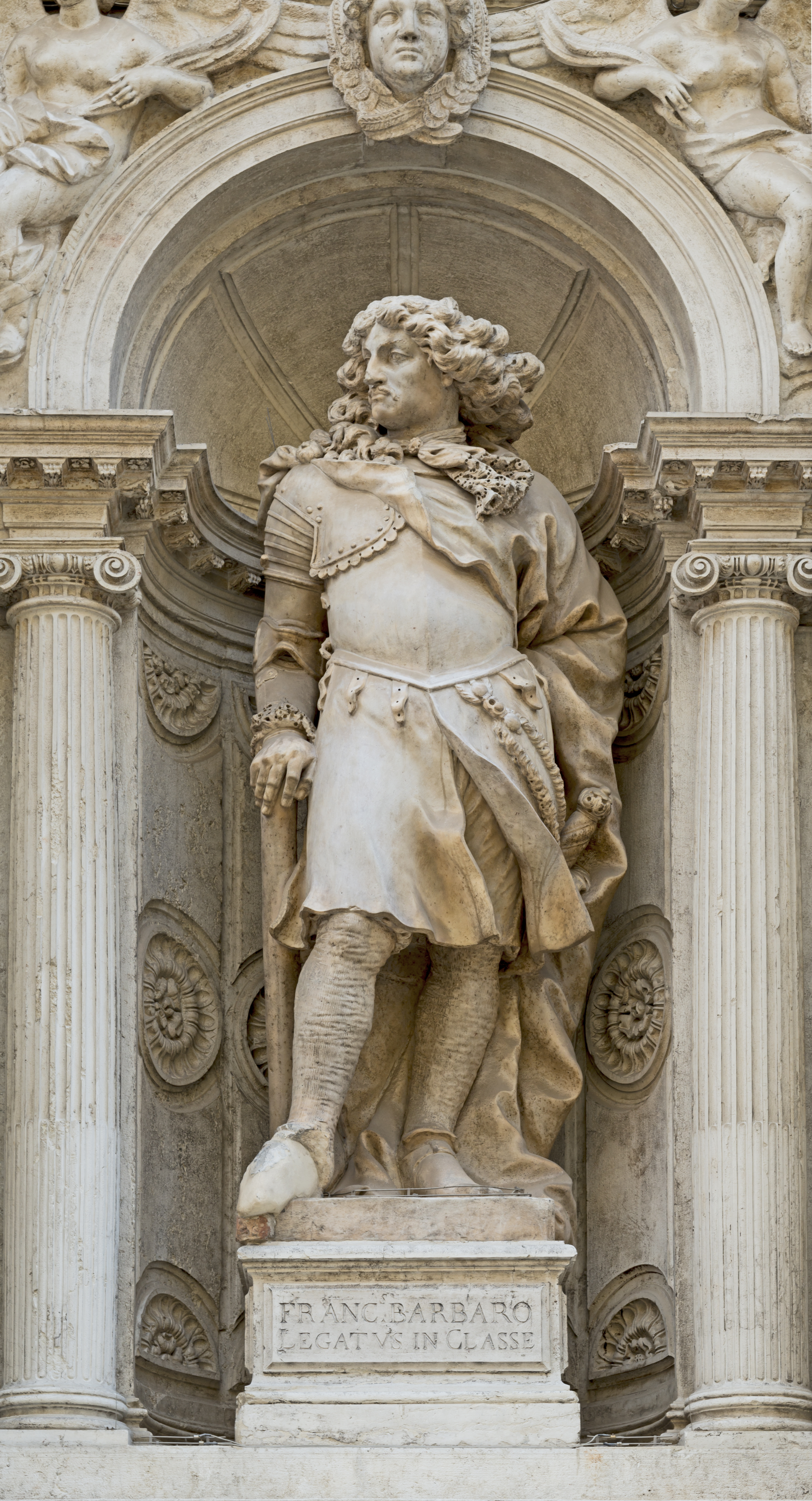
Francesco Barbaro
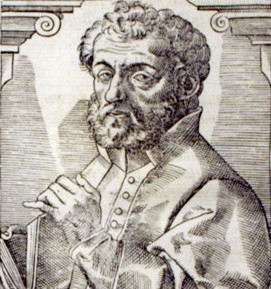
Jorge de Trebizonda
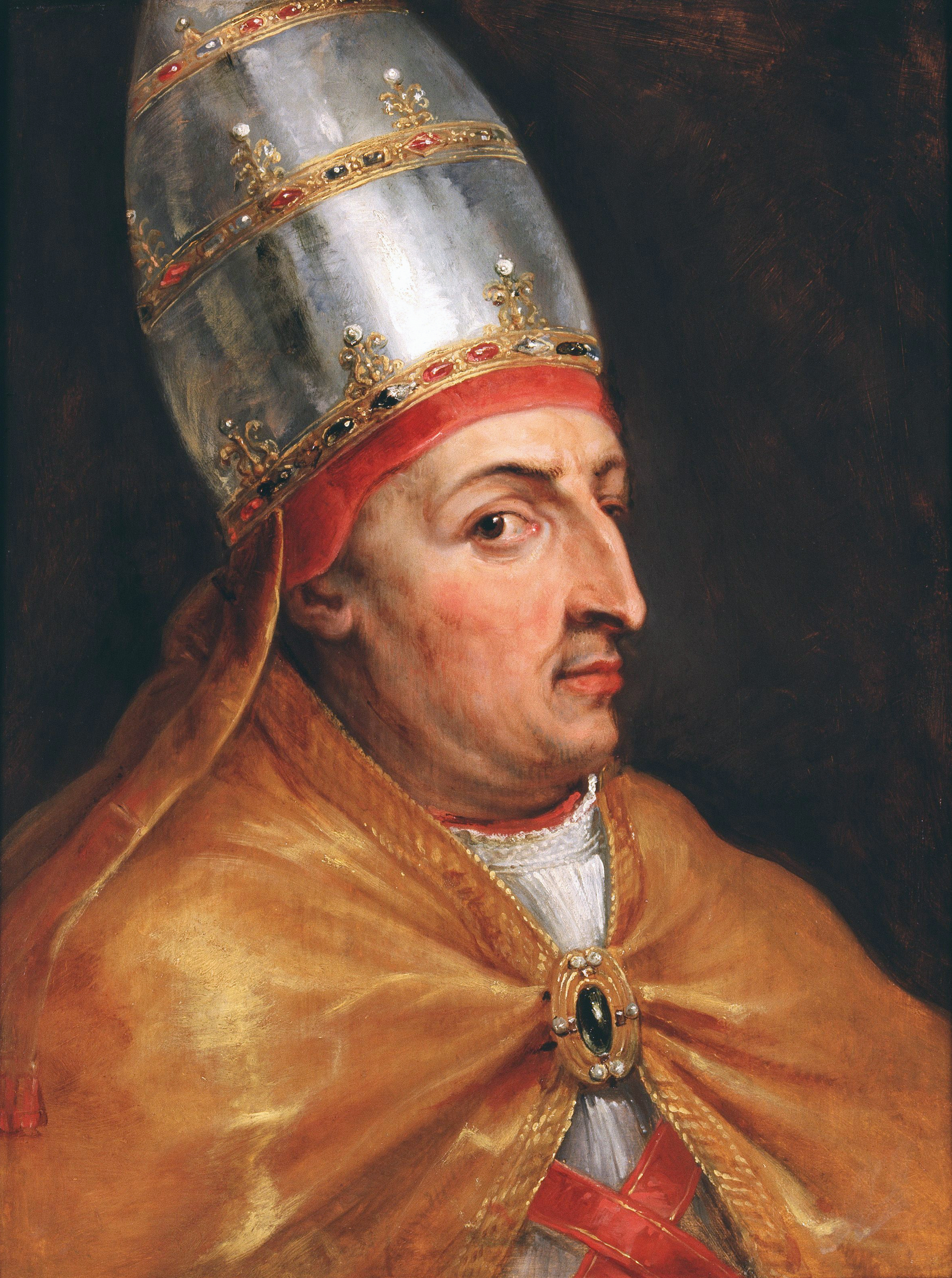
Papa Nicolau V
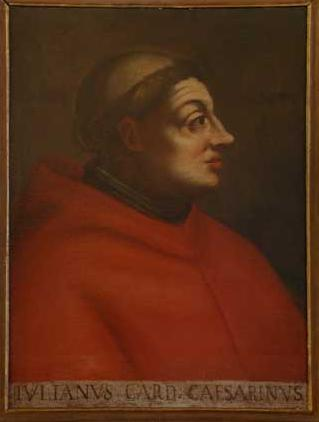
Giuliano Cesarini, o Velho
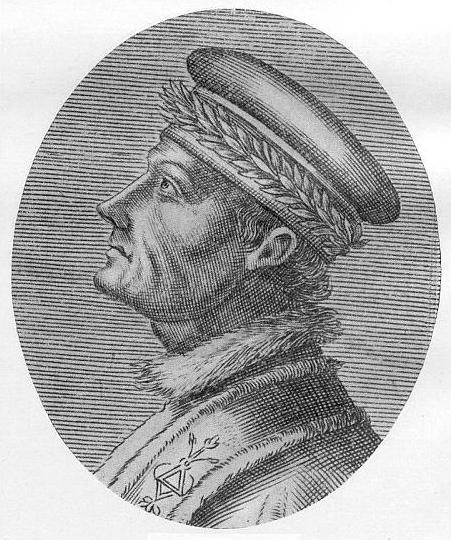
Francesco Filelfo
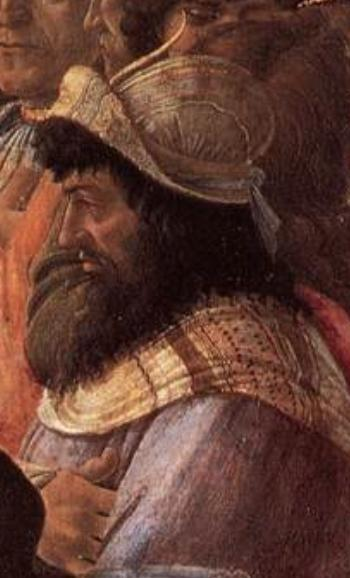
Teodoro Gaza
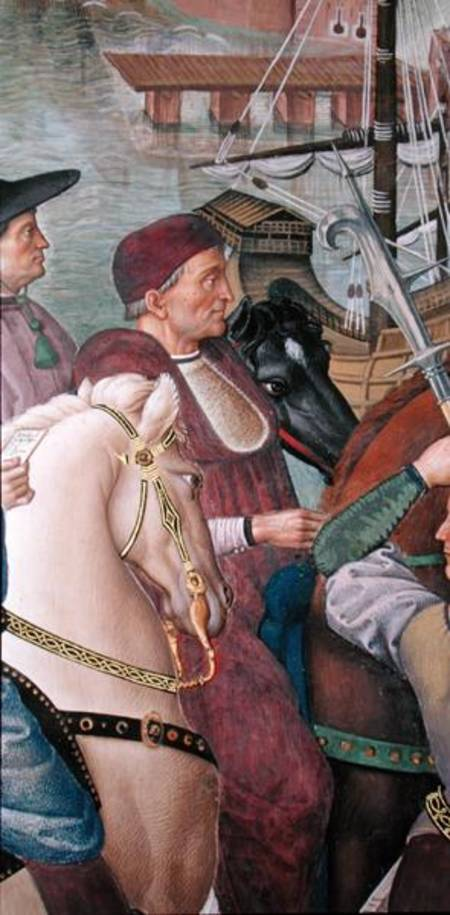
Domenico Capranica

## Século XV

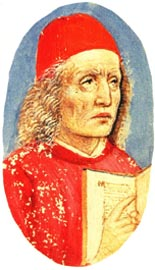
Marsílio Ficino

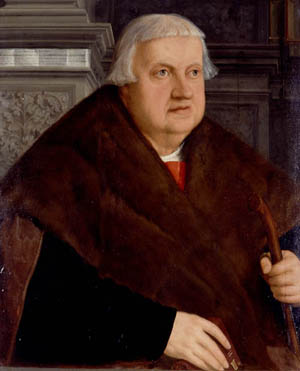
Konrad Peutinger

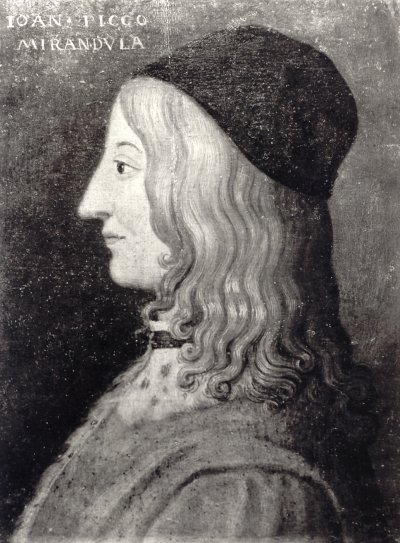
Giovanni Pico della Mirandola

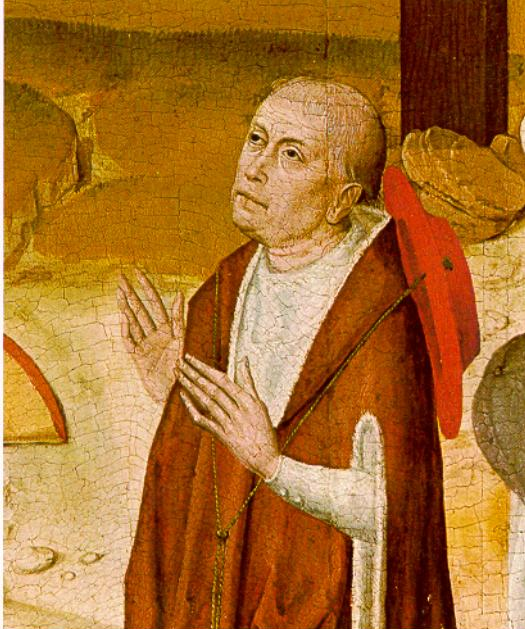
Nicolau de Cusa

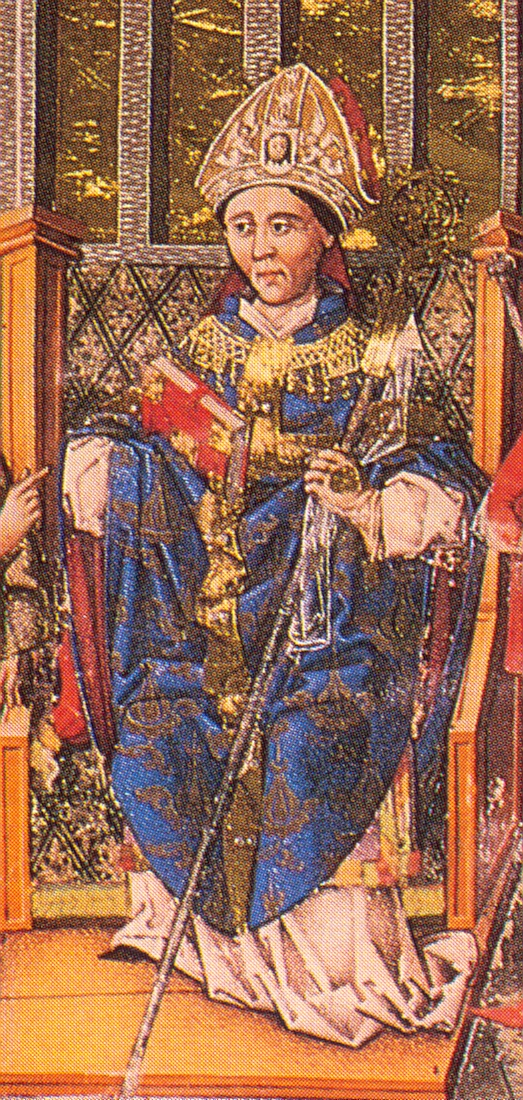
Johann von Eych

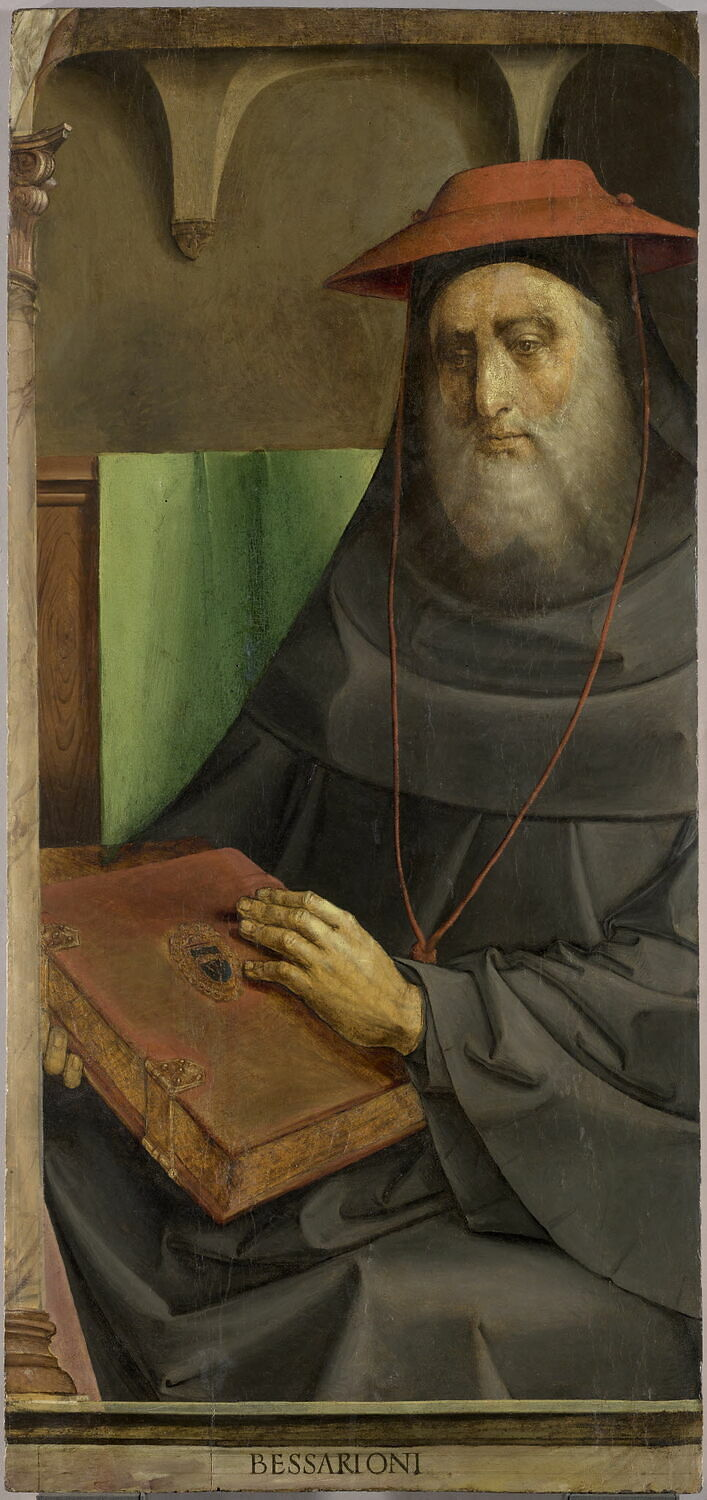
Basílio Bessarion

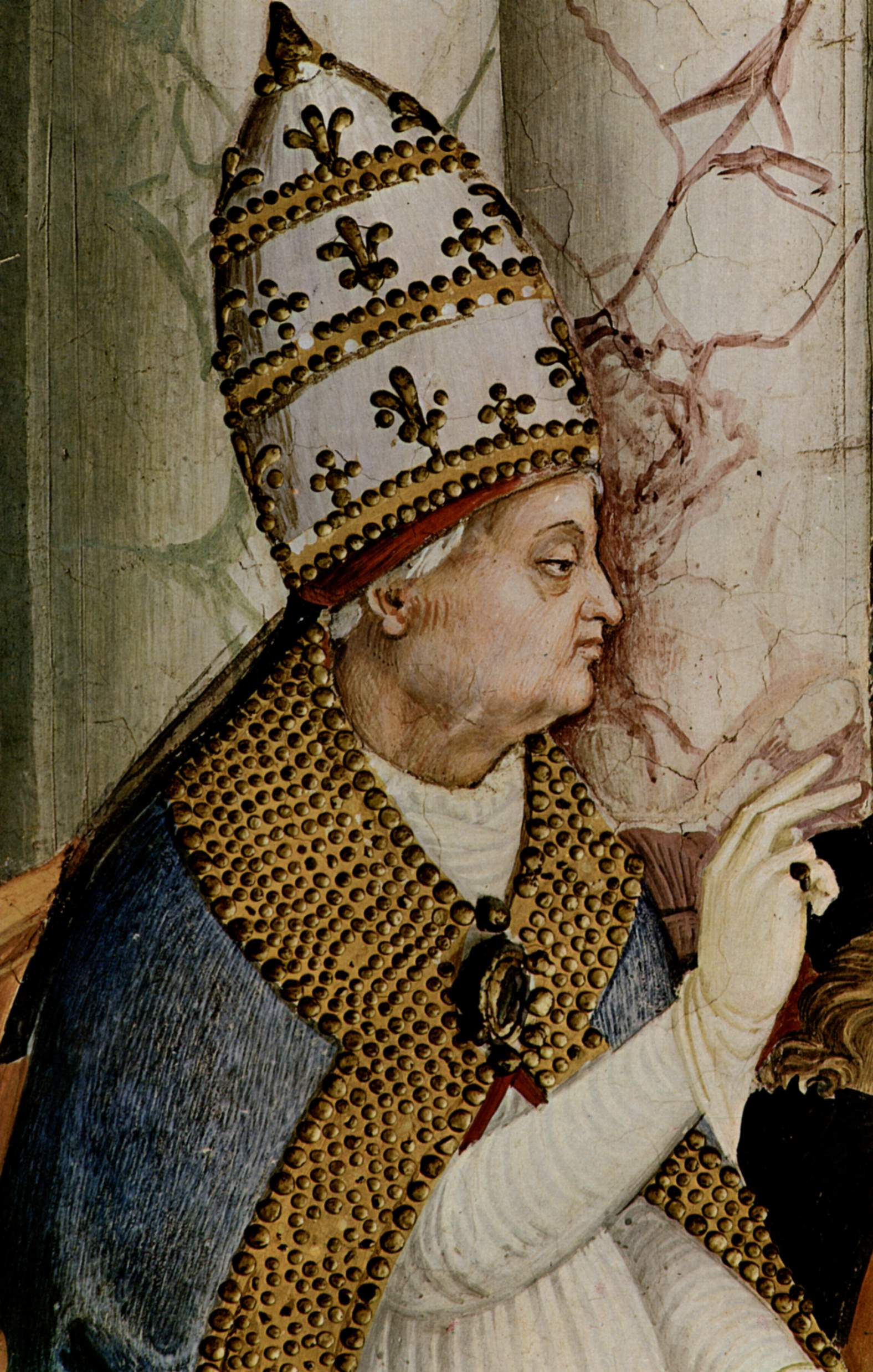
Papa Pio II

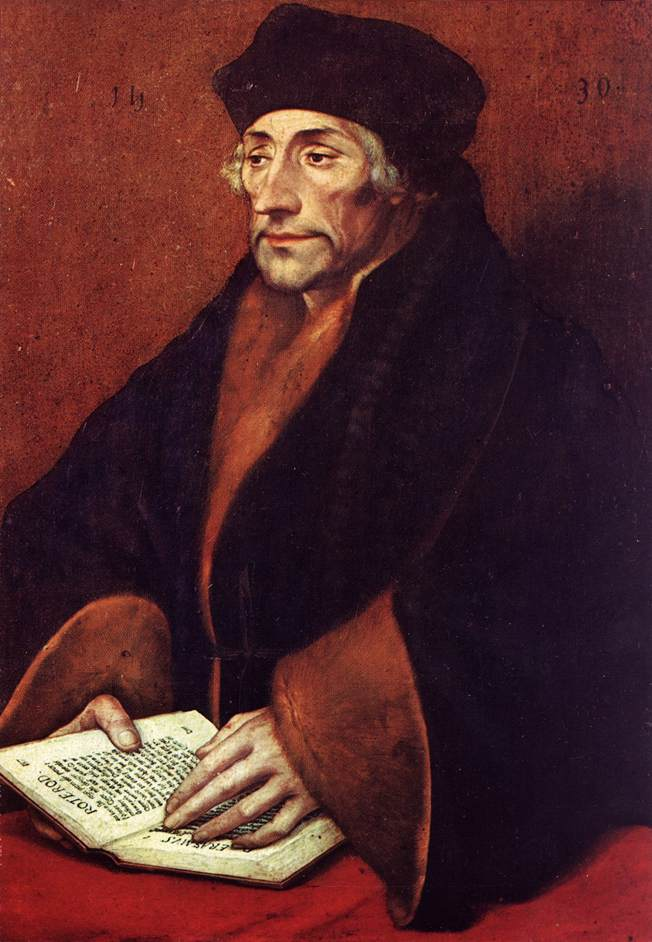
Erasmo de Roterdão

Tomás Moro

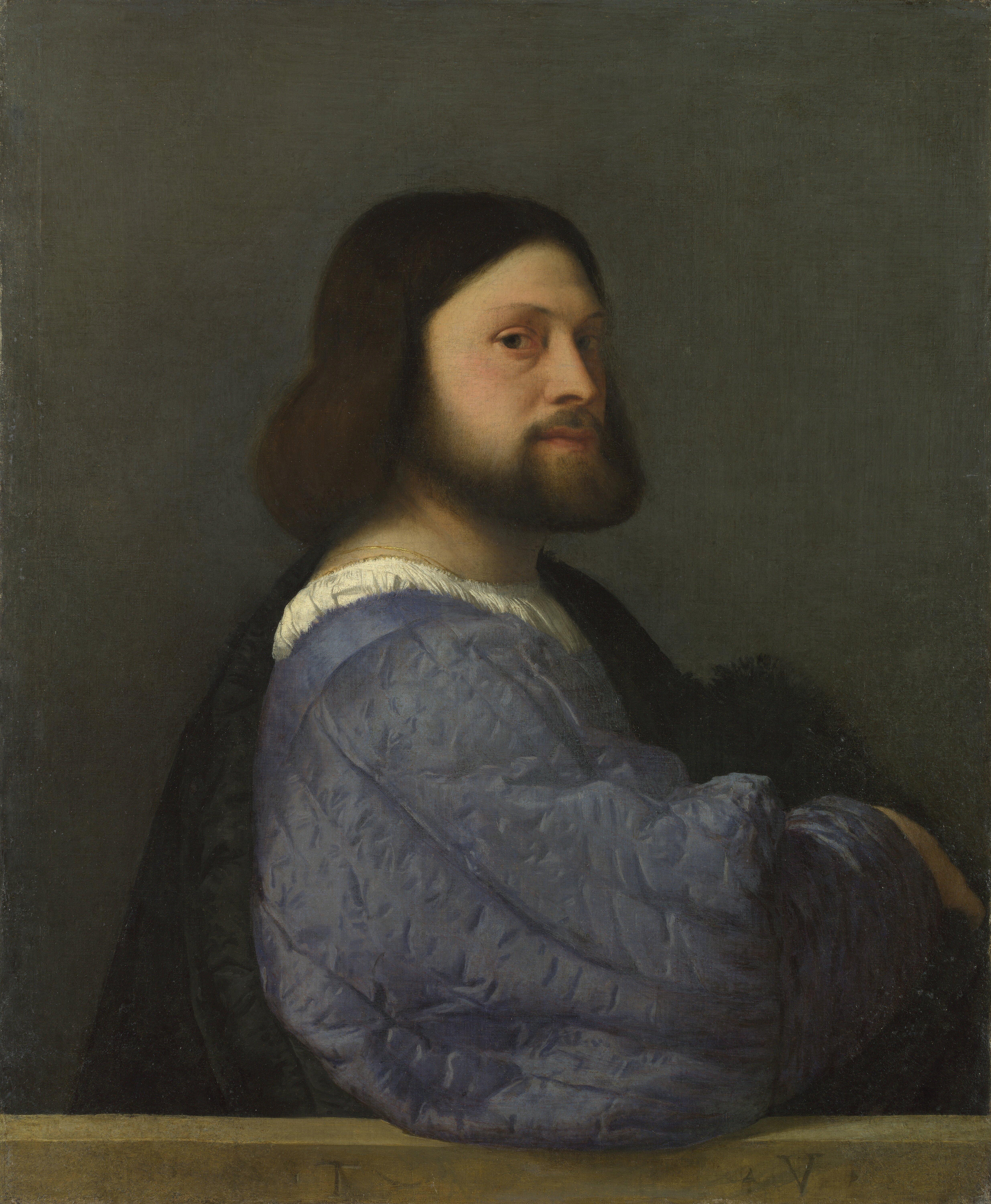
Ludovico Ariosto

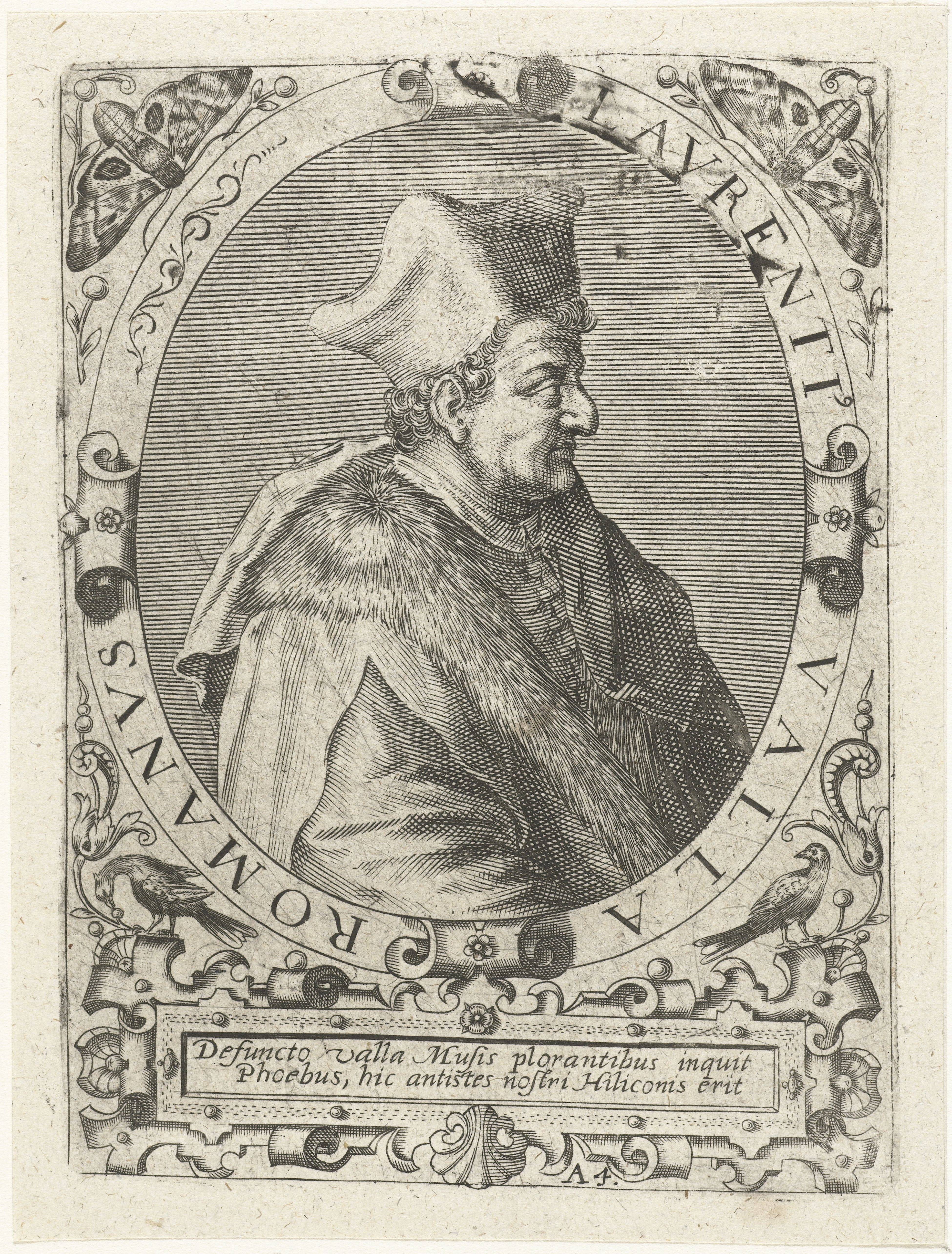
Lorenzo Valla

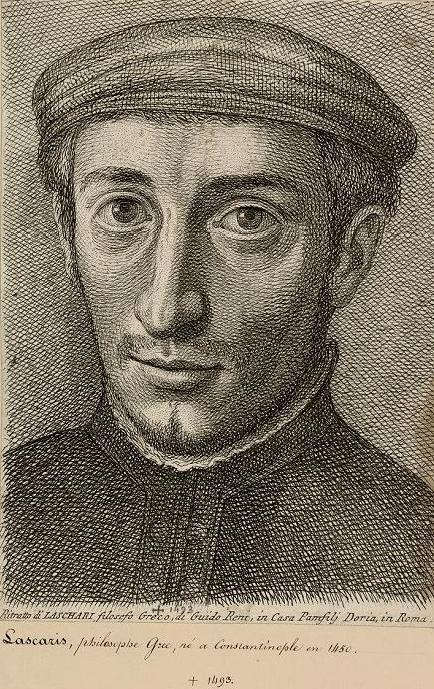
Constantino Láscaris

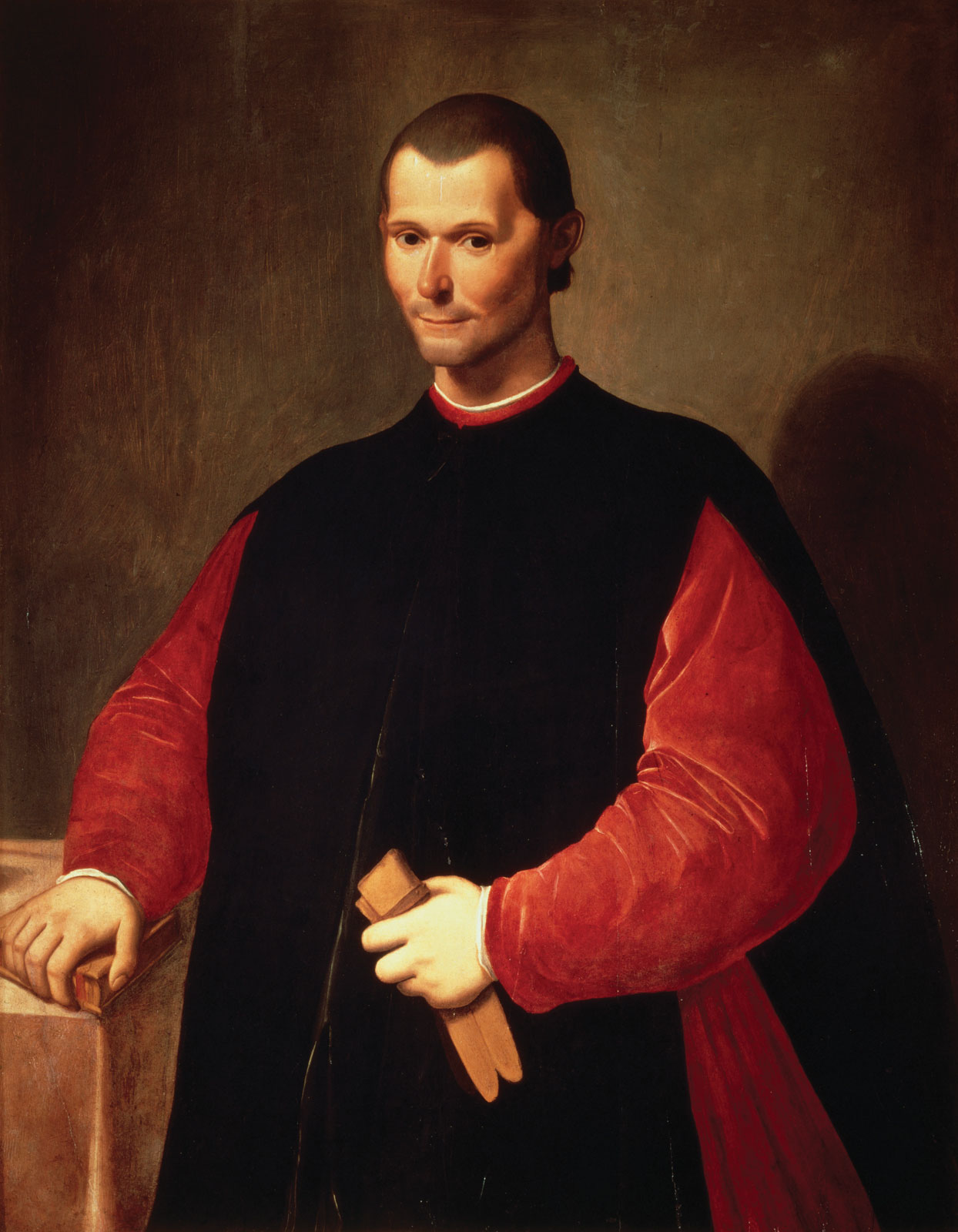
Nicolau Maquiavel

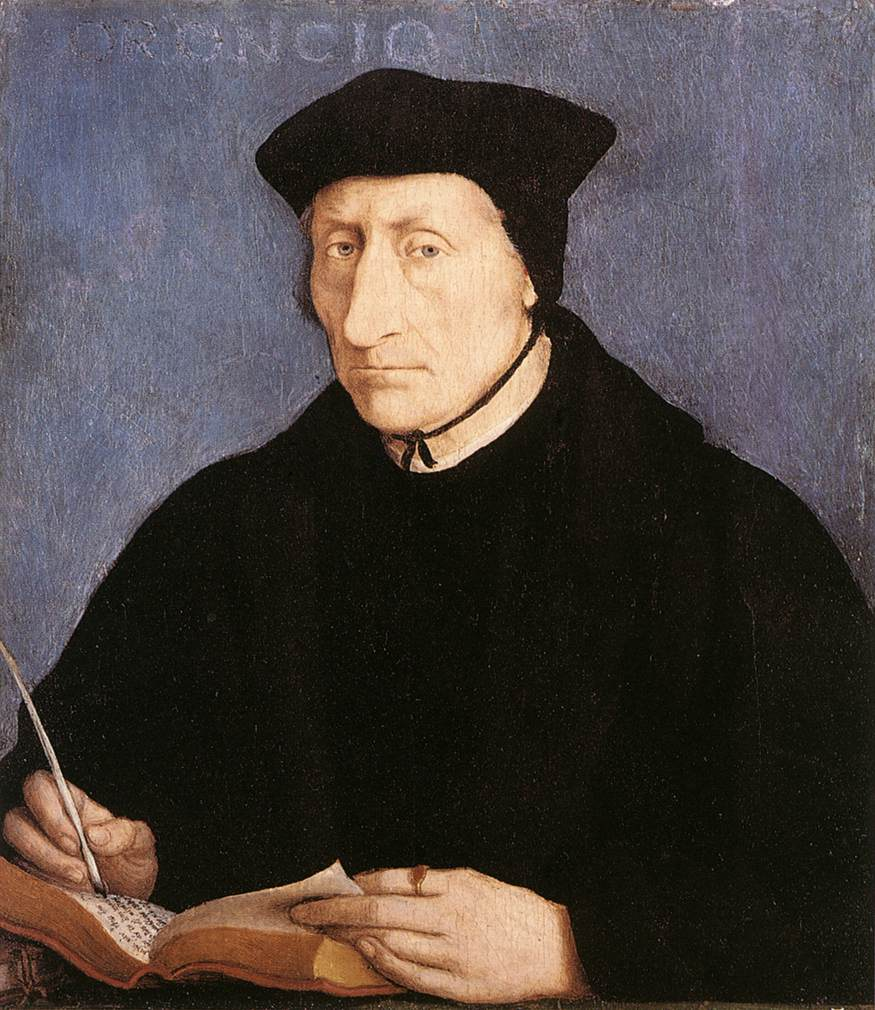
Guilherme Budé

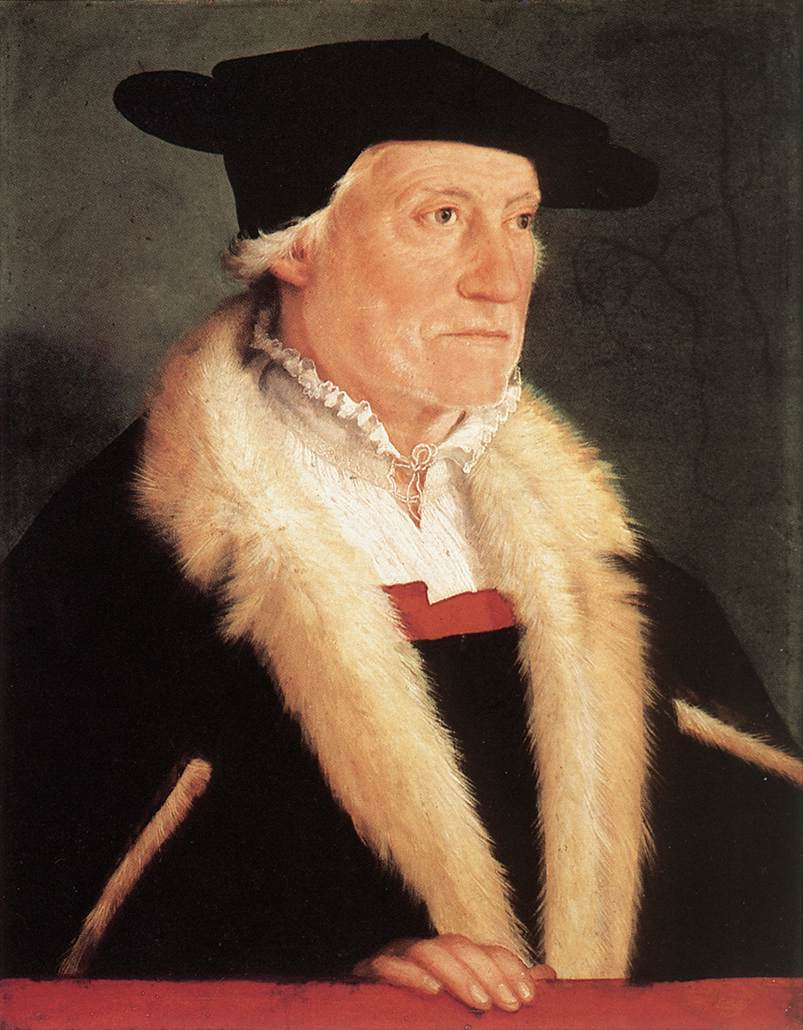
João de Rochester

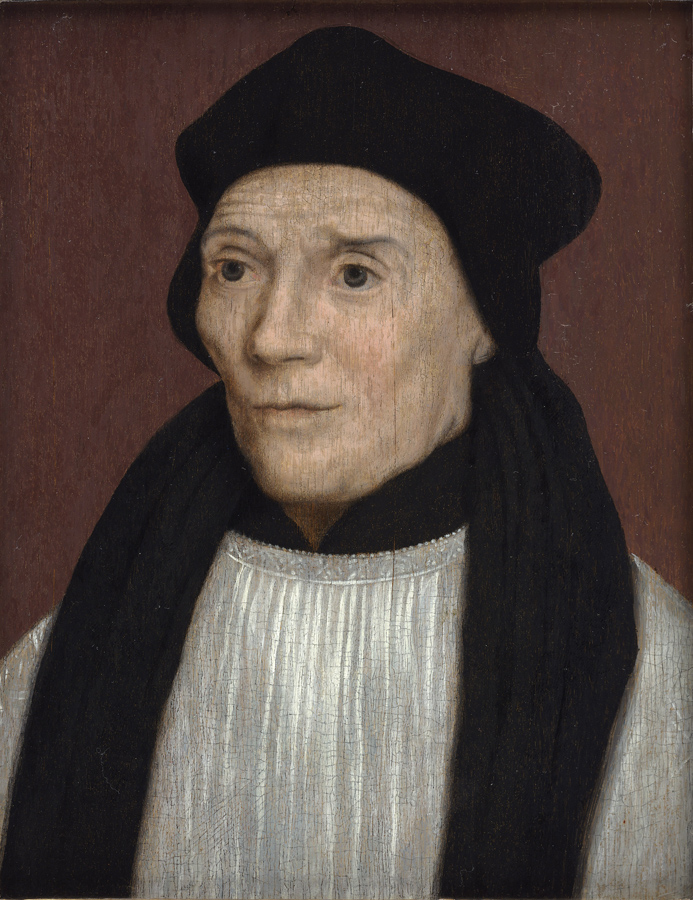
Sebastian Münster

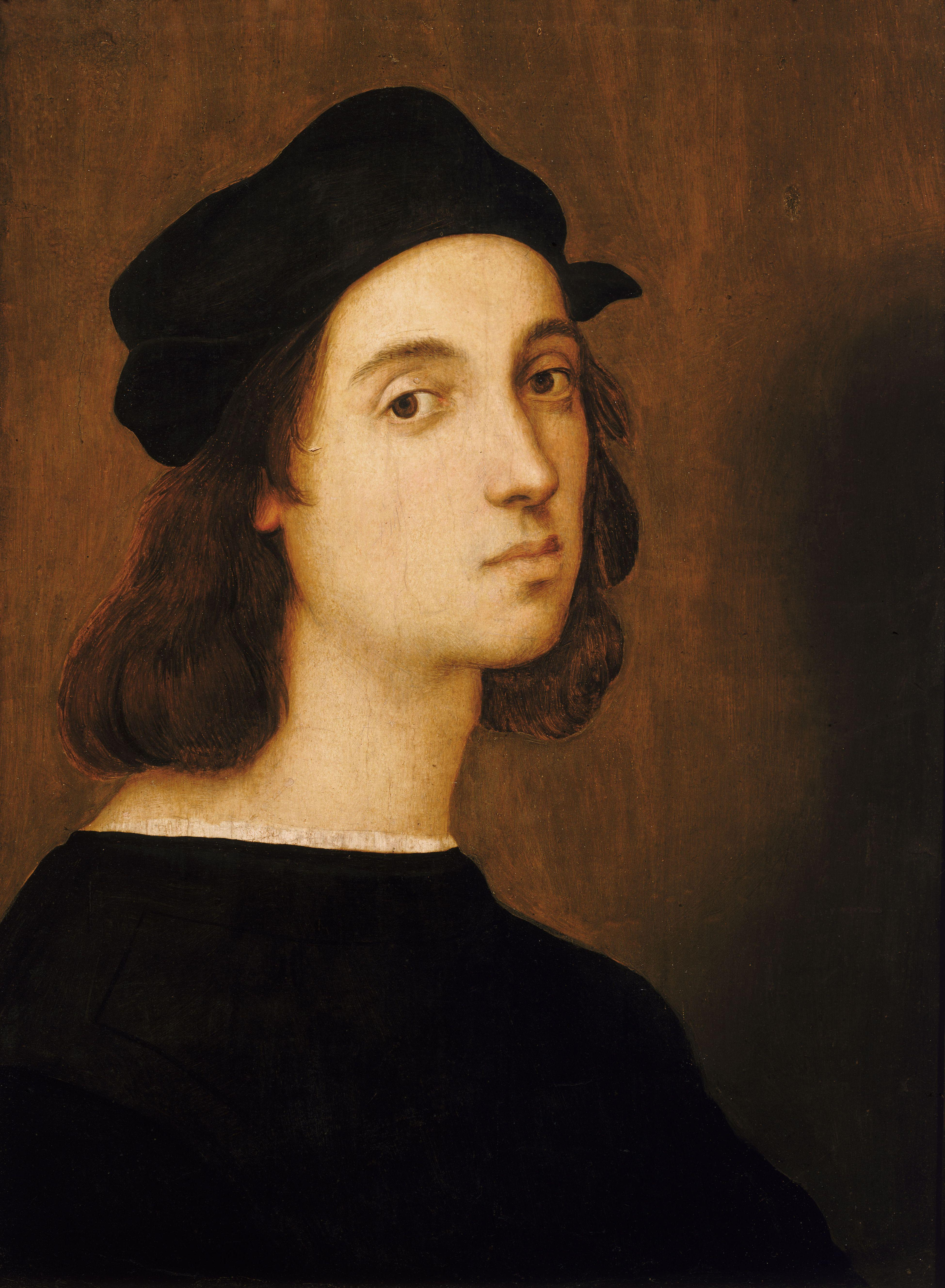
Rafael Sanzio

Baldassare Castiglione

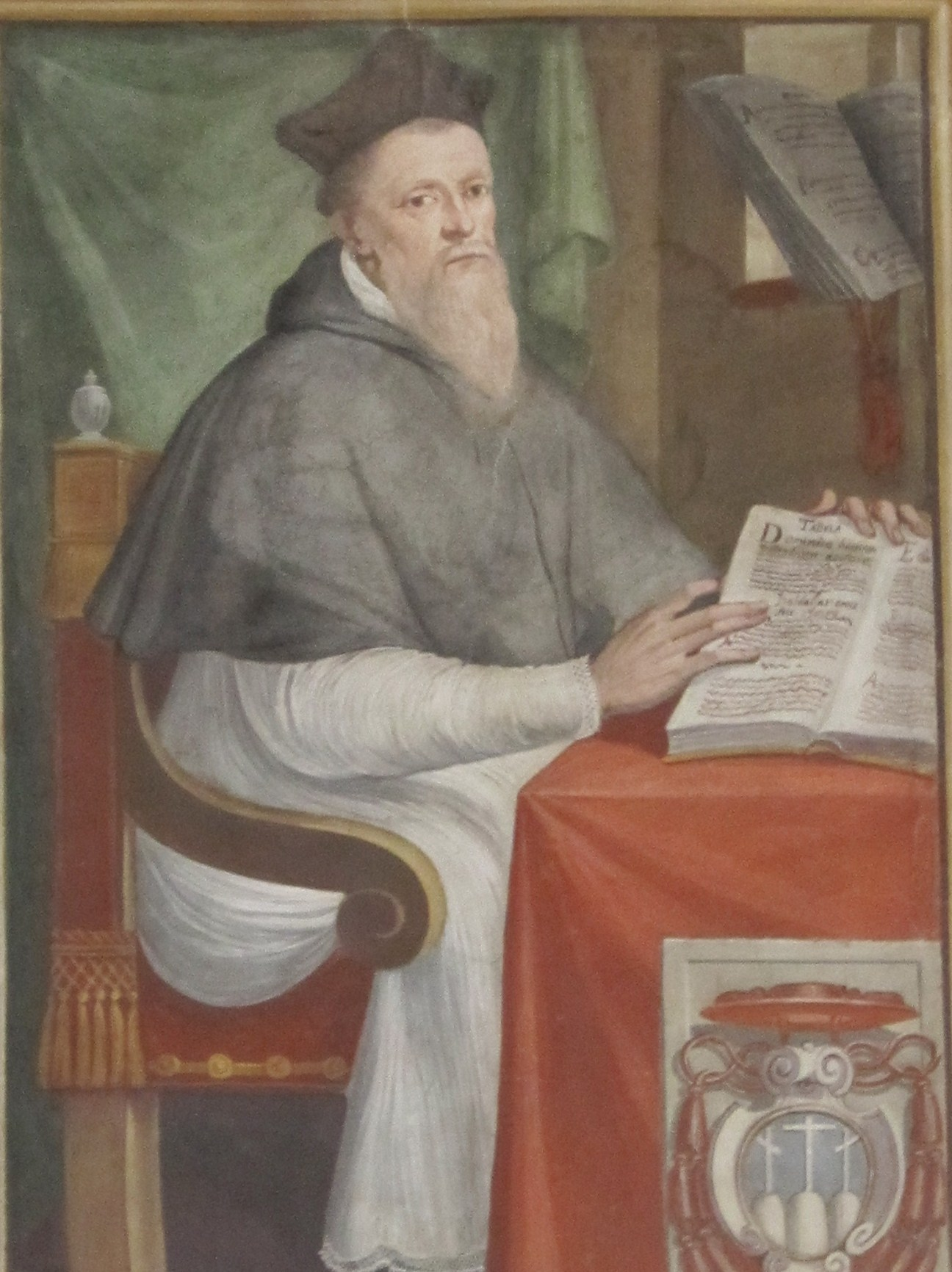
Egídio de Viterbo

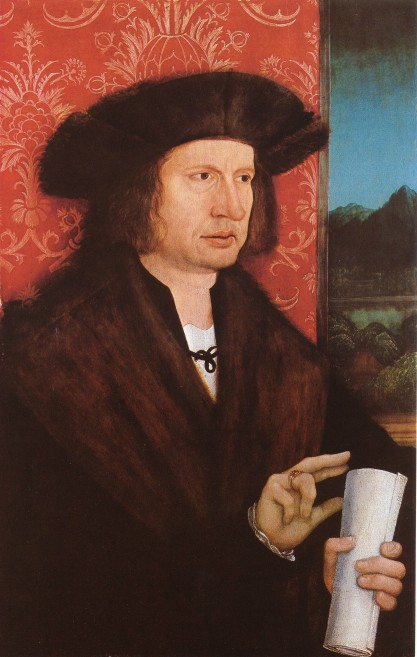
Georg Tannstetter

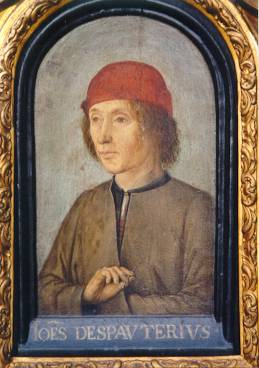
João Despautério

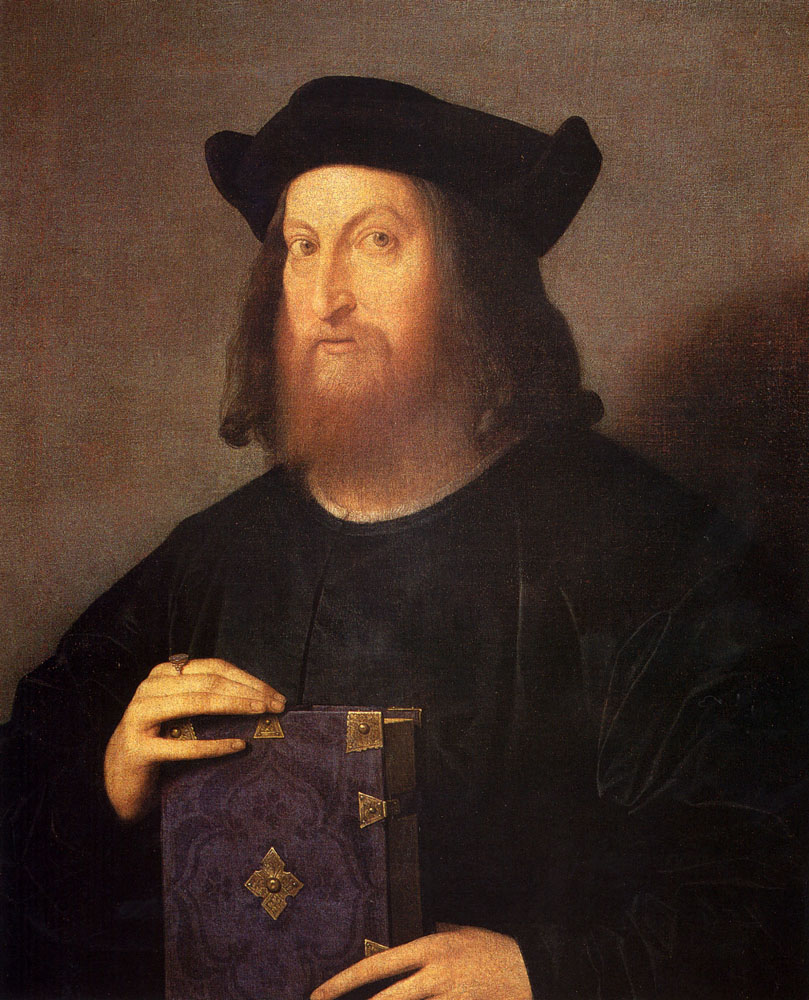
Gian Giorgio Trissino

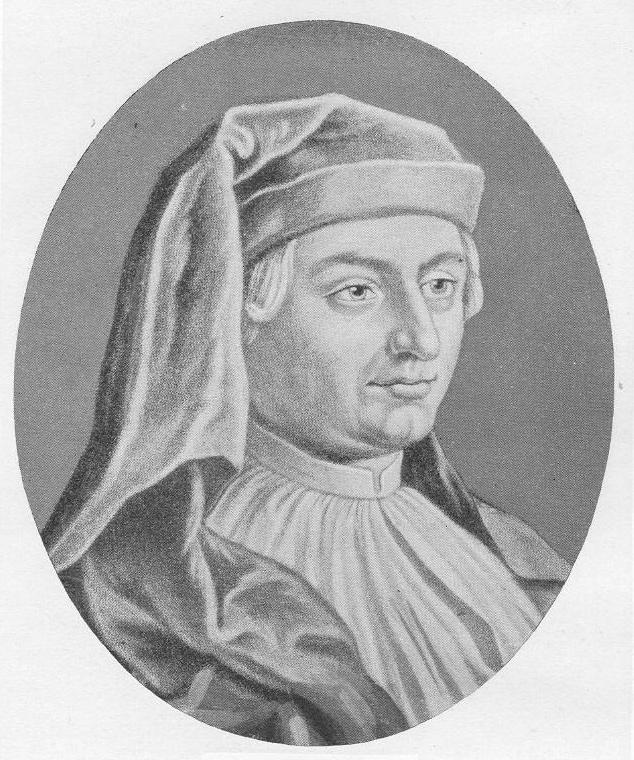
Rodolfo Agrícola

Pietro Bembo

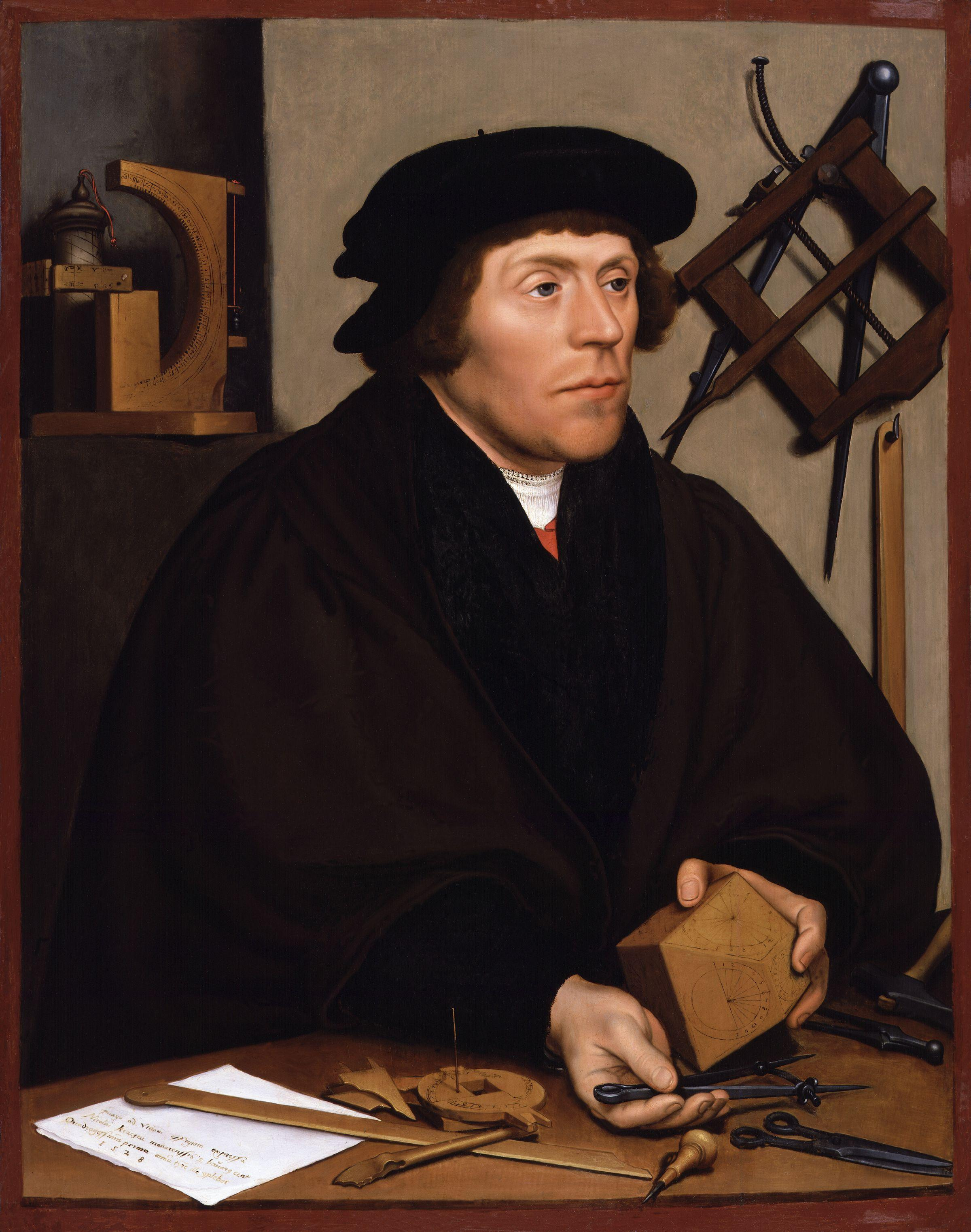
Nicholas Kratzer

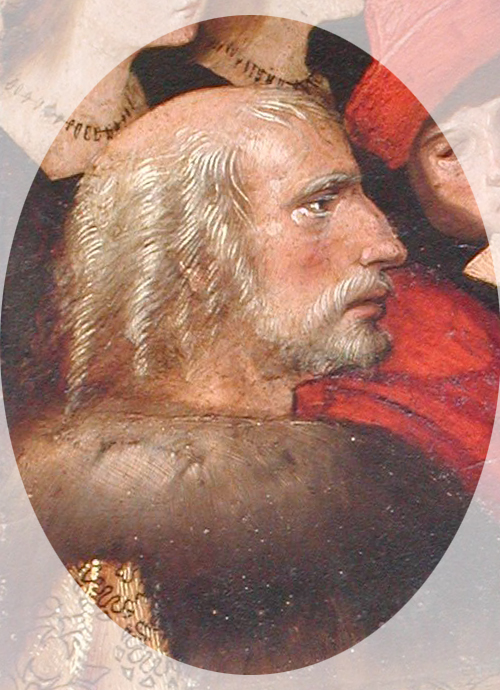
Cristóvão Colombo

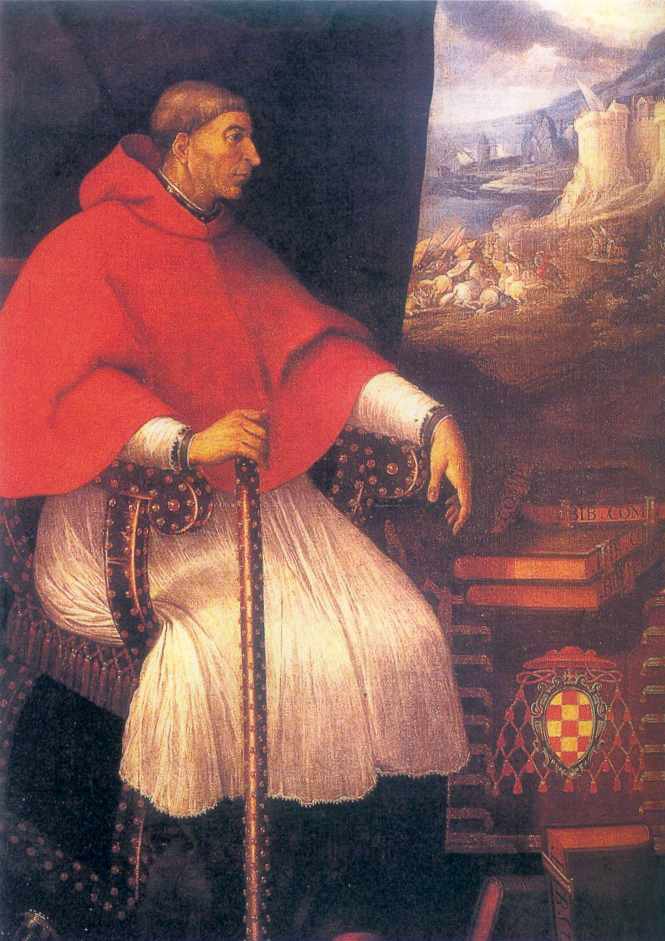
Francisco Jiménez de Cisneros

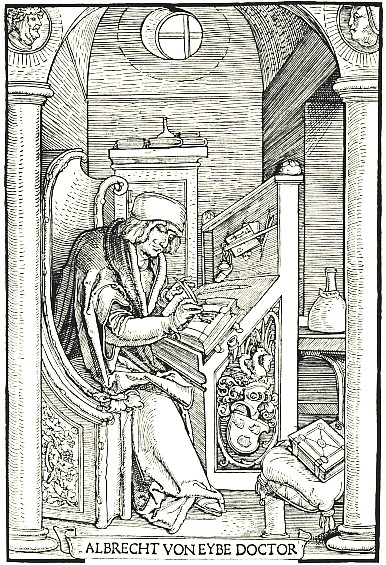
Albrecht von Eyb

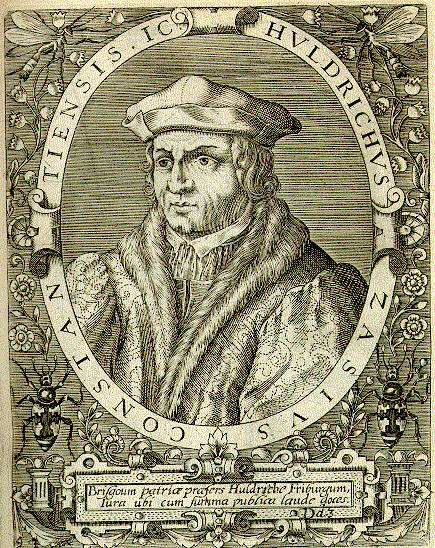
Ulrich Zasius

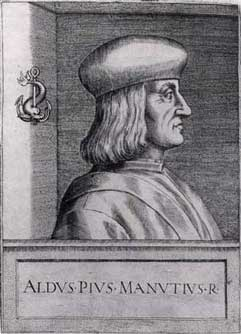
Aldo Manúcio

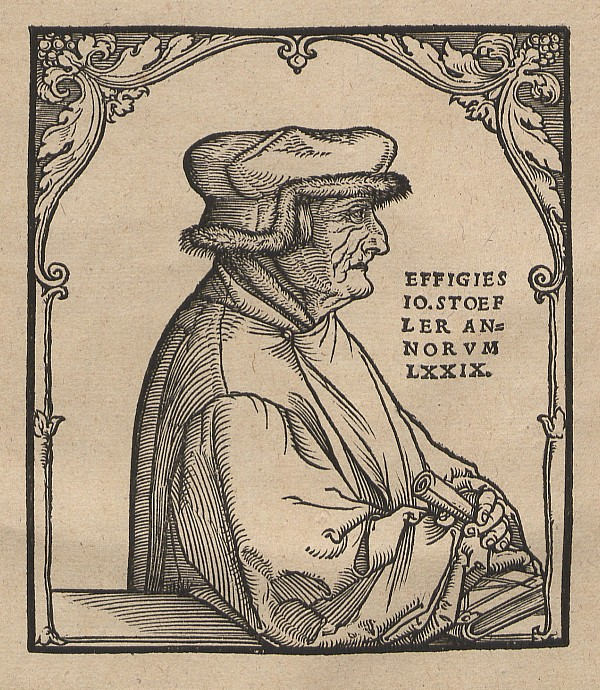
Johannes Stöffler

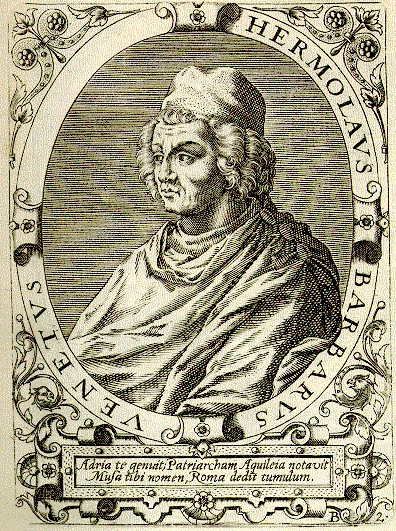
Ermolao Barbaro

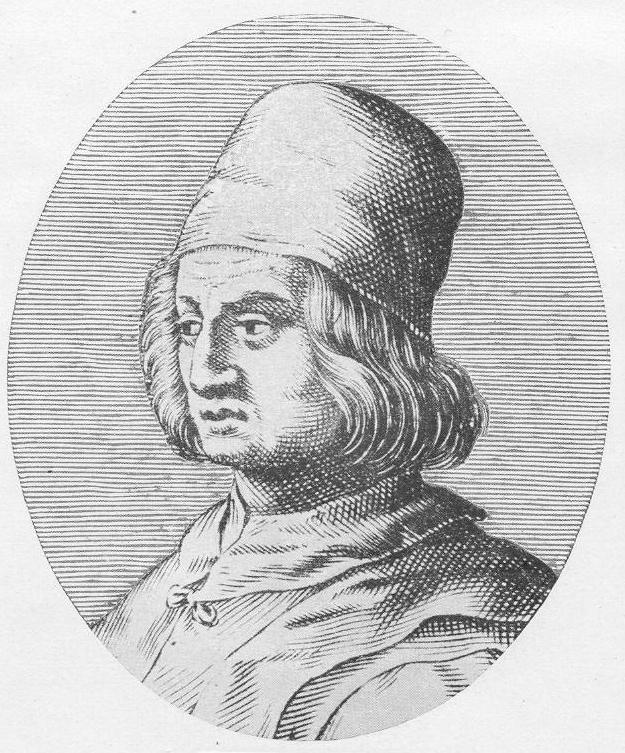
Angelo Poliziano

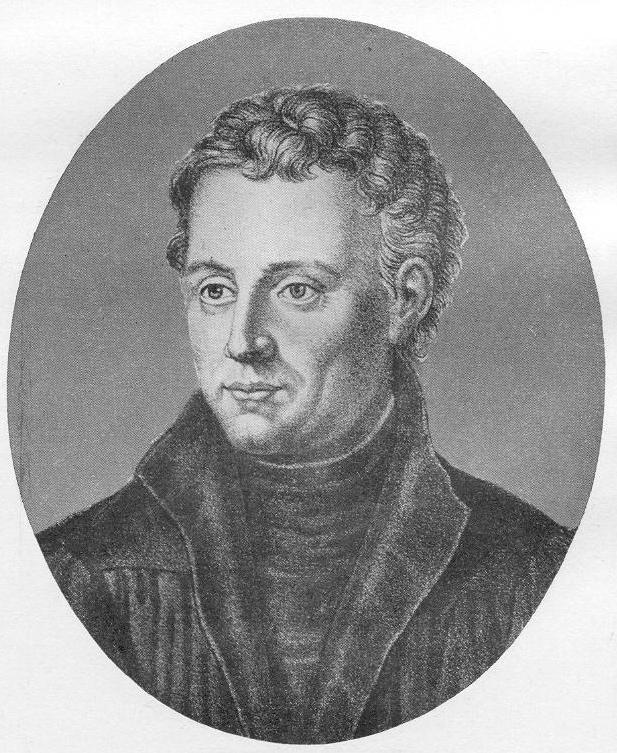
Johann Reuchlin

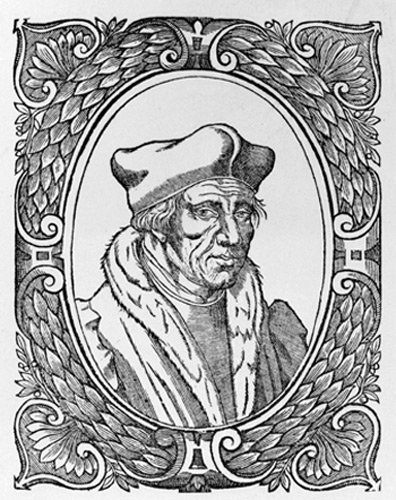
Jacques Lefèvre d'Étaples

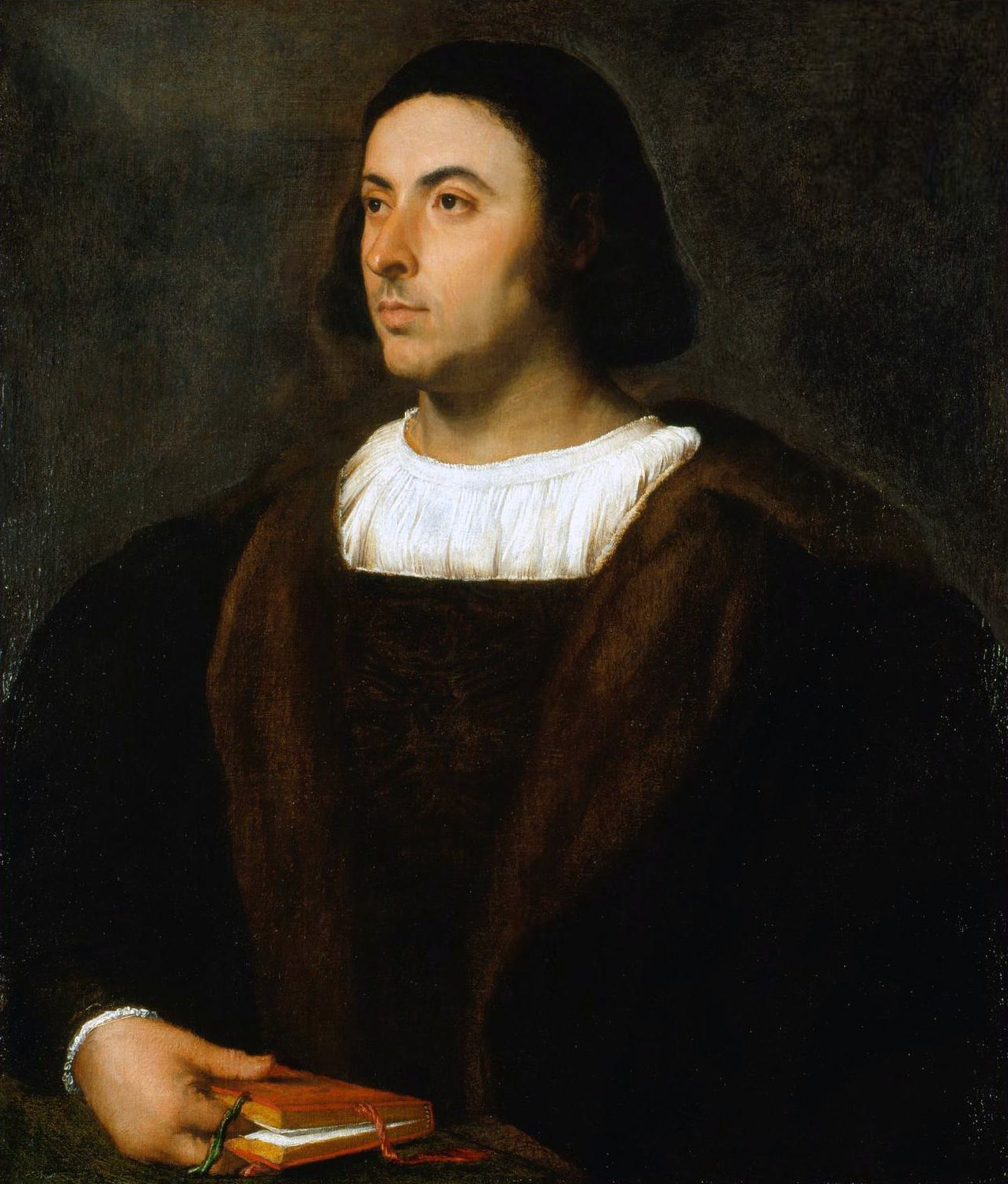
Jacopo Sannazaro

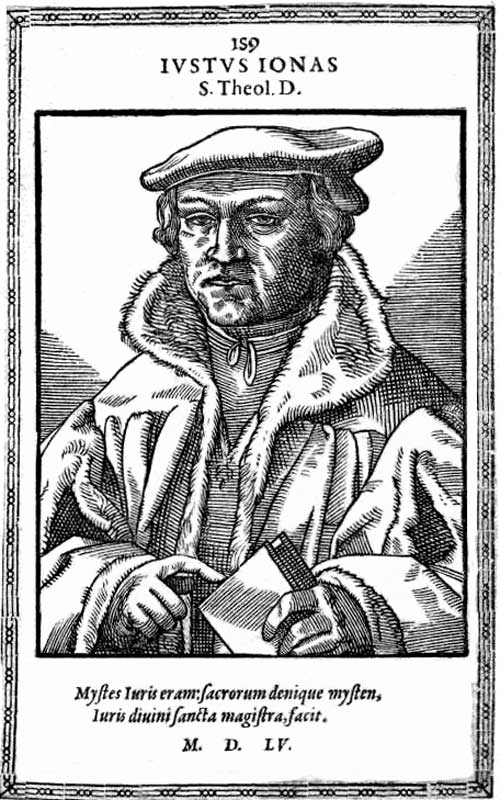
Justo Jonas, o Velho

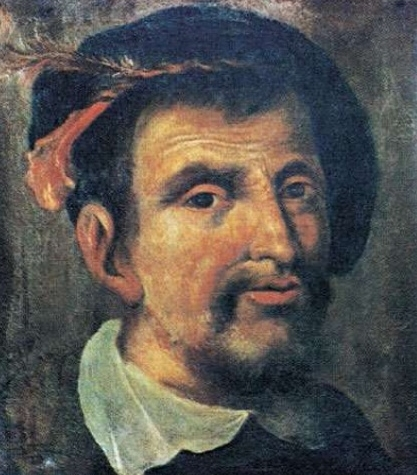
Fernando Colombo

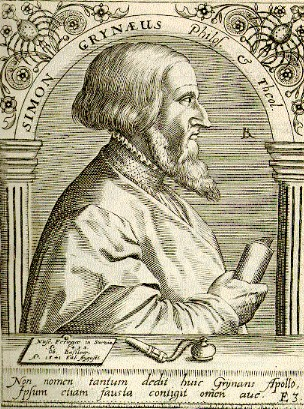
Simão Grineu

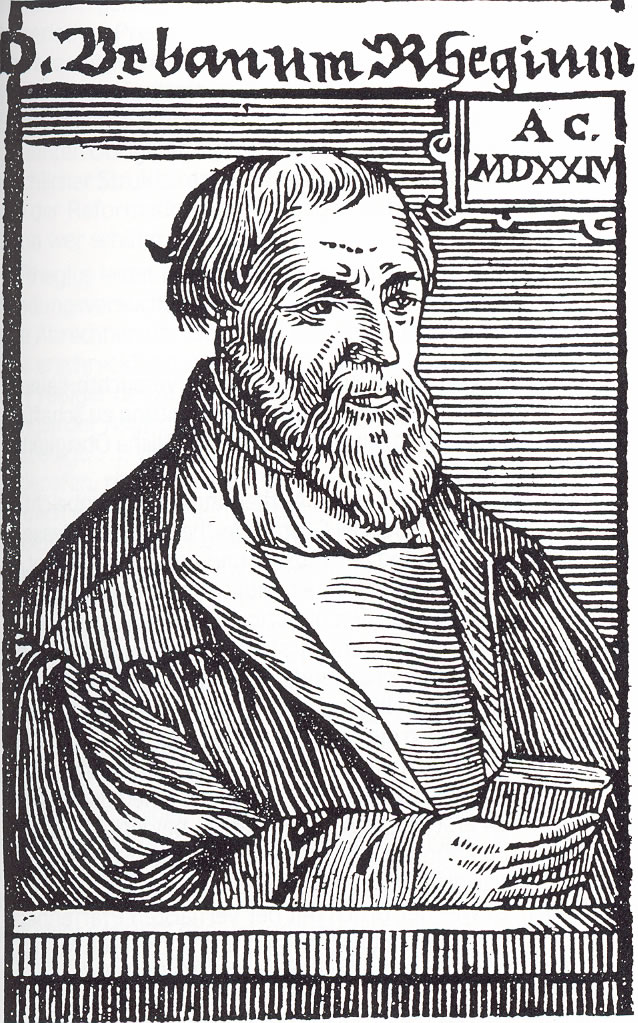
Urbano Régio

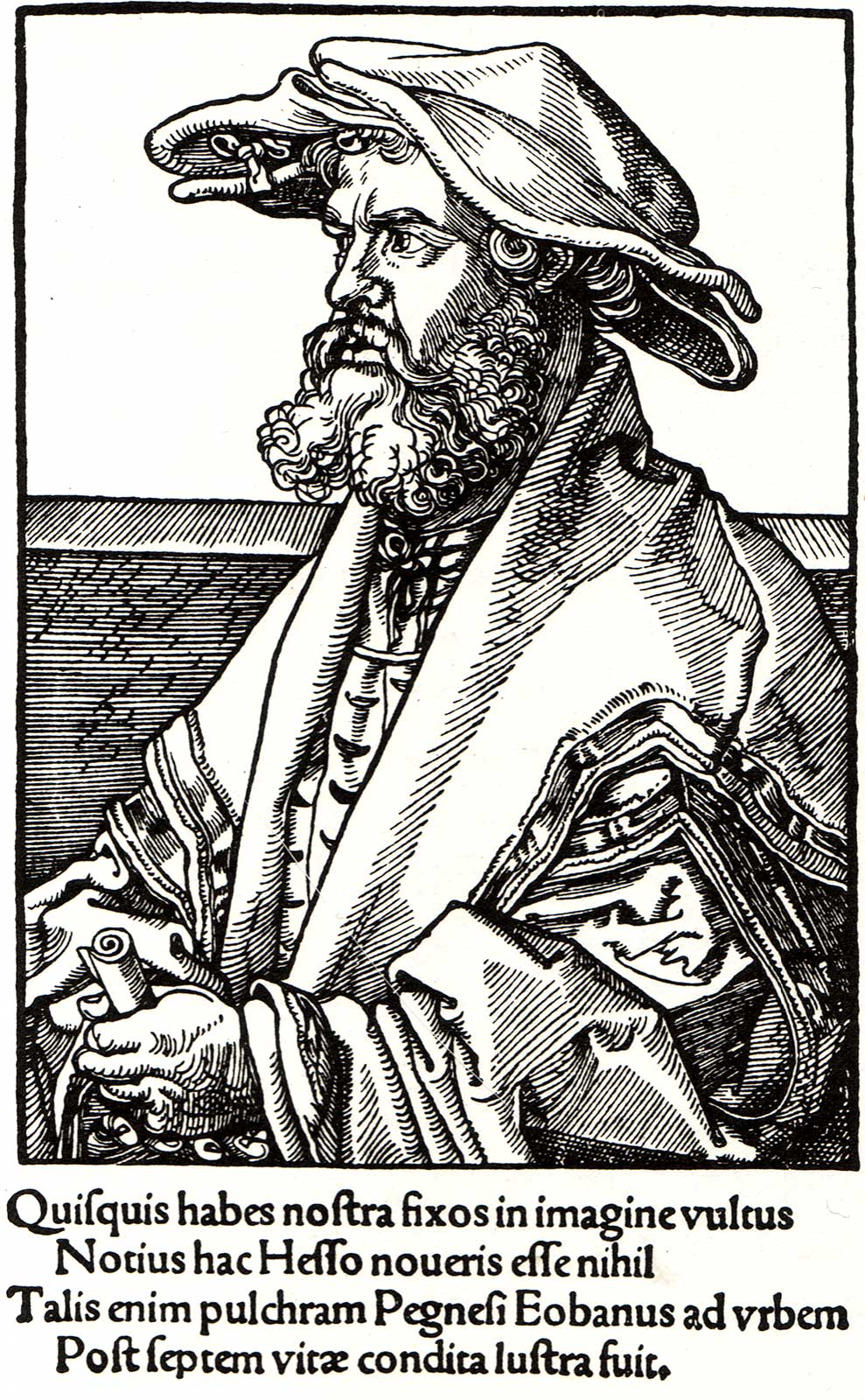
Hélio Eóbano Hesso

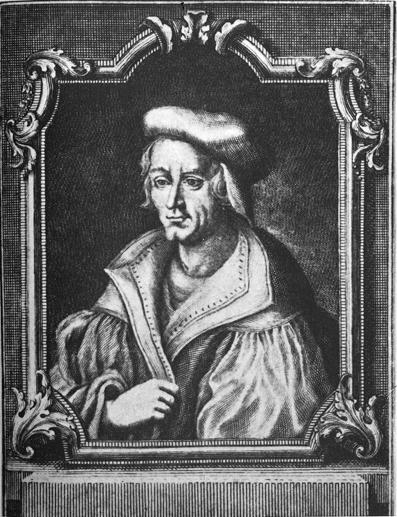
Otto Brunfels

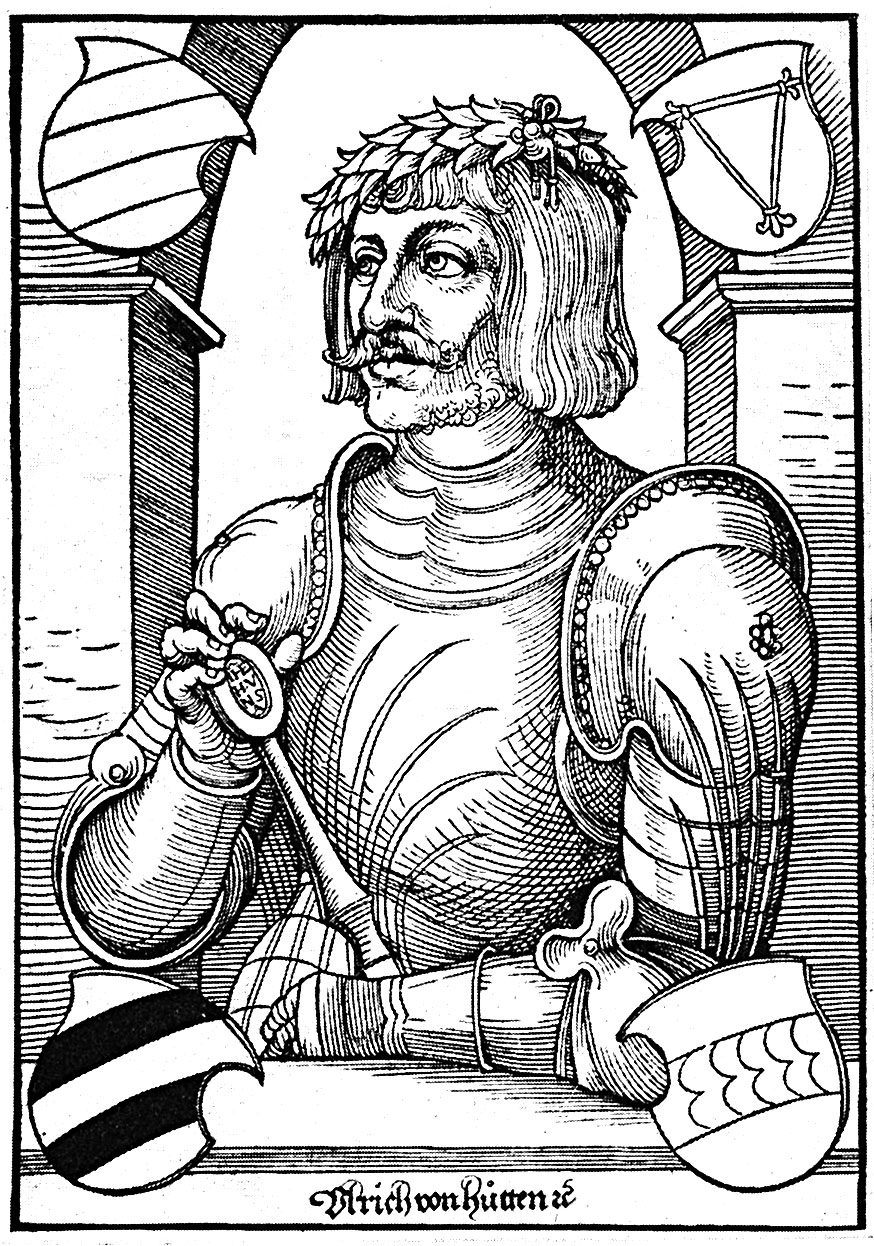
Ulrich von Hutten

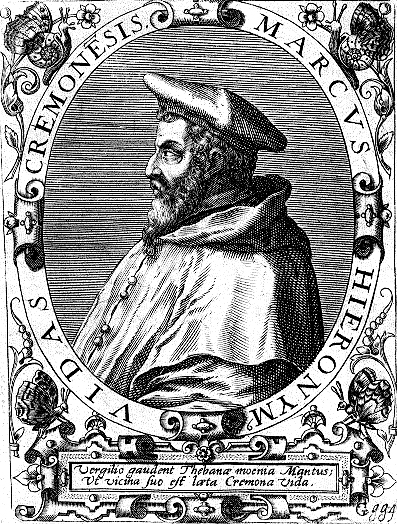
Marco Girolamo Vida

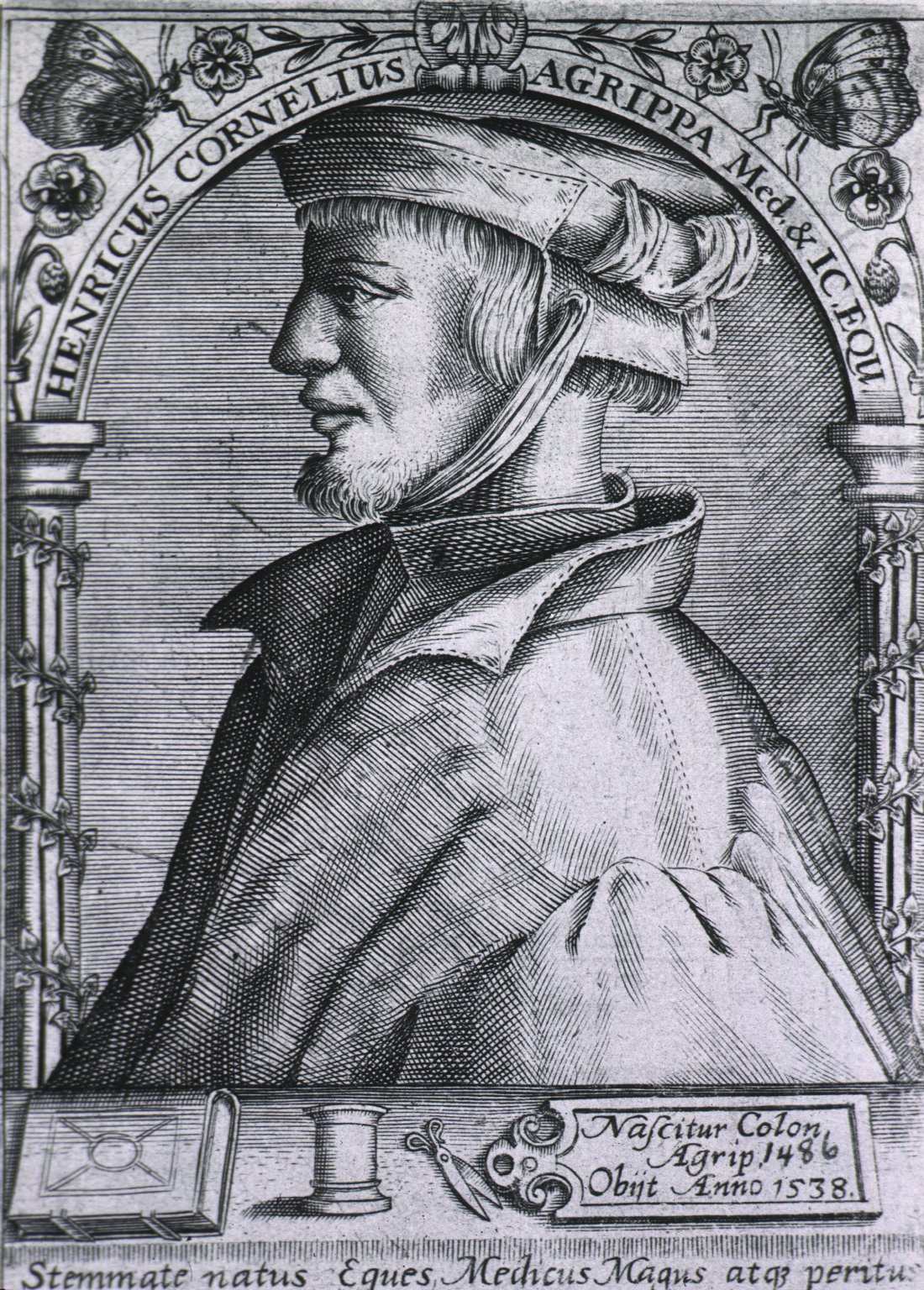
Henrique Cornélio Agripa de Nettesheim

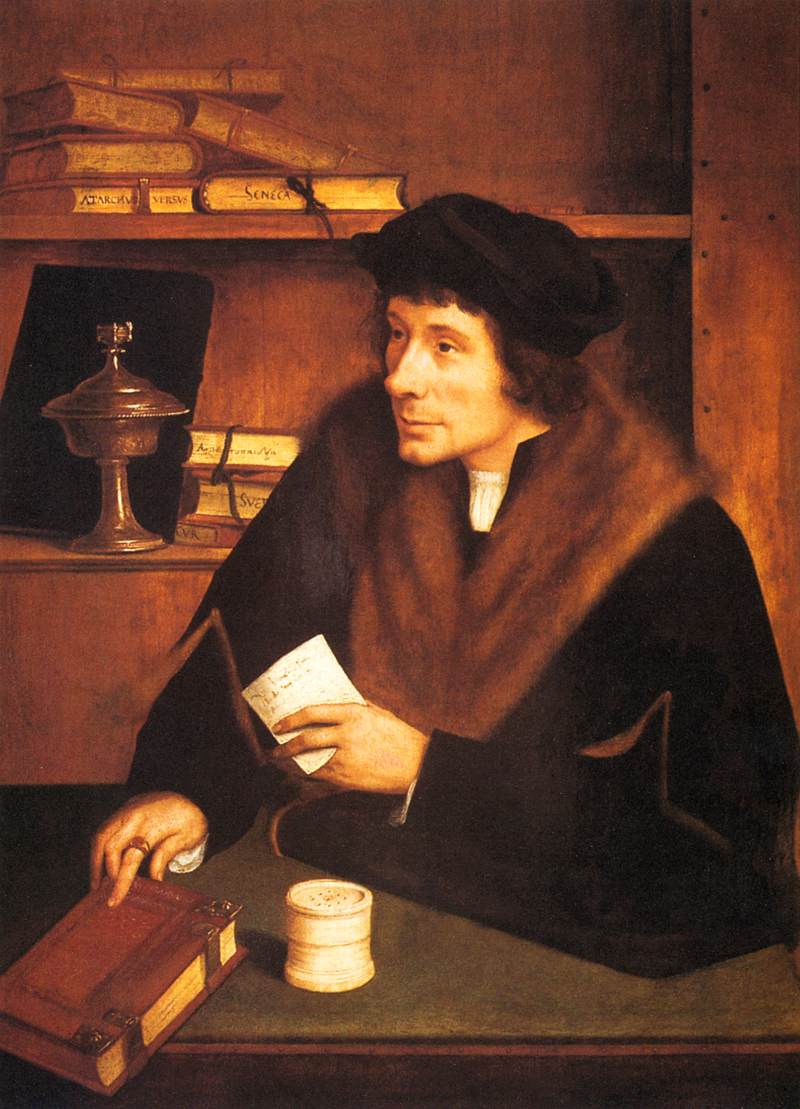
Pedro Egídio

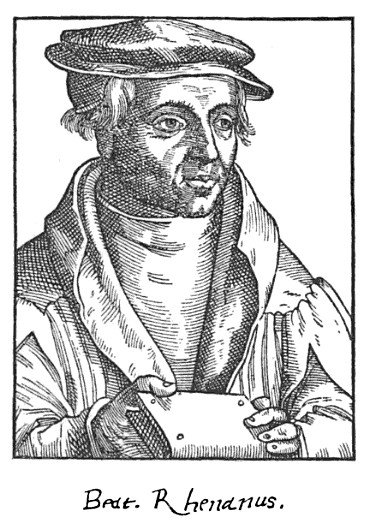
Beato Renano

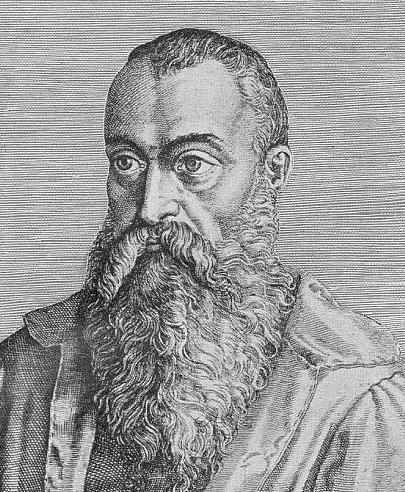
Júlio César Escalígero

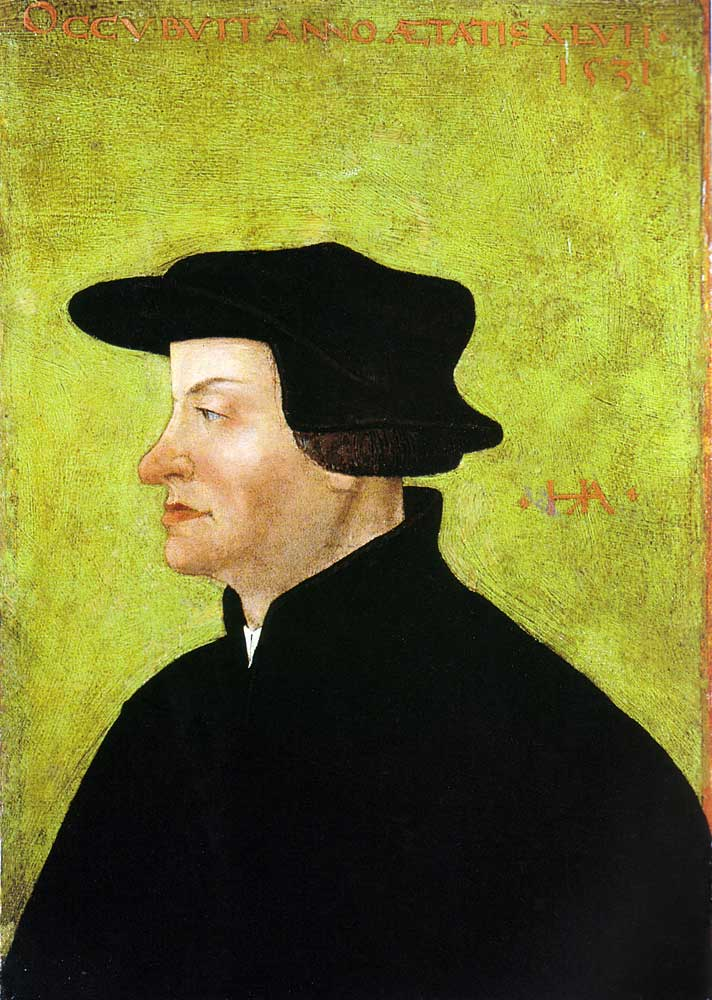
Ulrico Zuínglio

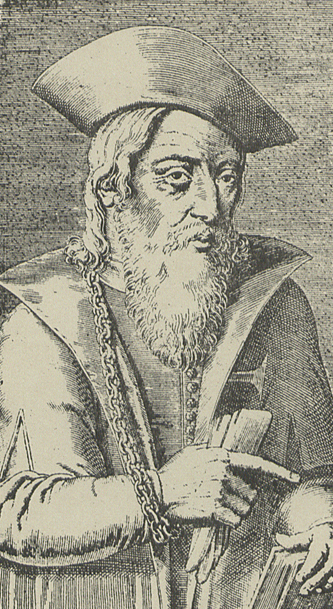
Sá de Miranda

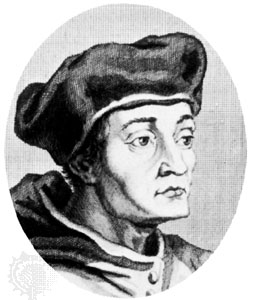
Girolamo Aleandro

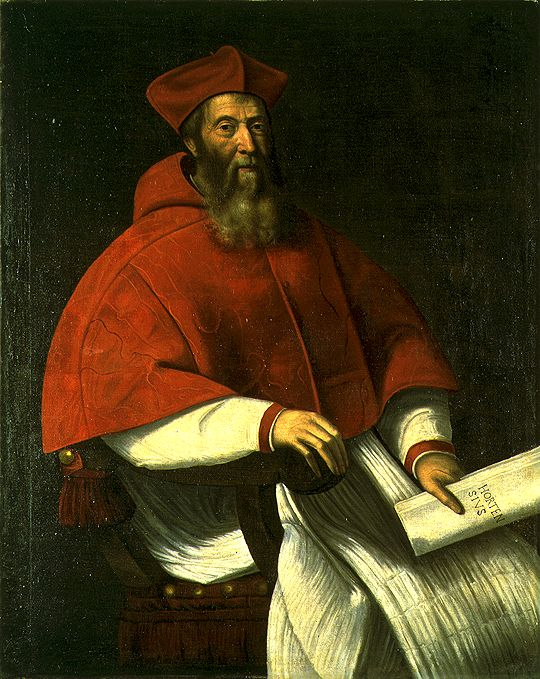
Jacopo Sadoleto

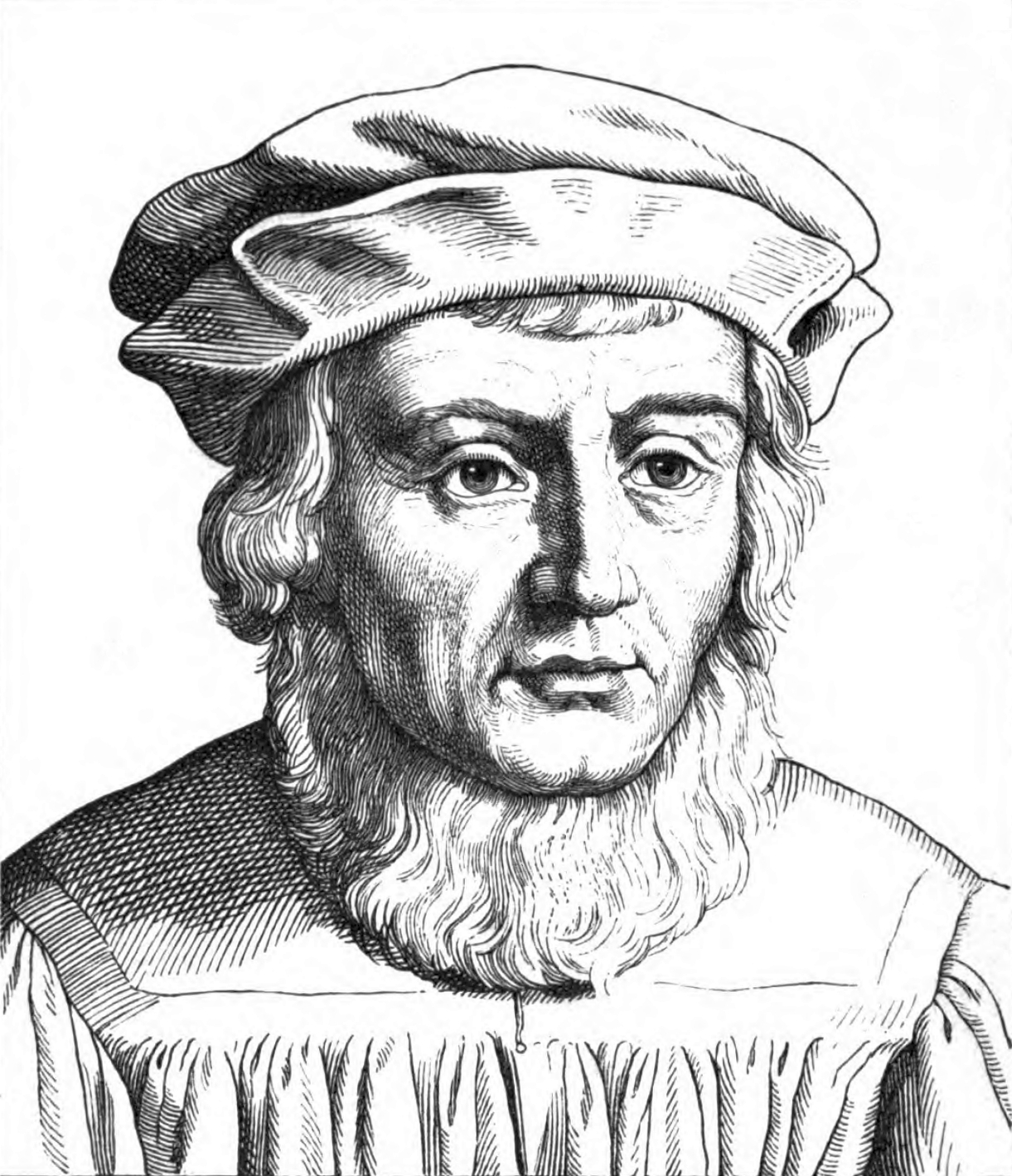
João Aventino

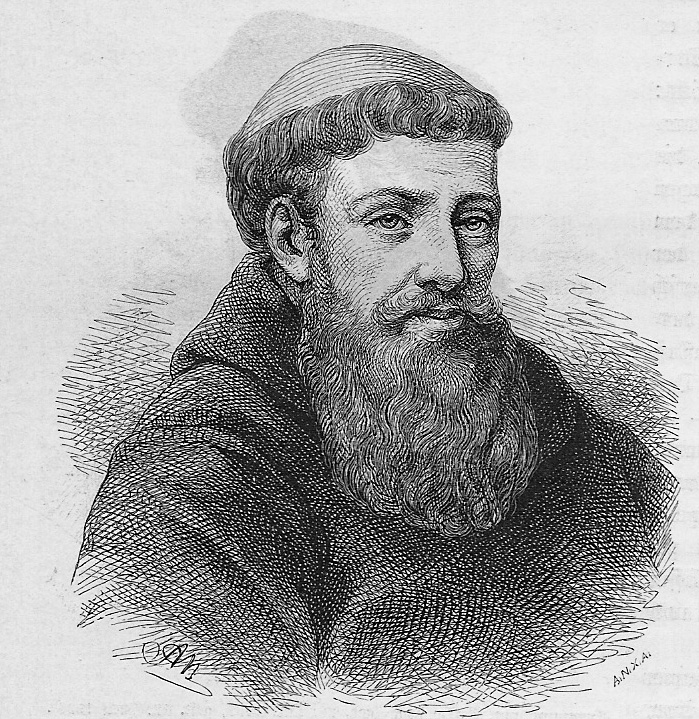
Thomas Murner

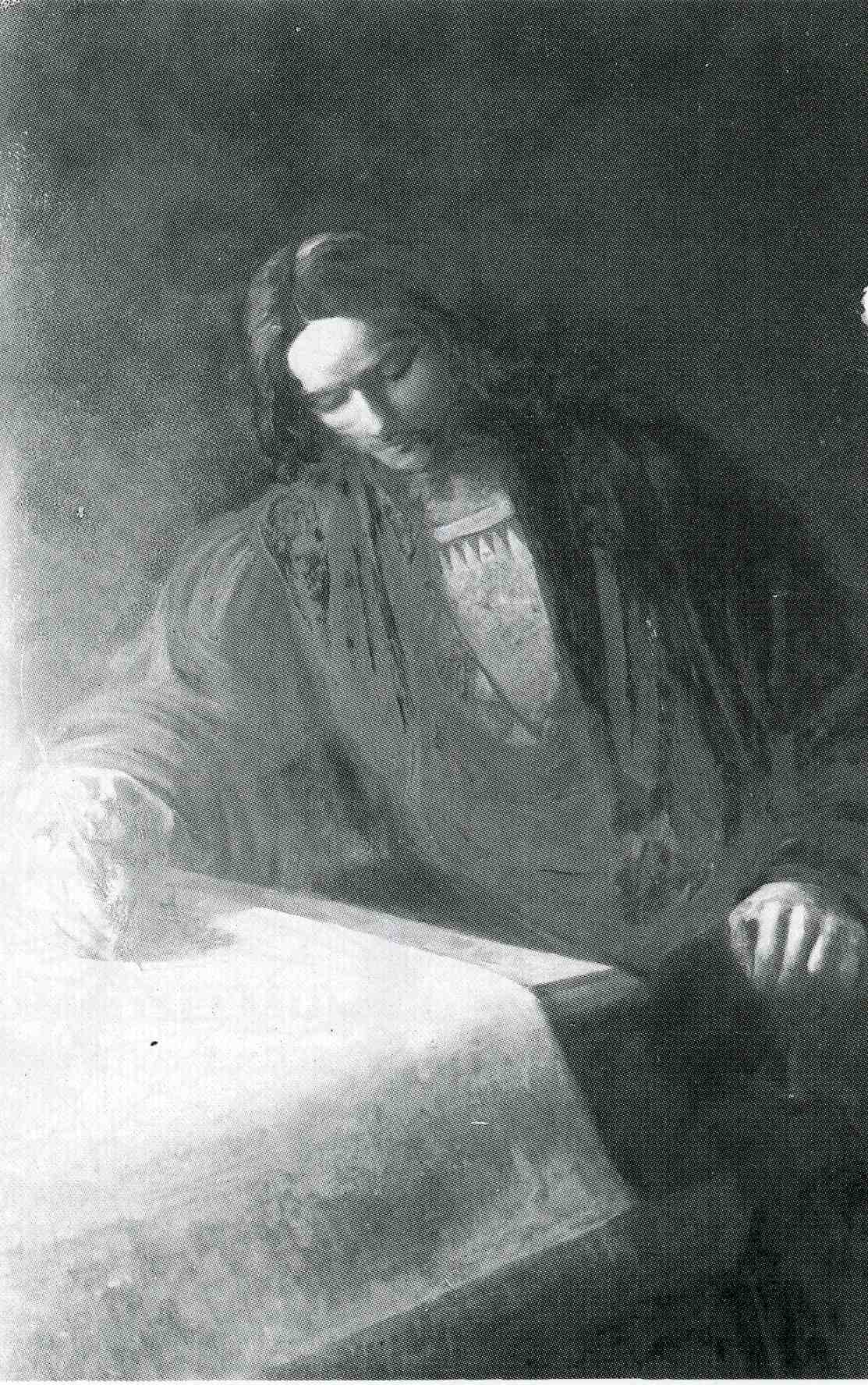
Martin Waldseemüller

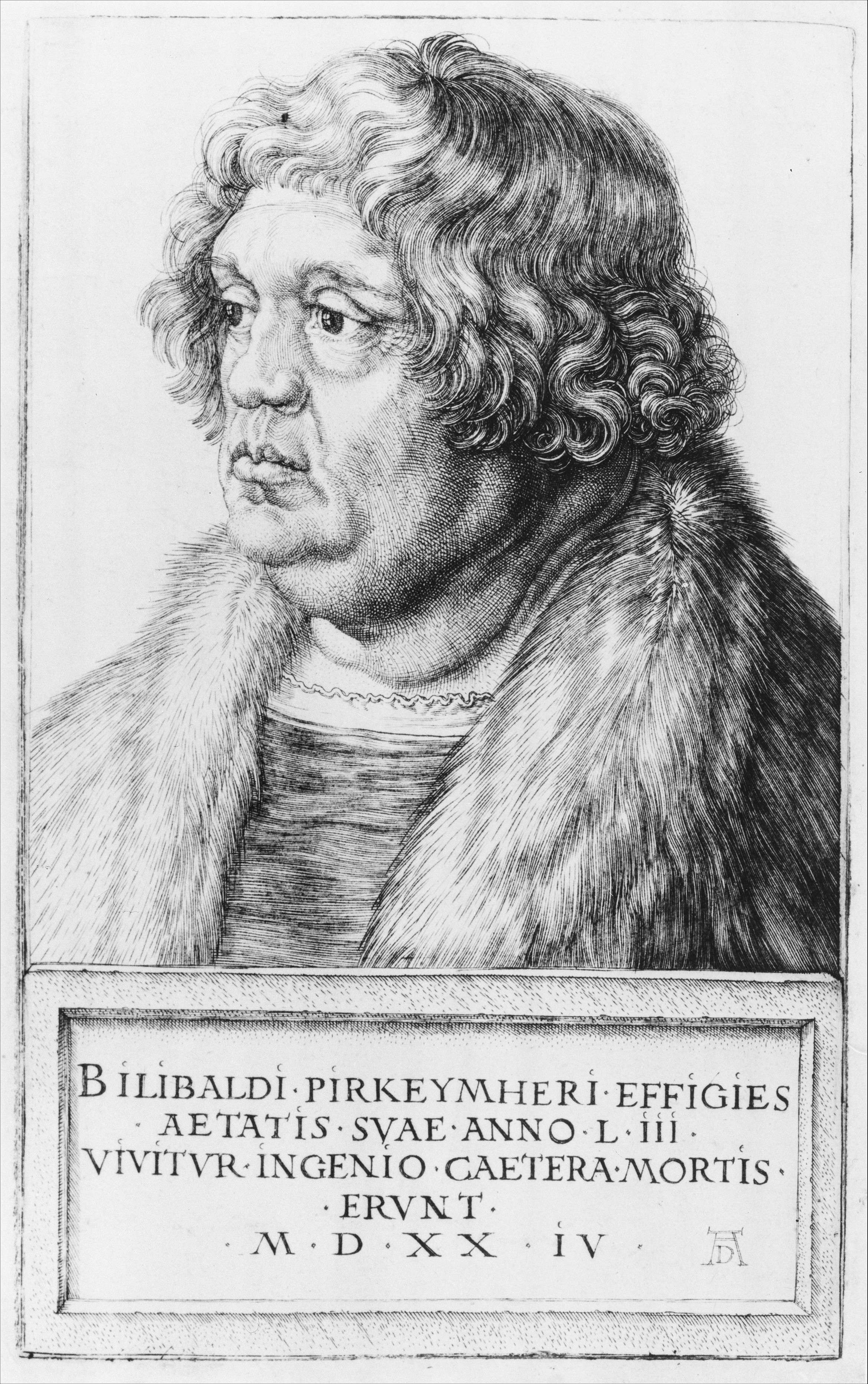
Willibald Pirckheimer

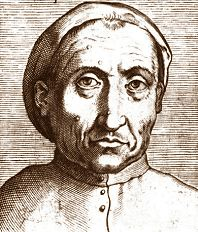
Pietro Pomponazzi

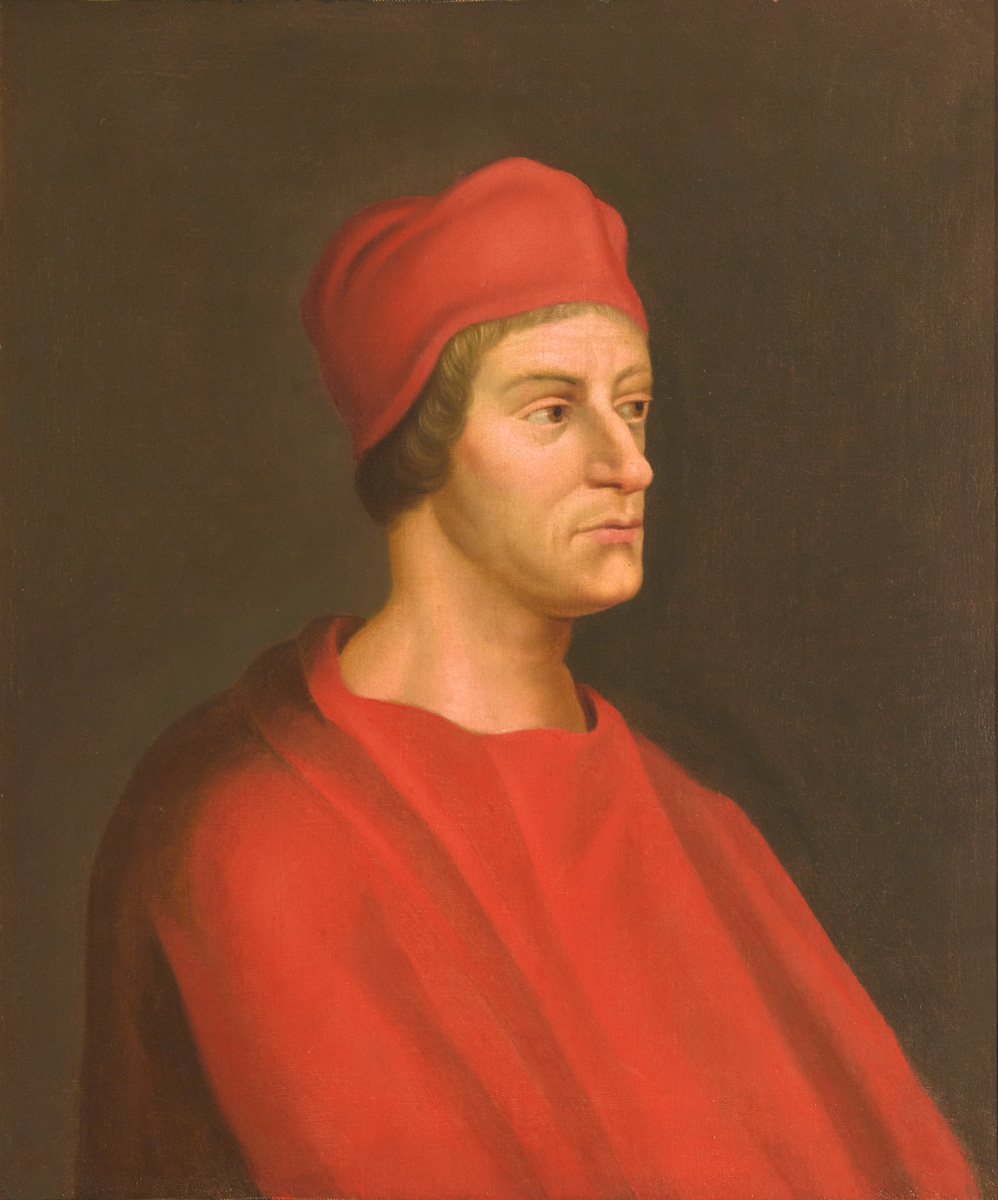
John Colet

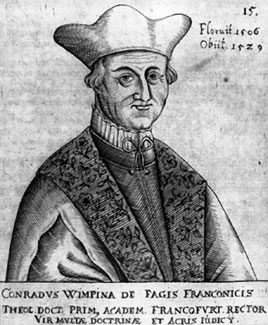
Konrad Wimpina

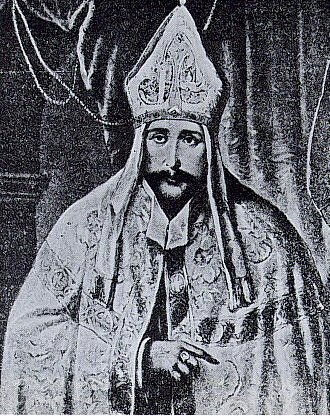
Pietro Bonomo

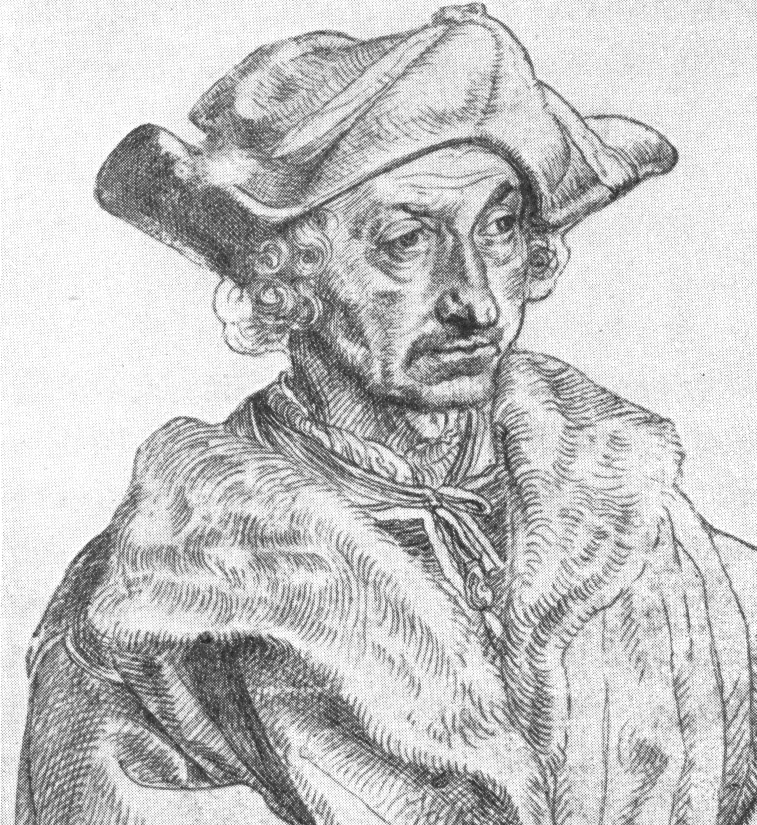
Sebastian Brant

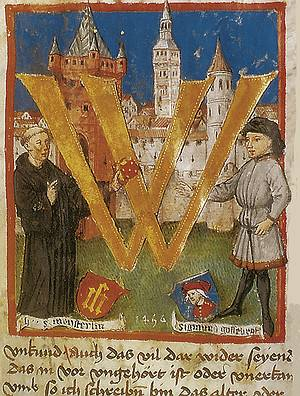
Sigmund Gossembrot

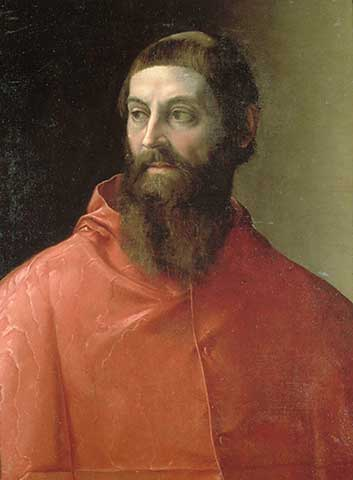
Rodolfo Pio

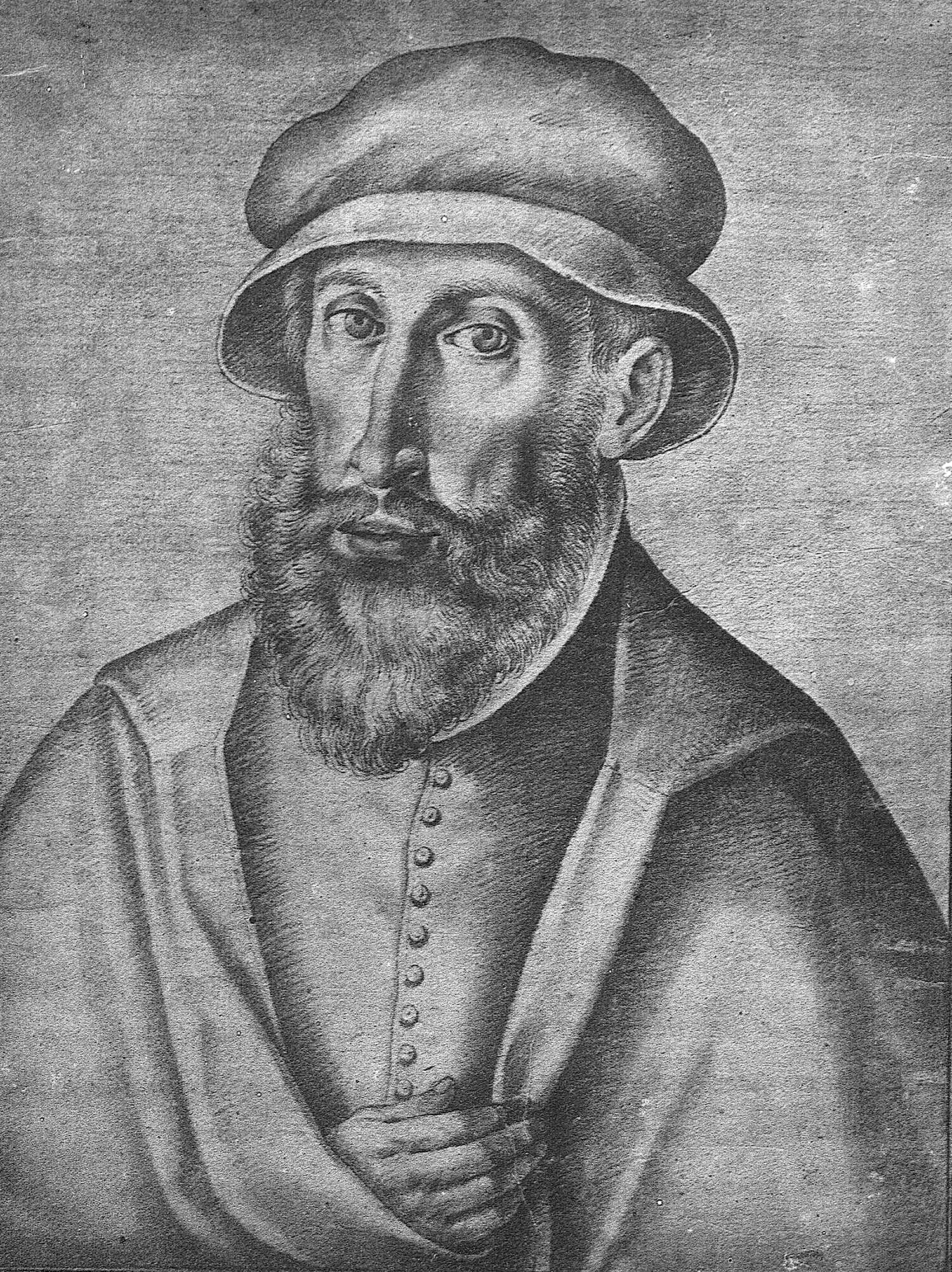
Pedro Mexía

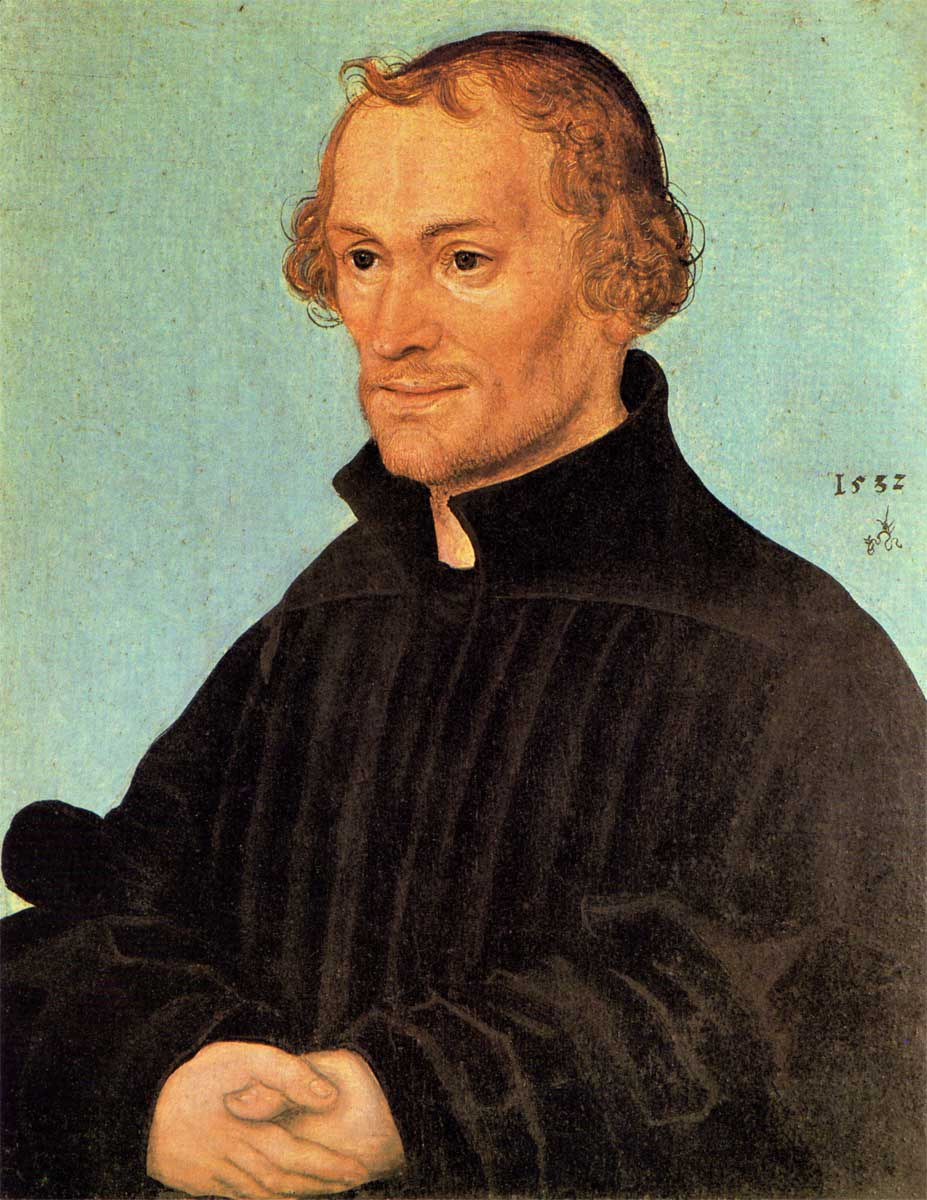
Filipe Melâncton

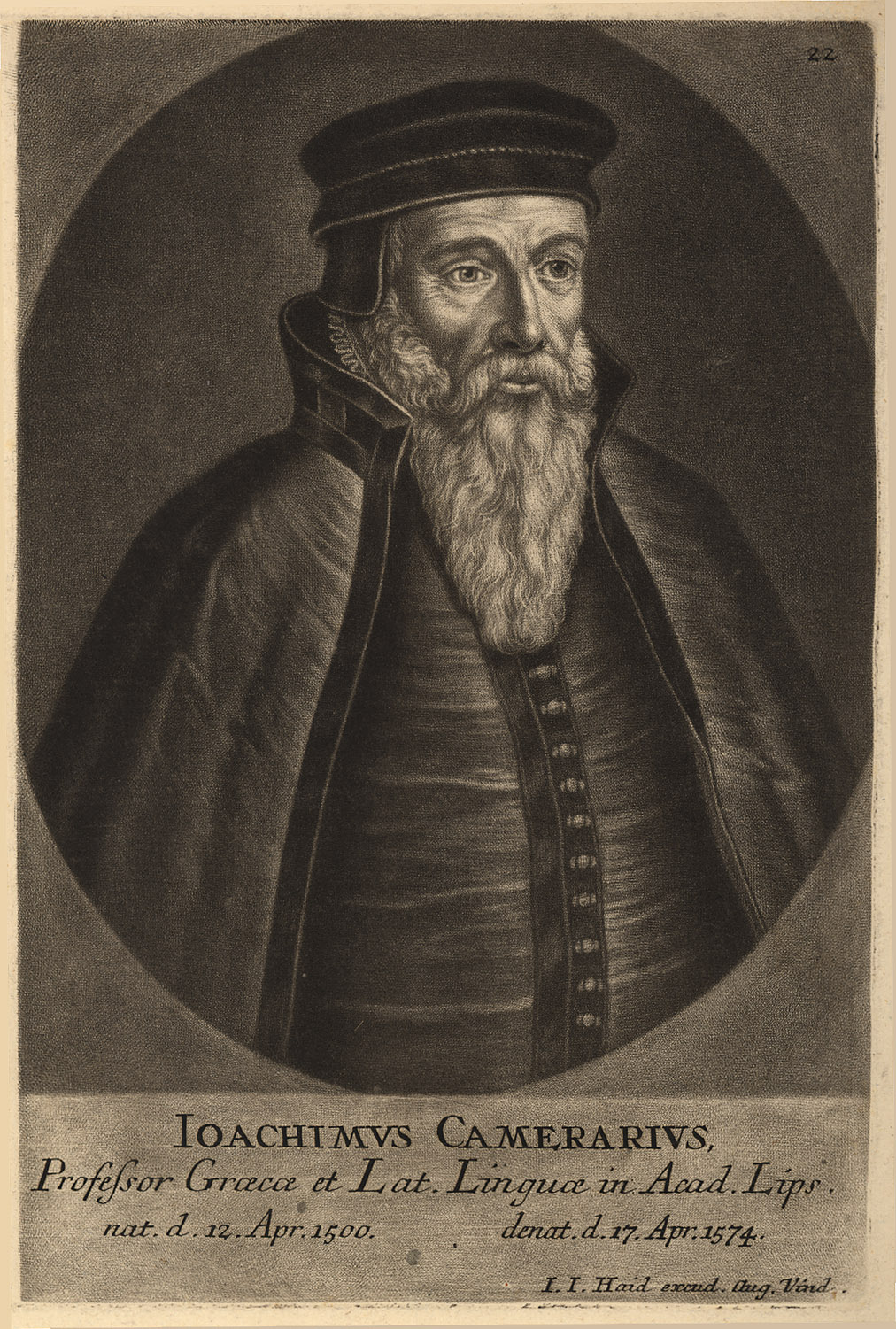
Joaquim Camerário

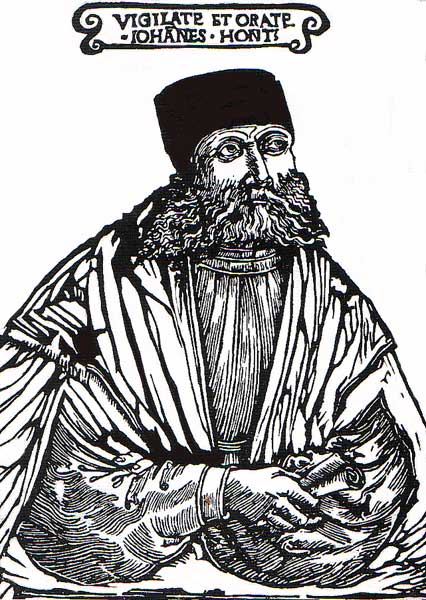
João Hontero

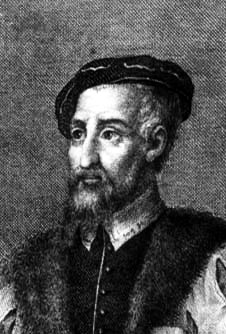
Andrés Laguna

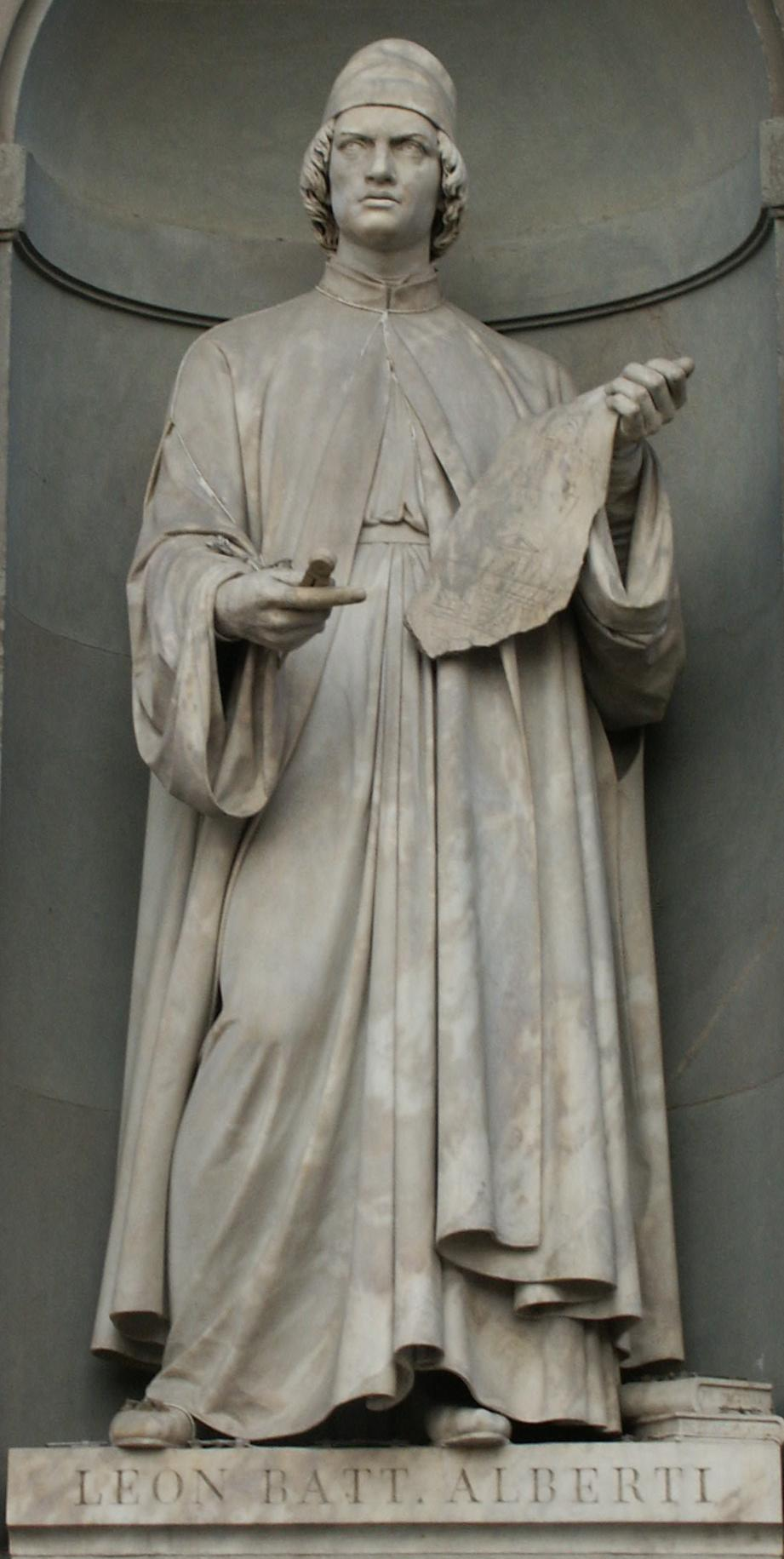
Leon Battista Alberti

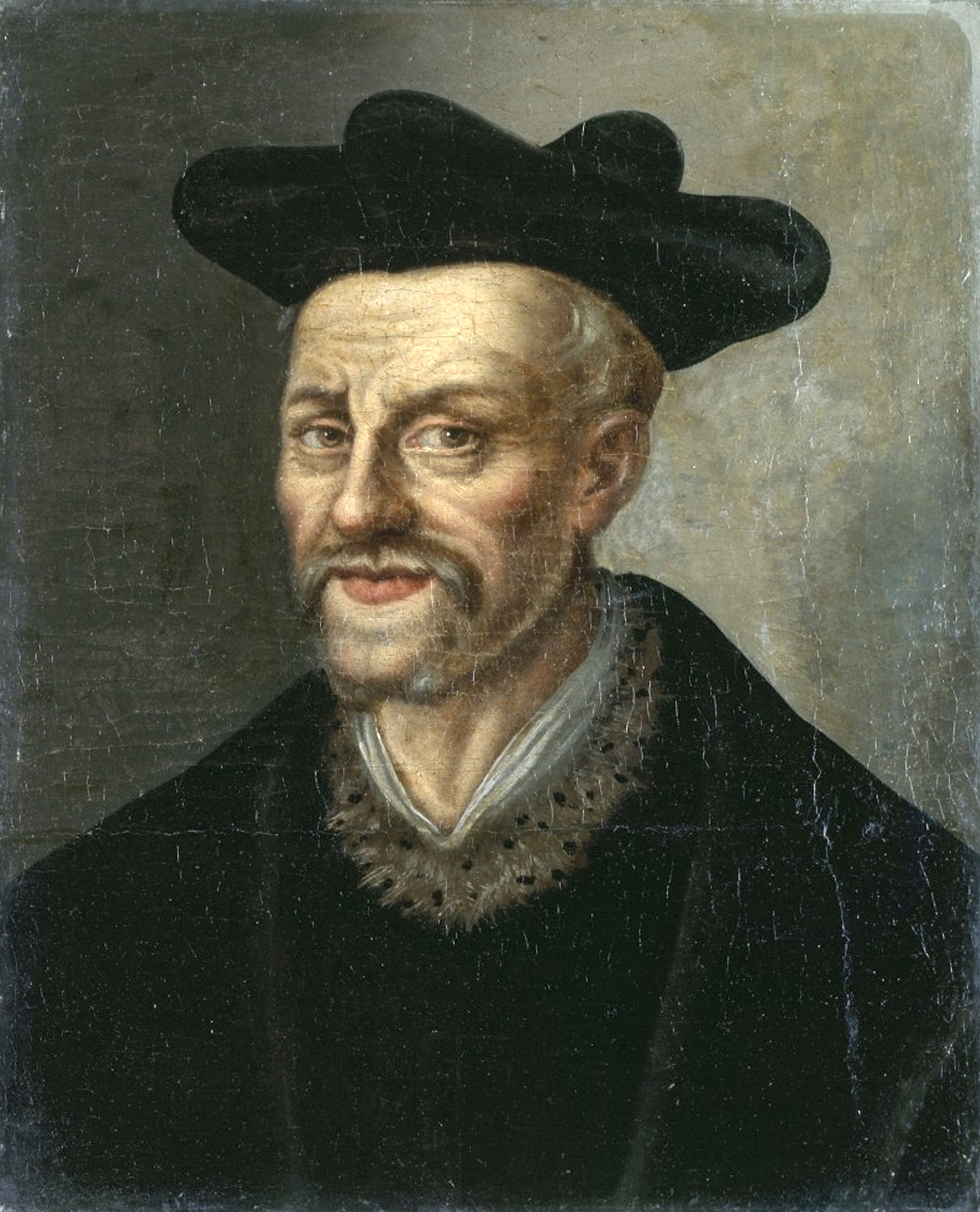
François Rabelais

| Humanista                              | Nascimento/Morte            | País                           |
| -------------------------------------- | --------------------------- | ------------------------------ |
| Nicolau de Cusa                        | (1401–1464)                 | Sacro Império Romano-Germânico |
| Basílio Bessarion                      | (1403–1472)                 | Império Bizantino              |
| Johann von Eych                        | (1404–1464)                 | Sacro Império Romano-Germânico |
| Leon Battista Alberti                  | (1404–1472)                 | Gênova                         |
| Papa Pio II                            | (1405–1464)                 | Siena                          |
| János Vitéz                            | (1408–1472)                 | Hungria                        |
| Lorenzo Valla                          | (1407–1457)                 | Estados Papais                 |
| Maffeo Vegio                           | (1407–1458)                 | Milão                          |
| Henrique Lur                           | (1410–1476)                 | Sacro Império Romano-Germânico |
| Bernardo de Craiburgo                  | (1410–1477)                 | Sacro Império Romano-Germânico |
| Ludwig Dringenberg                     | (1410–1477)                 | Sacro Império Romano-Germânico |
| Niklaus von Wyle                       | (1410–1479)                 | Sacro Império Romano-Germânico |
| Hermann Schedel, o Velho               | (1410–1485)                 | Sacro Império Romano-Germânico |
| Heinrich Steinhowel                    | (1412–1479)                 | Sacro Império Romano-Germânico |
| Diego de Valera                        | (1412–1488)                 | Castela                        |
| Gómez Manrique                         | (1412–1490)                 | Castela                        |
| Carolus Viruli                         | (1413–1493)                 | Sacro Império Romano-Germânico |
| Gregório Tifernate                     | (1413–1464)                 | Estados Papais                 |
| Petrus Luder                           | (1415–1472)                 | Sacro Império Romano-Germânico |
| Laurêncio Blumenau                     | (1415–1484)                 | Sacro Império Romano-Germânico |
| João Argirópulo                        | (1415–1497)                 | Império Bizantino              |
| Benedetto Cotrugli                     | (1416–1469)                 | Croácia                        |
| Giovanni Andrea Bussi                  | (1417–1475)                 | Milão                          |
| Sigmund Gossembrot                     | (1417–1493)                 | Sacro Império Romano-Germânico |
| Isotta Nogarola                        | (1418–1466)                 | Veneza                         |
| Johannes Hinderbach                    | (1418–1486)                 | Sacro Império Romano-Germânico |
| Wessel Gansfort                        | (1419–1489)                 | Sacro Império Romano-Germânico |
| Prokop von Rabstein                    | (1420–1472)                 | Sacro Império Romano-Germânico |
| Albrecht von Eyb                       | (1420–1475)                 | Sacro Império Romano-Germânico |
| Nicolas Jenson                         | (1420–1480)                 | França                         |
| Peter von Andlau                       | (1420–1480)                 | Sacro Império Romano-Germânico |
| Ludwig Rad                             | (1420–1492)                 | Sacro Império Romano-Germânico |
| Jan Amor Młodszy Tarnowski             | (1420–1500)                 | Sacro Império Romano-Germânico |
| João Matias Tiberino                   | (1420–1500)                 | Itália                         |
| Bartolomeo Platina                     | (1421–1481)                 | Milão                          |
| Vespasiano da Bisticci                 | (1421–1498)                 | Florença                       |
| Frederico II de Montefeltro            | (1422–1482)                 | Urbino                         |
| Georg von Peuerbach                    | (1423–1461)                 | Sacro Império Romano-Germânico |
| Demétrio Calcocondilas                 | (1423–1511)                 | Atenas                         |
| Arnold Heymerick                       | (1424–1491)                 | Sacro Império Romano-Germânico |
| Alfonso Fernández de Palência          | (1424–1492)                 | Castela                        |
| Cristoforo Landino                     | (1424–1498)                 | Veneza                         |
| Bonino Mombrício                       | (1424–1502)                 | Milão                          |
| Tito Vespasiano Strozzi                | (1424–1505)                 | Ferrara                        |
| Johannes Tröster                       | (1425–1485)                 | Sacro Império Romano-Germânico |
| Johann Heynlin                         | (1425–1496)                 | Sacro Império Romano-Germânico |
| Marco da Montegallo                    | (1425–1496)                 | Estados Papais                 |
| Pomponio Leto                          | (1425–1498)                 | Reino de Nápoles               |
| João Nauclero                          | (1425–1510)                 | Sacro Império Romano-Germânico |
| Johannes Roth                          | (1426–1506)                 | Sacro Império Romano-Germânico |
| Galeotto Marzio                        | (1427–1497)                 | Estados Papais                 |
| Nicolau Leoniceno                      | (1428–1524)                 | Veneza                         |
| Matthias von Kemnat                    | (1429–1476)                 | Sacro Império Romano-Germânico |
| Niccolò Perotti                        | (1429–1480)                 | Estados Papais                 |
| Giovanni Pontano                       | (1429–1503)                 | Estados Papais                 |
| Giorgio Merula                         | (1430–1494)                 | Monferrato                     |
| Bartolomeo Scala                       | (1430–1497)                 | Itália                         |
| Hans Neithart                          | (1430–1502)                 | Sacro Império Romano-Germânico |
| Bernhard Walther                       | (1430–1504)                 | Sacro Império Romano-Germânico |
| Guillaume Fichet                       | (1433–1480)                 | França                         |
| Alexandre Hégio                        | (1433–1498)                 | Sacro Império Romano-Germânico |
| Marsílio Ficino                        | (1433–1499)                 | Florença                       |
| Roberto Gaguino                        | (1433–1501)                 | França                         |
| João Panônio                           | (1434–1472)                 | Sacro Império Romano-Germânico |
| Constantino Láscaris                   | (1434–1500)                 | Império Bizantino              |
| John Doget                             | (1434–1501)                 | Inglaterra                     |
| Battista Guarino                       | (1434–1513)                 | Ferrara                        |
| Pere Miquel Carbonell i Soler          | (1434–1517)                 | Aragão                         |
| Ludovico Carbone                       | (1435–1482)                 | Milão                          |
| Stefano Infessura                      | (c1435–c1500)               | Estados Papais                 |
| Yohanan Alemann                        | (1435–1504)                 | Milão                          |
| Ambrogio Calepino                      | (1435–1511)                 | Milão                          |
| Peregrino Priscano                     | (1435–1518)                 | Ferrara                        |
| Raimundo de Sibiunda                   | (1436–1484)                 | Castela                        |
| Marco Antônio Sabélico                 | (1436–1506)                 | Veneza                         |
| Francisco Jiménez de Cisneros          | (1436–1517)                 | Castela                        |
| Johann von Rabstein, o Jovem           | (1437–1473)                 | Sacro Império Romano-Germânico |
| Filipo Calímaco                        | (1437–1496)                 | Florença                       |
| Jerônimo Monetário                     | (1437–1508)                 | Sacro Império Romano-Germânico |
| Giovanni Michele Alberto da Carrara    | (1438–1490)                 | Florença                       |
| Rudolph von Langen                     | (1438–1519)                 | Sacro Império Romano-Germânico |
| Francesco Berlinghieri                 | (1440–1500)                 | Florença                       |
| Johannes Pirkheimer                    | (1440–1501)                 | Sacro Império Romano-Germânico |
| Antonio Vinciguerra                    | (1440–1502)                 | Veneza                         |
| Bernhard Perger                        | (1440–1502)                 | Sacro Império Romano-Germânico |
| Ludwig Hohenwang                       | (1440–1506)                 | Sacro Império Romano-Germânico |
| Hartmann Schedel                       | (1440–1514)                 | Sacro Império Romano-Germânico |
| Giovanni Aurelio Augurelli             | (1441–1524)                 | Estados Papais                 |
| Amerigo Corsini                        | (1442–1501)                 | Florença                       |
| Ludwig Moser                           | (1442–1510)                 | Sacro Império Romano-Germânico |
| Rodolfo Agrícola                       | (1443–1485)                 | Sacro Império Romano-Germânico |
| Albert von Bonstetten                  | (1443–1504)                 | Sacro Império Romano-Germânico |
| Pandolfo Collenuccio                   | (1444–1504)                 | Estados Papais                 |
| Antonio de Nebrija                     | (1444–1522)                 | Castela                        |
| Lucio Marineo Siculo                   | (1444–1533)                 | Reino da Sicília               |
| Domício Calderino                      | (1445–1477)                 | Milão                          |
| Heinrich Gundelfingen                  | (1445–1490)                 | Sacro Império Romano-Germânico |
| Johannes Tichtel                       | (1445–1503)                 | Sacro Império Romano-Germânico |
| Giovanni di Candida                    | (1445–1504)                 | Reino de Nápoles               |
| Giovanni Sabadino degli Arienti        | (1445–1510)                 | Estados Papais                 |
| Giovanni Albino                        | (1445–1520)                 | Reino de Nápoles               |
| João Adelfo                            | (1445–1522)                 | Sacro Império Romano-Germânico |
| João Láscaris                          | (1445–1535)                 | Império Bizantino              |
| William Grocyn                         | (1446–1519)                 | Inglaterra                     |
| Sebald Schreyer                        | (1446–1520)                 | Sacro Império Romano-Germânico |
| Dirk Martens                           | (1446–1534)                 | Sacro Império Romano-Germânico |
| Giorgio Valla                          | (1447–1500)                 | Milão                          |
| Battista Mantovano                     | (1447–1516)                 | Mântua                         |
| Samuel Karoch von Lichtenberg          | (1448–1492)                 | Sacro Império Romano-Germânico |
| Pedro de Ravena                        | (1448–1508)                 | Estados Papais                 |
| Johann Loeffelholz von Colberg         | (1448–1509)                 | Sacro Império Romano-Germânico |
| Albert Krantz                          | (1448–1517)                 | Sacro Império Romano-Germânico |
| Aldo Manúcio                           | (1449–1515)                 | Estados Papais                 |
| Sebastiano Murrão                      | (1450–1495)                 | Sacro Império Romano-Germânico |
| Wenzeslaus Brack                       | (c1450–1495)                | Sacro Império Romano-Germânico |
| Craft Hofmann Crato                    | (1450–1501)                 | Sacro Império Romano-Germânico |
| Martino Urânio                         | (1450–1501)                 | Sacro Império Romano-Germânico |
| Elísio Calêncio                        | (1450–1503)                 | Reino de Nápoles               |
| Johann Ulrich Surgant                  | (1450–1503)                 | Sacro Império Romano-Germânico |
| Hinrich Böger                          | (1450–1505)                 | Sacro Império Romano-Germânico |
| Bertrando Vaqueras                     | (1450–1507)                 | Itália                         |
| Johannes Fuchsmagen                    | (1450–1510)                 | Sacro Império Romano-Germânico |
| João Nagônio                           | (1450–1510)                 | Inglaterra                     |
| Thomas Wolff, o Velho                  | (1450–1511)                 | Sacro Império Romano-Germânico |
| Marino Barlécio                        | (1450–1512)                 | Veneza                         |
| Engelhard Funk                         | (1450–1513)                 | Sacro Império Romano-Germânico |
| Claude de Seyssel                      | (1450–1520)                 | França                         |
| Gaspar Amônio                          | (1450–1524)                 | Sacro Império Romano-Germânico |
| Marko Marulić                          | (1450–1524)                 | Croácia                        |
| Marco Fabio Calvo                      | (1450–1527)                 | Estados Papais                 |
| Jakob Wimpfeling                       | (1450–1528)                 | Sacro Império Romano-Germânico |
| Bernard Wapowski                       | (1450–1535)                 | Polônia                        |
| Cristóvão Colombo                      | (1451–1506)                 | Gênova                         |
| Raffaello Maffei                       | (1451–1522)                 | Florença                       |
| Guillaume de La Mare                   | (1451–1525)                 | França                         |
| Mateus Herbeno                         | (1451–1538)                 | Sacro Império Romano-Germânico |
| Johannes Stöffler                      | (1452–1531)                 | Sacro Império Romano-Germânico |
| Miguel Marulo Tarcaniota               | (1453–1500)                 | Império Bizantino              |
| Dietrich von Plieningen                | (1453–1520)                 | Sacro Império Romano-Germânico |
| Jan Papoušek                           | (?–1454)                    | Sacro Império Romano-Germânico |
| Ermolao Barbaro                        | (1454–1493)                 | Veneza                         |
| Angelo Poliziano                       | (1454–1494)                 | Siena                          |
| Johannes von Plieningen                | (1454–1506)                 | Sacro Império Romano-Germânico |
| Filipo Décio                           | (1454–1535)                 | Milão                          |
| João de Dalberga                       | (1455–1503)                 | Sacro Império Romano-Germânico |
| Martino Políquio                       | (1455–1513)                 | Sacro Império Romano-Germânico |
| Johannes Reuchlin                      | (1455–1522)                 | Sacro Império Romano-Germânico |
| João Corício                           | (1455–1527)                 | Itália                         |
| Jacques Lefèvre d'Étaples              | (1455–1536)                 | França                         |
| Jorge da Eslavônia                     | (1456–1522)                 | Sacro Império Romano-Germânico |
| Jacopo Sannazaro                       | (1456–1530)                 | Reino de Nápoles               |
| João Esticampiano                      | (1457–1520)                 | Sacro Império Romano-Germânico |
| Lorenz Behaim                          | (1457–1521)                 | Sacro Império Romano-Germânico |
| Sebastian Brant                        | (1457–1521)                 | Sacro Império Romano-Germânico |
| Pedro Mártir de Angleria               | (1457–1526)                 | Milão                          |
| Peter Schott, o Jovem                  | (1458–1490)                 | Sacro Império Romano-Germânico |
| Matthäus von Pappenheim                | (1458–1541)                 | Sacro Império Romano-Germânico |
| Pietro Bonomo                          | (1458–1546)                 | Veneza                         |
| Conrado Protúcio                       | (1459–1508)                 | Sacro Império Romano-Germânico |
| Jodokus Gallus                         | (1459–1517)                 | Sacro Império Romano-Germânico |
| Bernhard Adelmann von Adelmannsfelden  | (1459–1523)                 | Sacro Império Romano-Germânico |
| Johannes Hugonis von Schlettstadt      | (1460–depois de 03.08.1504) | Sacro Império Romano-Germânico |
| Teodorico Ulsênio                      | (1460–1508)                 | Sacro Império Romano-Germânico |
| Paulo Niave                            | (1460–1514)                 | Sacro Império Romano-Germânico |
| Bartolomeu de Colônia                  | (1460–1516)                 | Sacro Império Romano-Germânico |
| Johann Krachenberger                   | (1460–1518)                 | Sacro Império Romano-Germânico |
| Vitorino Cornélio                      | (1460–1520)                 | Sacro Império Romano-Germânico |
| Benedito Celidônio                     | (1460–1521)                 | Sacro Império Romano-Germânico |
| José Horlênio                          | (1460–1521)                 | Sacro Império Romano-Germânico |
| Joannes Glapion                        | (1460–1522)                 | França                         |
| João Estábio                           | (1460–1522)                 | Sacro Império Romano-Germânico |
| Thomas Truchseß von Wetzhausen         | (1460–1523)                 | Sacro Império Romano-Germânico |
| Theodoricus Block                      | (1460–1524)                 | Sacro Império Romano-Germânico |
| Thomas Linacre                         | (1460–1524)                 | Inglaterra                     |
| Jakob Questenberg                      | (1460–1527)                 | Sacro Império Romano-Germânico |
| Girolamo Balbi                         | (1460–1530)                 | Veneza                         |
| Cornélio Aurélio                       | (1460–1531)                 | Sacro Império Romano-Germânico |
| Konrad Wimpina                         | (1460–1531)                 | Sacro Império Romano-Germânico |
| Jacó Montano                           | (1460–1534)                 | Sacro Império Romano-Germânico |
| Cenóbio Acciaiuoli                     | (1461–1519)                 | Veneza                         |
| Alessandro d’ Alessandro               | (1461–1523)                 | Reino de Nápoles               |
| Ulrich Zasius                          | (1461–1536)                 | Sacro Império Romano-Germânico |
| Pierre Cotrel                          | (1461–1545)                 | França                         |
| Bohuslav Hasištejnský z Lobkovic       | (1462–1510)                 | Sacro Império Romano-Germânico |
| João Tritêmio                          | (1462–1516)                 | Sacro Império Romano-Germânico |
| Publio Fausto Andrelini                | (1462–1518)                 | Estados Papais                 |
| Pietro Pomponazzi                      | (1462–1525)                 | Mântua                         |
| João Bádio                             | (1462–1535)                 | Sacro Império Romano-Germânico |
| Konrad Adelmann Von Adelmannsfelden    | (1462–1547)                 | Sacro Império Romano-Germânico |
| Giovanni Pico della Mirandola          | (1463–1494)                 | Ducado de Mirandola            |
| Johannes Cuno                          | (1463–1513)                 | Sacro Império Romano-Germânico |
| Élio Lamprídio Cervino                 | (1463–1520)                 | Croácia                        |
| Johann von Schwarzenberg               | (1463–1526)                 | Sacro Império Romano-Germânico |
| Antonio Tebaldeo                       | (1463–1537)                 | Ferrara                        |
| Simon Batz                             | (?–1464)                    | Sacro Império Romano-Germânico |
| Friderico Pistório                     | (1464–1529)                 | Sacro Império Romano-Germânico |
| Caspar Adelmann von Adelmannsfelden    | (1464–1541)                 | Sacro Império Romano-Germânico |
| Hieronymus Gürtler von Wildenberg      | (1464–1558)                 | Sacro Império Romano-Germânico |
| Andreas Stiborius                      | (1465–1510)                 | Sacro Império Romano-Germânico |
| Paolo Cortesi                          | (1465–1510)                 | Estados Papais                 |
| Conrado de Leomberga                   | (1465–1511)                 | Sacro Império Romano-Germânico |
| Erhard Truchseß von Wetzhausen         | (1465–1519)                 | Sacro Império Romano-Germânico |
| Pedro Tritônio                         | (1465–1525)                 | Sacro Império Romano-Germânico |
| Laurentino Corvino                     | (1465–1527)                 | Sacro Império Romano-Germânico |
| Mercurino Gattinara                    | (1465–1530)                 | Itália                         |
| Konrad Peutinger                       | (1465–1547)                 | Sacro Império Romano-Germânico |
| Eitelwolf vom Stein                    | (1466–1515)                 | Sacro Império Romano-Germânico |
| Charitas Pirkheimer                    | (1466–1532)                 | Sacro Império Romano-Germânico |
| Paride da Ceresara                     | (1466–1532)                 | Mântua                         |
| Erasmo de Roterdão                     | (1466–1536)                 | Sacro Império Romano-Germânico |
| August Olomoucký                       | (1467–1513)                 | Sacro Império Romano-Germânico |
| John Colet                             | (1467–1519)                 | Inglaterra                     |
| Gregor Reisch                          | (1467–1525)                 | Sacro Império Romano-Germânico |
| Hamman von Holzhausen                  | (1467–1536)                 | Sacro Império Romano-Germânico |
| Jorge Dotânio                          | (1467–1537)                 | Sacro Império Romano-Germânico |
| Guilherme Budé                         | (1467–1540)                 | França                         |
| Hermano Búsquio                        | (1468–1534)                 | Sacro Império Romano-Germânico |
| João Cesário                           | (1468–1550)                 | Sacro Império Romano-Germânico |
| Johannes Pfefferkorn                   | (1469–1524)                 | Sacro Império Romano-Germânico |
| Célio Rodigino                         | (1469–1525)                 | Ducado de Florença             |
| Nicolau Maquiavel                      | (1469–1527)                 | Florença                       |
| Egídio de Viterbo                      | (1469–1532)                 | Estados Papais                 |
| João de Rochester                      | (1469–1535)                 | Inglaterra                     |
| Wolfgang Marius                        | (1469–1544)                 | Sacro Império Romano-Germânico |
| Elias Levita                           | (1469–1549)                 | Sacro Império Romano-Germânico |
| Henrique Caiado                        | (1470–1509)                 | Portugal                       |
| Guillaume Parvy                        | (1470–1516)                 | França                         |
| João Mezerício                         | (1470–1517)                 | Hungria                        |
| Marco Musuro                           | (1470–1517)                 | Grécia                         |
| Bernardo Dovizi                        | (1470–1520)                 | Florença                       |
| Nicolau Túrio                          | (1470–1525)                 | Sacro Império Romano-Germânico |
| Mutiano Rufo                           | (1470–1526)                 | Sacro Império Romano-Germânico |
| Nicolaas Baechem                       | (1470–1526)                 | Sacro Império Romano-Germânico |
| Willibald Pirckheimer                  | (1470–1530)                 | Sacro Império Romano-Germânico |
| Johann Eberlin von Günzburg            | (1470–1533)                 | Sacro Império Romano-Germânico |
| Materno Pistório                       | (1470–1534)                 | Sacro Império Romano-Germânico |
| Garcia de Resende                      | (1470–1536)                 | Portugal                       |
| Adam Werner von Themar                 | (1470–1537)                 | Sacro Império Romano-Germânico |
| Noël Béda                              | (1470–1537)                 | França                         |
| Aires de Figueiredo Barbosa            | (1470–1540)                 | Portugal                       |
| Antônio Tunício                        | (1470–1544)                 | Sacro Império Romano-Germânico |
| Pietro Bembo                           | (1470–1547)                 | Veneza                         |
| Heinrich Scheve                        | (1470–1554)                 | Sacro Império Romano-Germânico |
| Polidoro Virgilio                      | (1470–1555)                 | Urbino                         |
| Hermann Stüve                          | (1470–1560)                 | Sacro Império Romano-Germânico |
| Jacobus Locher                         | (1471–1528)                 | Sacro Império Romano-Germânico |
| Ambrosius Jung                         | (1471–1548)                 | Sacro Império Romano-Germânico |
| Kilian Leib                            | (1471–1553)                 | Sacro Império Romano-Germânico |
| Diogo de Gouveia                       | (1471–1557)                 | Portugal                       |
| Filippo Beroaldo, o Jovem              | (1472–1518)                 | Milão                          |
| Heinrich Bebel                         | (1472–1518)                 | Sacro Império Romano-Germânico |
| Gregor Breitkopf                       | (1472–1529)                 | Sacro Império Romano-Germânico |
| Johannes Böschenstein                  | (1472–1540)                 | Sacro Império Romano-Germânico |
| Jacobus Faber                          | (1473–1517)                 | Sacro Império Romano-Germânico |
| Johannes Cuspinianus                   | (1473–1529)                 | Sacro Império Romano-Germânico |
| Josef Grünpeck                         | (1473–1532)                 | Sacro Império Romano-Germânico |
| Nicolau Copérnico                      | (1473–1543)                 | Polônia                        |
| Ludovico Ariosto                       | (1474–1533)                 | Ducado de Módena e Régio       |
| Jean Ruel                              | (1474–1537)                 | França                         |
| Hugo Bábelo                            | (1474–1556)                 | França                         |
| Thomas Wolff, o Jovem                  | (1475–1509)                 | Sacro Império Romano-Germânico |
| João Brassicano                        | (1475–1514)                 | Sacro Império Romano-Germânico |
| João Galinário                         | (1475–1516)                 | Sacro Império Romano-Germânico |
| Martin Waldseemüller                   | (1475–1520)                 | Sacro Império Romano-Germânico |
| Hermano Trebélio                       | (1475–1521)                 | Sacro Império Romano-Germânico |
| Joannes Custos                         | (1475–1525)                 | Sacro Império Romano-Germânico |
| Thomas Murner                          | (1475–1537)                 | Sacro Império Romano-Germânico |
| Ortuíno Grácio                         | (1475–1542)                 | Sacro Império Romano-Germânico |
| Hernán Núñez de Toledo y Guzmán        | (1475–1553)                 | Espanha                        |
| Christoph Eschenfelder                 | (1475–1555)                 | Sacro Império Romano-Germânico |
| Charles de Bouvelles                   | (1475–1566)                 | França                         |
| Otto Beckmann                          | (1476–1540)                 | Sacro Império Romano-Germânico |
| Dietrich Gresemund                     | (1477–1512)                 | Sacro Império Romano-Germânico |
| Bartholomäus Stein                     | (1477–1520)                 | Sacro Império Romano-Germânico |
| João Aventino                          | (1477–1534)                 | Sacro Império Romano-Germânico |
| Georg Simler                           | (1477–1535)                 | Sacro Império Romano-Germânico |
| Jacopo Sadoleto                        | (1477–1547)                 | Ducado de Módena e Régio       |
| Piero Valeriano Bolzani                | (1477–1558)                 | Veneza                         |
| Miguel Cocínio                         | (1478–1512)                 | Sacro Império Romano-Germânico |
| João do Piemonte                       | (1478–1516)                 | Sacro Império Romano-Germânico |
| Jerônimo Emser                         | (1478–1527)                 | Sacro Império Romano-Germânico |
| Baldassare Castiglione                 | (1478–1529)                 | Mântua                         |
| Sebastian von Rotenhan                 | (1478–1532)                 | Sacro Império Romano-Germânico |
| Tomás Moro                             | (1478–1535)                 | Inglaterra                     |
| Otomaro Luscínio                       | (1478–1537)                 | Sacro Império Romano-Germânico |
| Baltasar Fabrício                      | (1478–1541)                 | Sacro Império Romano-Germânico |
| Johann Faber                           | (1478–1541)                 | Sacro Império Romano-Germânico |
| Gian Giorgio Trissino                  | (1478–1550)                 | Veneza                         |
| Conrado Pelicano                       | (1478–1556)                 | Sacro Império Romano-Germânico |
| João Murmélio                          | (1479–1517)                 | Inglaterra                     |
| Philipp Fürstenberger                  | (1479–1540)                 | Sacro Império Romano-Germânico |
| Celio Calcagnini                       | (1479–1541)                 | Ferrara                        |
| Giglio Gregorio Giraldi                | (1479–1552)                 | Ferrara                        |
| João Cocleu                            | (1479–1552)                 | Sacro Império Romano-Germânico |
| Lázaro Buonamici                       | (1479–1552)                 | Veneza                         |
| Ludwig Bär                             | (1479–1554)                 | Sacro Império Romano-Germânico |
| Johannes Hiltebrant                    | (1480–1514)                 | Sacro Império Romano-Germânico |
| Kilian Reuter                          | (1480–1517)                 | Sacro Império Romano-Germânico |
| João Despautério                       | (1480–1520)                 | Sacro Império Romano-Germânico |
| Veit Werler                            | (1480–1522)                 | Sacro Império Romano-Germânico |
| João Ravísio                           | (1480–1524)                 | Sacro Império Romano-Germânico |
| Johannes Altenstaig                    | (1480–1525)                 | Sacro Império Romano-Germânico |
| Martino Dórpio                         | (1480–1525)                 | Sacro Império Romano-Germânico |
| Hermano, o Pescador                    | (1480–1526)                 | Sacro Império Romano-Germânico |
| Jorge Sibuto                           | (1480–1528)                 | Sacro Império Romano-Germânico |
| Ricardo Esbrólio                       | (1480–1528)                 | Veneza                         |
| Herbord von der Marthen                | (1480–1529)                 | Sacro Império Romano-Germânico |
| Petreu Apérbaco                        | (1480–1531)                 | Sacro Império Romano-Germânico |
| Thomas Didymus Vogler                  | (1480–1532)                 | Sacro Império Romano-Germânico |
| João Vandérbico                        | (1480–1534)                 | Sacro Império Romano-Germânico |
| Georg Simler                           | (1480–1535)                 | Sacro Império Romano-Germânico |
| Johannes von Botzheim                  | (1480–1535)                 | Sacro Império Romano-Germânico |
| Pasquácio Bersélio                     | (1480–1535)                 | Sacro Império Romano-Germânico |
| Ladislau da Macedônia                  | (1480–1536)                 | Hungria                        |
| Gaspar Baldungo                        | (1480–1540)                 | Sacro Império Romano-Germânico |
| Wolfgang Reissenbusch                  | (1480–1540)                 | Sacro Império Romano-Germânico |
| Girolamo Aleandro                      | (1480–1542)                 | Veneza                         |
| Paul Volz                              | (1480–1544)                 | Sacro Império Romano-Germânico |
| Croto Rubeano                          | (1480–1545)                 | Sacro Império Romano-Germânico |
| Hieronymus Gebwiler                    | (1480–1545)                 | Sacro Império Romano-Germânico |
| Conrado Cordato                        | (1480–1546)                 | Sacro Império Romano-Germânico |
| Pir Sultan Abdal                       | (1480–1550)                 | Império Otomano                |
| Philipp Reiffenstein                   | (1480–1551)                 | Sacro Império Romano-Germânico |
| Christiern Pedersen                    | (1480–1554)                 | Dinamarca                      |
| Máximo, o Grego                        | (1480–1556)                 | Grécia                         |
| Veit Bild                              | (1481–1529)                 | Sacro Império Romano-Germânico |
| Pompônio Gaurico                       | (1481–1530)                 | Reino de Nápoles               |
| Jerónimo Emiliano                      | (1481–1537)                 | Veneza                         |
| Christoph von Scheurl                  | (1481–1542)                 | Sacro Império Romano-Germânico |
| Nicolau de Cubito                      | (1481–1543)                 | Sacro Império Romano-Germânico |
| Francisco de Sá de Miranda             | (1481–1558)                 | Portugal                       |
| Matthias Ringmann                      | (1482–1511)                 | Sacro Império Romano-Germânico |
| Hermann von Neuenahr, o Velho          | (1482–1530)                 | Sacro Império Romano-Germânico |
| João Ecolampádio                       | (1482–1531)                 | Sacro Império Romano-Germânico |
| Jorge Colimício                        | (1482–1535)                 | Sacro Império Romano-Germânico |
| Georg Tannstetter                      | (1482–1535)                 | Sacro Império Romano-Germânico |
| André Crício                           | (1482–1537)                 | Polônia                        |
| Wilhelm Reiffenstein                   | (1482–1538)                 | Sacro Império Romano-Germânico |
| Gerhard Geldenhauer                    | (1482–1542)                 | Sacro Império Romano-Germânico |
| Leão Judas                             | (1482–1542)                 | Sacro Império Romano-Germânico |
| Jorge de Espalato                      | (1482–1545)                 | Sacro Império Romano-Germânico |
| Cornélio Grafeu Escribônio             | (1482–1558)                 | Sacro Império Romano-Germânico |
| Jakob Henrichmann                      | (1482–1561)                 | Sacro Império Romano-Germânico |
| Rafael Sanzio                          | (1483–1520)                 | Urbino                         |
| André Naugério                         | (1483–1529)                 | Veneza                         |
| Paulo Constantino Frígio               | (1483–1543)                 | Sacro Império Romano-Germânico |
| Jacó Espigélio                         | (1483–1547)                 | Sacro Império Romano-Germânico |
| Ulrich Pinder                          | (1484–1509)                 | Sacro Império Romano-Germânico |
| Ulrico Zuínglio                        | (1484–1531)                 | Sacro Império Romano-Germânico |
| Arnoldo Saxão                          | (1484–1534)                 | Sacro Império Romano-Germânico |
| Francisco Vergara                      | (1484–1545)                 | Espanha                        |
| Nikolaus Briefer                       | (1484–1548)                 | Sacro Império Romano-Germânico |
| Joaquim Vadiano                        | (1484–1551)                 | Sacro Império Romano-Germânico |
| Júlio César Escalígero                 | (1484–1558)                 | Ducado de Veneza               |
| André Baleno                           | (1484–1568)                 | Sacro Império Romano-Germânico |
| Alessandro de Ferrara                  | (?–1485)                    | Ferrara                        |
| Gregor Schmerlin                       | (1485–1512)                 | Sacro Império Romano-Germânico |
| Estêvão Taurino                        | (1485–1519)                 | Sacro Império Romano-Germânico |
| Filímno Tilonino                       | (1485–1522)                 | Sacro Império Romano-Germânico |
| Wolfgang Angst                         | (1485–1523)                 | Sacro Império Romano-Germânico |
| Heinrich Stackmann                     | (1485–1532)                 | Sacro Império Romano-Germânico |
| João Boêmio                            | (1485–1535)                 | Sacro Império Romano-Germânico |
| Poul Helgesen                          | (1485–1535)                 | Dinamarca                      |
| Bernardo Clesio                        | (1485–1539)                 | Itália                         |
| Jorge Helto                            | (1485–1545)                 | Sacro Império Romano-Germânico |
| Beato Renano                           | (1485–1547)                 | Sacro Império Romano-Germânico |
| Lazare de Baïf                         | (1485–1547)                 | França                         |
| João Dantisco                          | (1485–1548)                 | Polônia                        |
| João Concínio                          | (1485–1555)                 | Sacro Império Romano-Germânico |
| Peter Homphäus                         | (1485–1556)                 | Sacro Império Romano-Germânico |
| Giovan Battista Ramusio                | (1485–1557)                 | Veneza                         |
| Nicolau Gerbélio                       | (1485–1560)                 | Sacro Império Romano-Germânico |
| Francisco Cranevéldio                  | (1485–1564)                 | Sacro Império Romano-Germânico |
| Arnoldo Burênio                        | (1485–1566)                 | Sacro Império Romano-Germânico |
| Marco Girolamo Vida                    | (1485–1566)                 | Milão                          |
| Pedro Egídio                           | (1486–1533)                 | Sacro Império Romano-Germânico |
| Henrique Cornélio Agripa de Nettesheim | (1486–1535)                 | Sacro Império Romano-Germânico |
| Eurício Cordo                          | (1486–1535)                 | Sacro Império Romano-Germânico |
| Johann Apel                            | (1486–1536)                 | Sacro Império Romano-Germânico |
| Hermano Tulício                        | (1486–1540)                 | Sacro Império Romano-Germânico |
| Johannes Dubravius                     | (1486–1553)                 | Sacro Império Romano-Germânico |
| Sigismund von Herberstein              | (1486–1566)                 | Sacro Império Romano-Germânico |
| Michael Hummelberg                     | (1487–1527)                 | Sacro Império Romano-Germânico |
| Pietro Alcionio                        | (c1487–1527)                | Veneza                         |
| Jodoco Sasboldo Délfio                 | (1487–1546)                 | Sacro Império Romano-Germânico |
| João Lângio                            | (1487–1548)                 | Sacro Império Romano-Germânico |
| Nicholas Kratzer                       | (1487–1550)                 | Sacro Império Romano-Germânico |
| Jorge Macropédio                       | (1487–1558)                 | Sacro Império Romano-Germânico |
| Ulrich von Hutten                      | (1488–1523)                 | Sacro Império Romano-Germânico |
| Otto Brunfels                          | (1488–1534)                 | Sacro Império Romano-Germânico |
| Johannes Bockenrod                     | (1488–1536)                 | Sacro Império Romano-Germânico |
| Adriano Berlando                       | (1488–1538)                 | Sacro Império Romano-Germânico |
| Fernando Colombo                       | (1488–1539)                 | Espanha                        |
| Hélio Eóbano Hesso                     | (1488–1540)                 | Sacro Império Romano-Germânico |
| Marco Laurino                          | (1488–1540)                 | Sacro Império Romano-Germânico |
| Tomás Venatório                        | (1488–1551)                 | Sacro Império Romano-Germânico |
| Sebastian Münster                      | (1488–1552)                 | Sacro Império Romano-Germânico |
| Aquiles Bócio                          | (1488–1562)                 | Milão                          |
| Henrique Glareano                      | (1488–1563)                 | Sacro Império Romano-Germânico |
| Ulrico Fabrício                        | (1489–1526)                 | Sacro Império Romano-Germânico |
| Urbano Régio                           | (1489–1541)                 | Sacro Império Romano-Germânico |
| Albano Torino                          | (1489–1550)                 | Sacro Império Romano-Germânico |
| Fabian Gürtler                         | (1490–1521)                 | Sacro Império Romano-Germânico |
| Gerardo Lístrio                        | (1490–1529)                 | Sacro Império Romano-Germânico |
| Louis de Berquin                       | (1490–1529)                 | França                         |
| Alfonso de Valdés                      | (1490–1532)                 | Espanha                        |
| Thomas Starkey                         | (1490–1538)                 | Inglaterra                     |
| Andreas Cratander                      | (1490–1540)                 | Sacro Império Romano-Germânico |
| Johannes Schwebel                      | (1490–1540)                 | Sacro Império Romano-Germânico |
| Gueorgue Lukitch Skaryna               | (1490–1541)                 | Bielorrússia                   |
| Augustino Gismo                        | (1490–1543)                 | Sacro Império Romano-Germânico |
| Gabriel Hummelberg                     | (1490–1544)                 | Sacro Império Romano-Germânico |
| João Hutício                           | (1490–1544)                 | Sacro Império Romano-Germânico |
| Valentin Krautwald                     | (1490–1545)                 | Sacro Império Romano-Germânico |
| Valentino Cratoaldo                    | (1490–1545)                 | Polônia                        |
| Theodoricus Tzwyvel, o Velho           | (1490–1546)                 | Sacro Império Romano-Germânico |
| Thomas Elyot                           | (1490–1546)                 | Inglaterra                     |
| Georg Sturtz                           | (1490–1548)                 | Sacro Império Romano-Germânico |
| Cláudio Cantiúncula                    | (1490–1549)                 | Sacro Império Romano-Germânico |
| João Fevino                            | (1490–1555)                 | Sacro Império Romano-Germânico |
| Gjeble Pederssøn                       | (1490–1557)                 | Noruega                        |
| Olavo Magno                            | (1490–1557)                 | Suécia                         |
| Pedro Desipódio                        | (1490–1559)                 | Antiga Confederação Helvética  |
| João Sápido                            | (1490–1561)                 | Sacro Império Romano-Germânico |
| João Pólio                             | (1490–1562)                 | Sacro Império Romano-Germânico |
| Adolf Eichholz                         | (1490–1563)                 | Sacro Império Romano-Germânico |
| Garcia de Orta                         | (1490–1568)                 | Portugal                       |
| Juan Ginés de Sepúlveda                | (1490–1573)                 | Espanha                        |
| Alardo de Amsterdam                    | (1491–1544)                 | Sacro Império Romano-Germânico |
| Adriano Volfardo                       | (1491–1545)                 | Sacro Império Romano-Germânico |
| Luis de Lucena                         | (1491–1552)                 | Espanha                        |
| Wolfgang Seydel                        | (1491–1562)                 | Sacro Império Romano-Germânico |
| Wilhelm Nesen                          | (1492–1524)                 | Sacro Império Romano-Germânico |
| George Sauermann                       | (1492–1527)                 | Sacro Império Romano-Germânico |
| Hermann von Neuenar                    | (1492–1530)                 | Sacro Império Romano-Germânico |
| Juan Luis Vives                        | (1492–1540)                 | Espanha                        |
| Juan Boscán                            | (1492–1542)                 | Espanha                        |
| Gaspar Bórnero                         | (1492–1547)                 | Sacro Império Romano-Germânico |
| Margarida de Angoulême                 | (1492–1549)                 | França                         |
| Andrea Alciato                         | (1492–1550)                 | Milão                          |
| Martim Lípsio                          | (1492–1555)                 | Sacro Império Romano-Germânico |
| Pietro Aretino                         | (1492–1556)                 | Siena                          |
| Juan de Vergara                        | (1492–1557)                 | Espanha                        |
| Jean du Bellay                         | (1492–1560)                 | França                         |
| Karl Harst                             | (1492–1563)                 | Sacro Império Romano-Germânico |
| Jacó Acôncio                           | (1492–1566)                 | Principado Episcopal de Trento |
| Pedro Moselano                         | (1493–1524)                 | Sacro Império Romano-Germânico |
| Wilhelm Nesen                          | (1493–1524)                 | Sacro Império Romano-Germânico |
| Jacó Sóbio                             | (1493–1528)                 | Sacro Império Romano-Germânico |
| Gaspar Vélio Ursino                    | (1493–1539)                 | Sacro Império Romano-Germânico |
| Simão Grineu                           | (1493–1541)                 | Sacro Império Romano-Germânico |
| Justo Jonas, o Velho                   | (1493–1555)                 | Sacro Império Romano-Germânico |
| Filipo Gundélio                        | (1493–1567)                 | Sacro Império Romano-Germânico |
| Guilherme Fulônio                      | (1493–1568)                 | Sacro Império Romano-Germânico |
| Nicolau Olau                           | (1493–1568)                 | Hungria                        |
| Guilherme Cnafeu                       | (1493–1568)                 | Sacro Império Romano-Germânico |
| François Bonivard                      | (1493–1570)                 | França                         |
| Fernán Pérez de Oliva                  | (1494–1533)                 | Espanha                        |
| Johann Metzler                         | (1494–1538)                 | Sacro Império Romano-Germânico |
| Henrique Urbano                        | (1494–1539)                 | Sacro Império Romano-Germânico |
| Francisco Irênico                      | (1494–1553)                 | Sacro Império Romano-Germânico |
| François Rabelais                      | (1494–1553)                 | França                         |
| Ambrósio Moibano                       | (1494–1554)                 | Sacro Império Romano-Germânico |
| Jorge Agrícola                         | (1494–1555)                 | Sacro Império Romano-Germânico |
| João Agrícola                          | (1494–1566)                 | Sacro Império Romano-Germânico |
| João Draconita                         | (1494–1566)                 | Sacro Império Romano-Germânico |
| Johannes Dernschwam von Hradiczin      | (1494–1568)                 | Sacro Império Romano-Germânico |
| Johannes Denck                         | (1495–1527)                 | Antiga Confederação Helvética  |
| Nicolau Clenardo                       | (1495–1542)                 | Sacro Império Romano-Germânico |
| François Vatable                       | (1495–1547)                 | França                         |
| Eguinaire François                     | (1495–1550)                 | França                         |
| Jorge Logo                             | (1495–1553)                 | Sacro Império Romano-Germânico |
| Konrad Nesen                           | (1495–1560)                 | Sacro Império Romano-Germânico |
| Bonifacius Amerbach                    | (1495–1562)                 | Sacro Império Romano-Germânico |
| Jan van Scorel                         | (1495–1562)                 | Sacro Império Romano-Germânico |
| Heinrich Eppendorf                     | (1496–1551)                 | Sacro Império Romano-Germânico |
| Jan Hodějovský z Hodějova              | (1496–1566)                 | Sacro Império Romano-Germânico |
| Ludwig Carinus                         | (1496–1569)                 | Antiga Confederação Helvética  |
| Conrado Heresbácio                     | (1496–1576)                 | Sacro Império Romano-Germânico |
| Adolf Clarenbach                       | (1497–1529)                 | Sacro Império Romano-Germânico |
| Franciscus Ortiz Yáñez                 | (1497–1547)                 | Espanha                        |
| Augustino Esteuco                      | (1497–1548)                 | Estados Papais                 |
| Marcantonio Flaminio                   | (1497–1550)                 | Veneza                         |
| Pedro Mexía                            | (1497–1551)                 | Espanha                        |
| Stephen Gardiner                       | (1497–1555)                 | Inglaterra                     |
| Melchior Rufus Volmar                  | (1497–1560)                 | Sacro Império Romano-Germânico |
| Philipp Melanchthon                    | (1497–1560)                 | Sacro Império Romano-Germânico |
| Franciscus Faber                       | (1497–1565)                 | Sacro Império Romano-Germânico |
| João Lonícero                          | (1497–1569)                 | Sacro Império Romano-Germânico |
| Joaquim Camerário                      | (1497–1574)                 | Sacro Império Romano-Germânico |
| Simon Schaidenreisser                  | (1497–1592)                 | Sacro Império Romano-Germânico |
| Conrad Grebel                          | (1498–1526)                 | Antiga Confederação Helvética  |
| João Hontero                           | (1498–1549)                 | Sacro Império Romano-Germânico |
| Johann von Vlatten                     | (1498–1562)                 | Sacro Império Romano-Germânico |
| Giovan Battista Gelli                  | (1498–1563)                 | Ducado de Florença             |
| Vincenzo Maggi                         | (1498–1564)                 | Milão                          |
| Pietro Paolo Vergerio                  | (1498–1565)                 | Sacro Império Romano-Germânico |
| Antonio Brucioli                       | (1498–1566)                 | Florença                       |
| Mário Nizólio                          | (1498–1566)                 | Milão                          |
| André de Resende                       | (1498–1573)                 | Portugal                       |
| Jacó Ceporino                          | (1499–1525)                 | Antiga Confederação Helvética  |
| Filipo Engentino                       | (1499–1528)                 | Sacro Império Romano-Germânico |
| Johannes Sichard                       | (1499–1552)                 | Sacro Império Romano-Germânico |
| Johann Ghogreff                        | (1499–1554)                 | Sacro Império Romano-Germânico |
| Joachim Sterck van Ringelbergh         | (1499–1556)                 | Sacro Império Romano-Germânico |
| Matthias Bredenbach                    | (1499–1559)                 | Sacro Império Romano-Germânico |
| Johannes Laski                         | (1499–1560)                 | Sacro Império Romano-Germânico |
| Julius Pflugk                          | (1499–1564)                 | Sacro Império Romano-Germânico |
| Andrés Laguna                          | (1499–1569)                 | Espanha                        |
| Johannes Neefe                         | (1499–1574)                 | Sacro Império Romano-Germânico |
| Rodolfo Colino                         | (1499–1578)                 | Sacro Império Romano-Germânico |
| Thomas Platter, o Velho                | (1499–1582)                 | Antiga Confederação Helvética  |
| Pietro Vettori                         | (1499–1585)                 | Florença                       |
| João Hadélio                           | (1500–1524)                 | Sacro Império Romano-Germânico |
| Gregor Haloander                       | (1500–1531)                 | Sacro Império Romano-Germânico |
| Alfonso de Valdés                      | (1500–1532)                 | Espanha                        |
| João Sílvio Egrano                     | (1500–1535)                 | Sacro Império Romano-Germânico |
| Andreas Althamer                       | (1500–1539)                 | Sacro Império Romano-Germânico |
| João Alexandre Brassicano              | (1500–1539)                 | Sacro Império Romano-Germânico |
| Cristóvão Hegendórfio                  | (1500–1540)                 | Sacro Império Romano-Germânico |
| Juán de Valdés                         | (1500–1541)                 | Espanha                        |
| Eberardo Tápio                         | (1500–1542)                 | Sacro Império Romano-Germânico |
| Nicolau Sofiano                        | (1500–1551)                 | Grécia                         |
| Erasmo Albero                          | (1500–1553)                 | Sacro Império Romano-Germânico |
| João Rívio                             | (1500–1553)                 | Sacro Império Romano-Germânico |
| Antônio Nigrino                        | (1500–1555)                 | Sacro Império Romano-Germânico |
| Gómez Pereira                          | (1500–1558)                 | Espanha                        |
| Jano Cornário                          | (1500–1558)                 | Sacro Império Romano-Germânico |
| Pedro Parvo Rosefontano                | (1500–1559)                 | Dinamarca                      |
| Gabriël Mudaeus                        | (1500–1560)                 | Sacro Império Romano-Germânico |
| Rodolfo Pio                            | (1500–1564)                 | Estados Papais                 |
| Marco Tácio                            | (1500–1567)                 | Sacro Império Romano-Germânico |
| Henrique Bomélio                       | (1500–1570)                 | Sacro Império Romano-Germânico |
| Cornélio Músio                         | (1500–1572)                 | Sacro Império Romano-Germânico |
| Antonio Sebastiano Minturno            | (1500–1574)                 | Estados Papais                 |
| Lamberto Hortênsio                     | (1500–1574)                 | Sacro Império Romano-Germânico |
| Karl von Utenhove, o Velho             | (1500–1580)                 | Sacro Império Romano-Germânico |
| Simon Felix Schaidenreisser            | (1500–1592)                 | Sacro Império Romano-Germânico |

## Século XVI

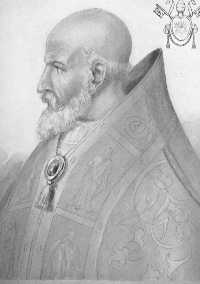
Papa Marcelo II

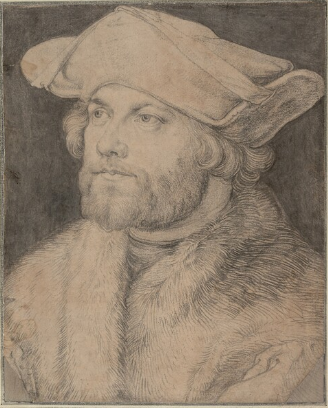
Damião de Góis

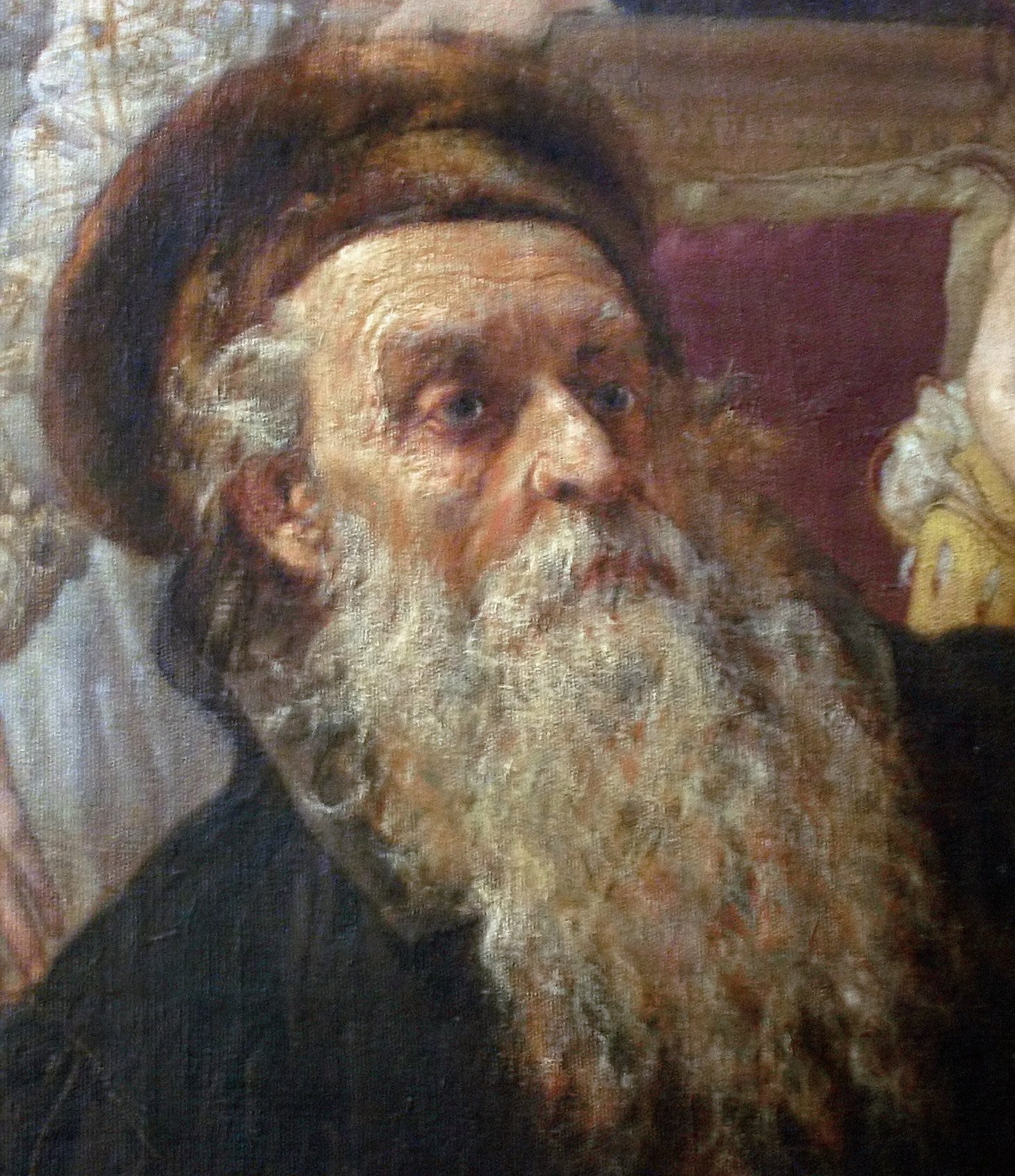
Andreas Frício Modrévio

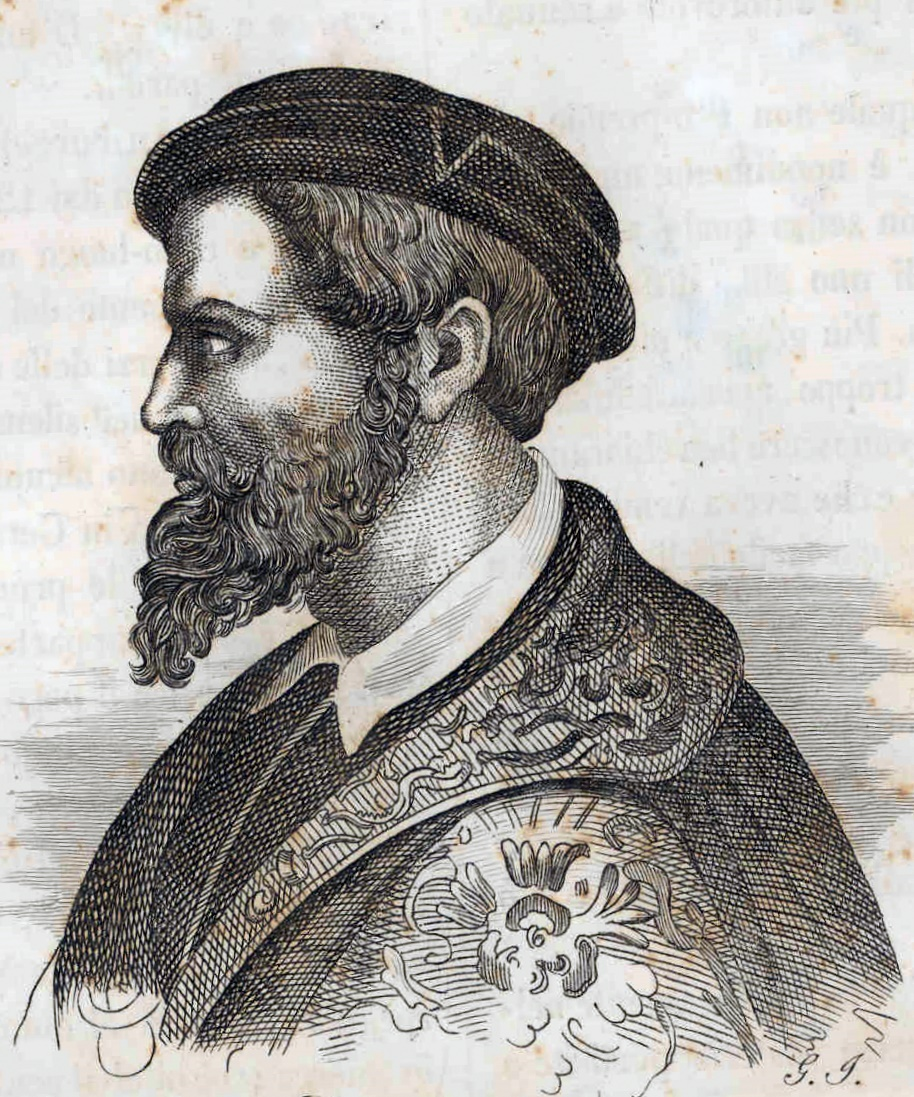
Benedetto Varchi

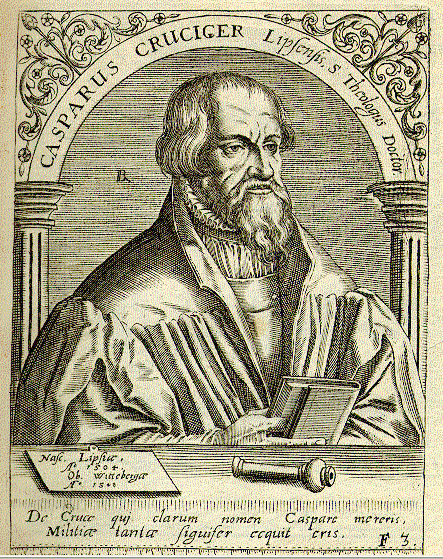
Gaspar Crucígero, o Velho

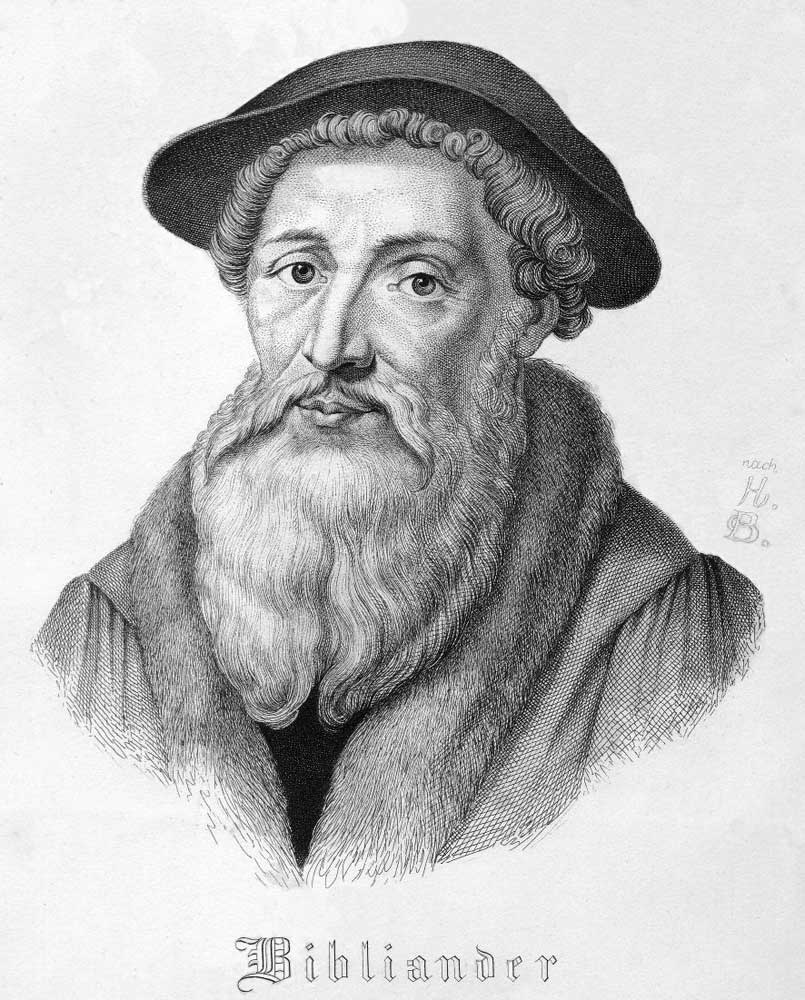
Theodor Bibliander

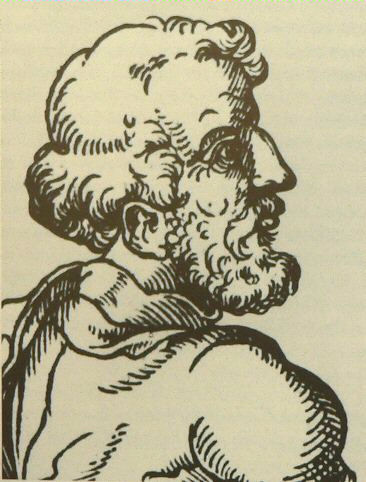
Jacó Mícilo

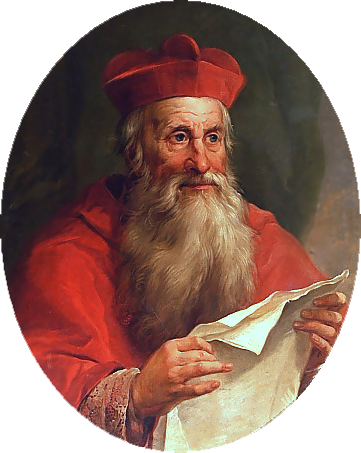
Estanislau Ósio

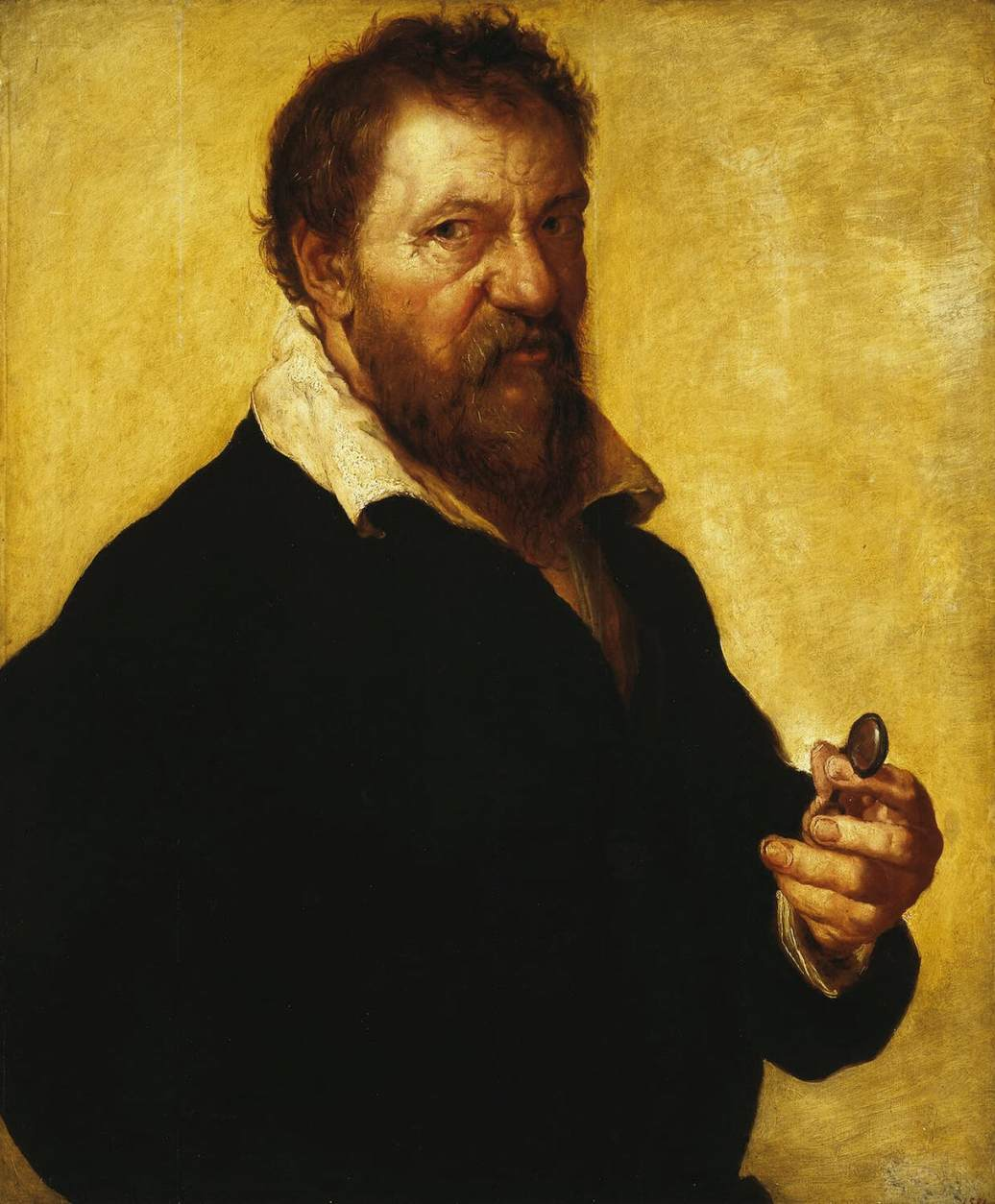
Lamberto Lombardo

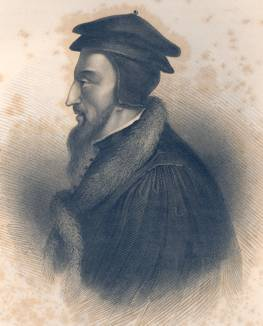
João Calvino

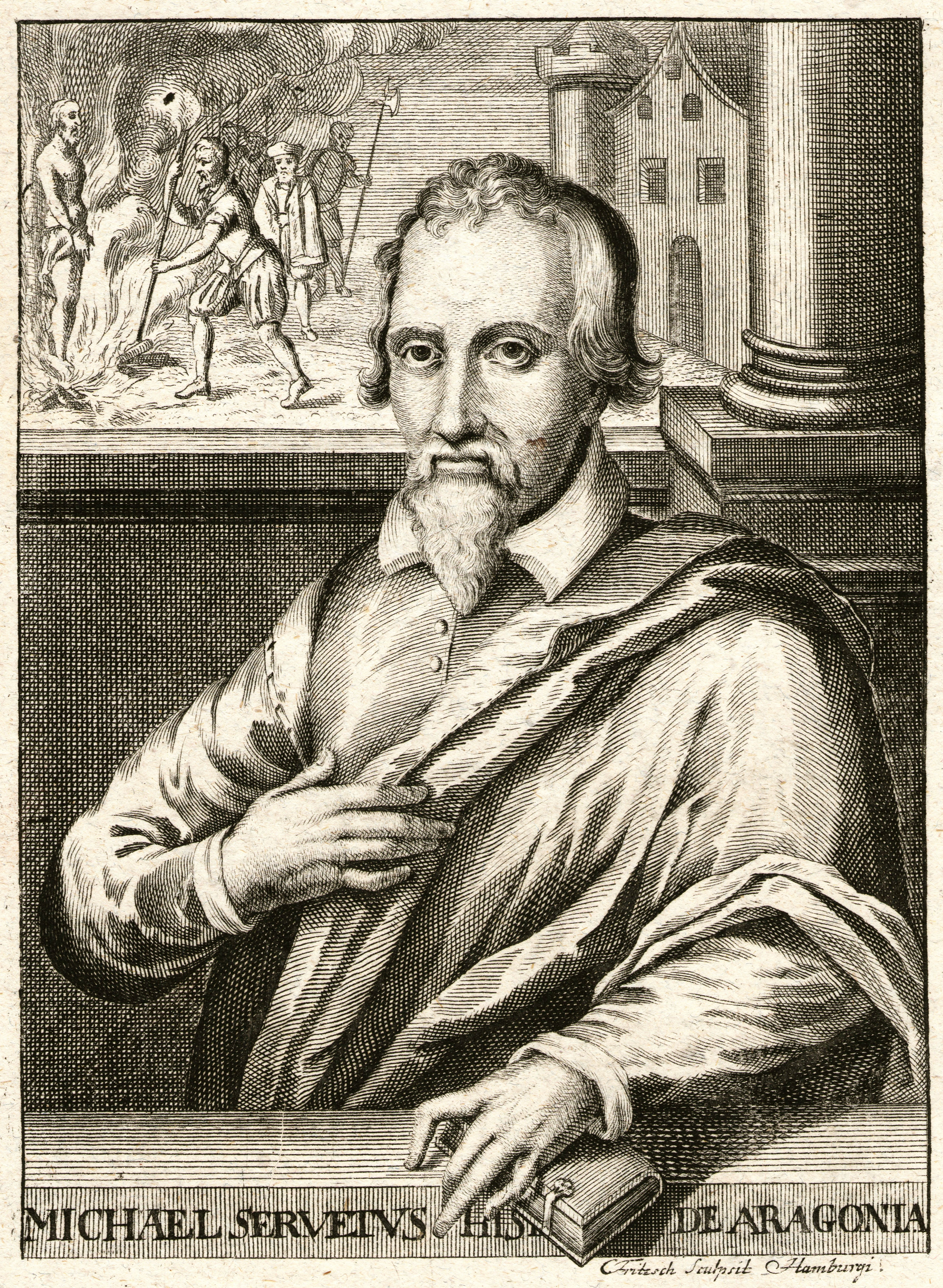
Miguel Serveto

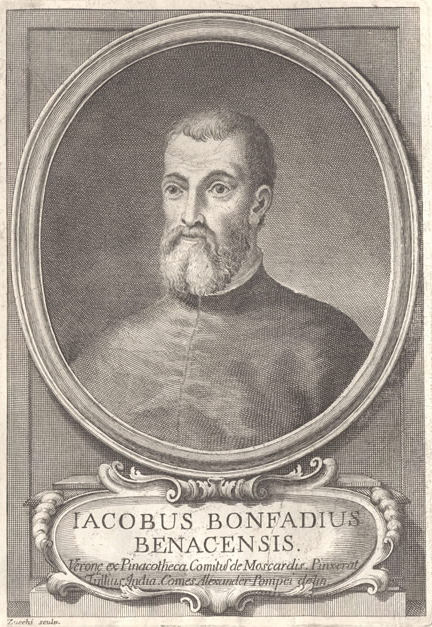
Jacopo Bonfadio

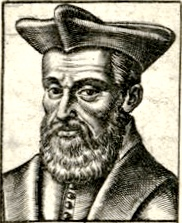
Adrien Turnèbe

Martino Crômero

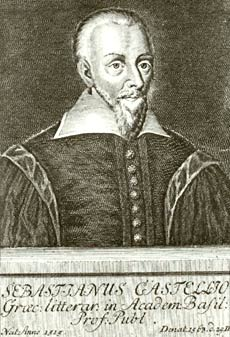
Sebastião Castélio

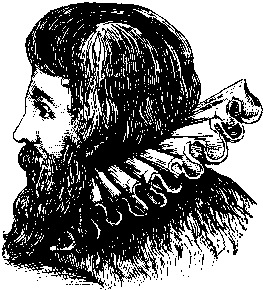
Roger Ascham

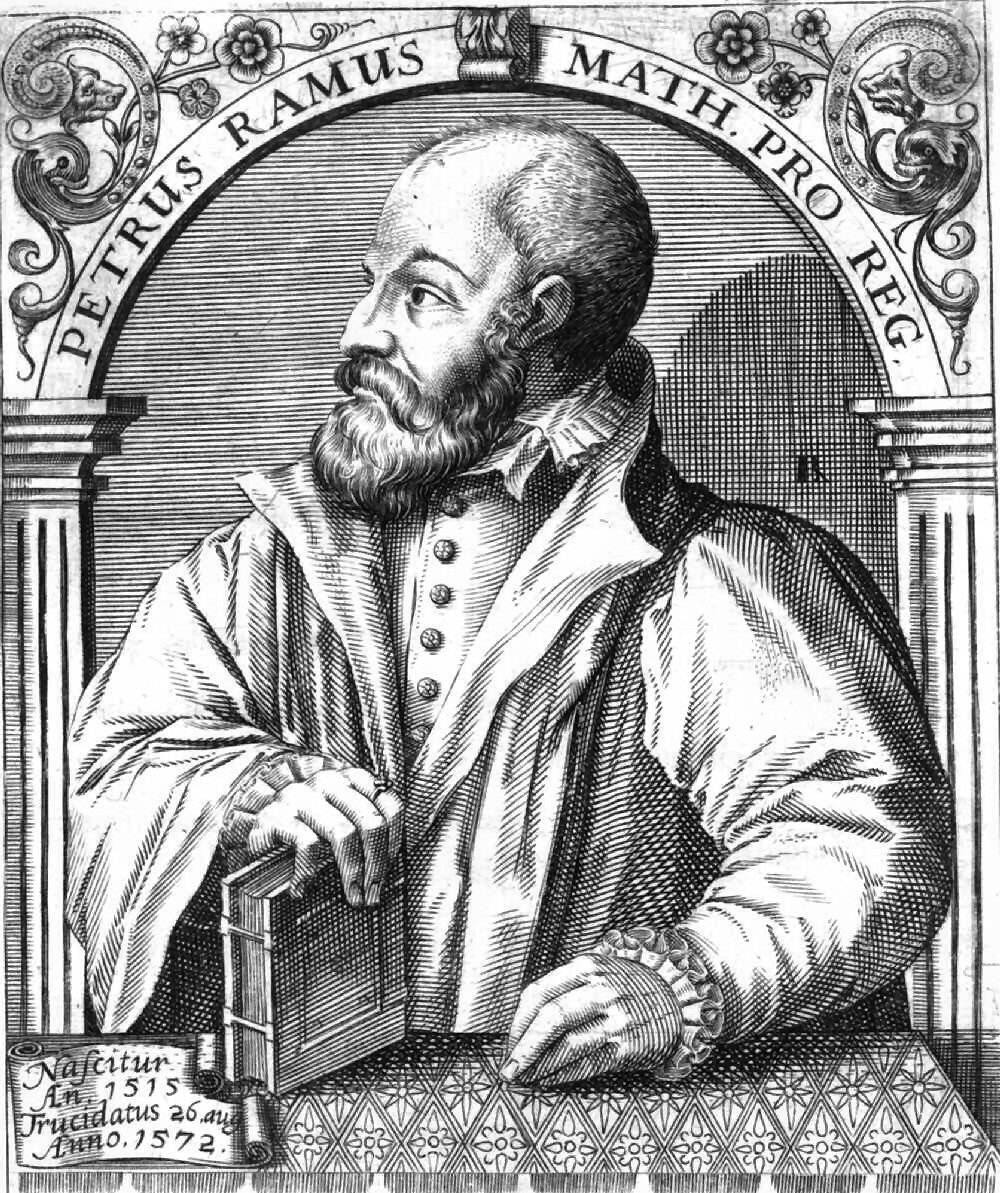
Pedro Ramo

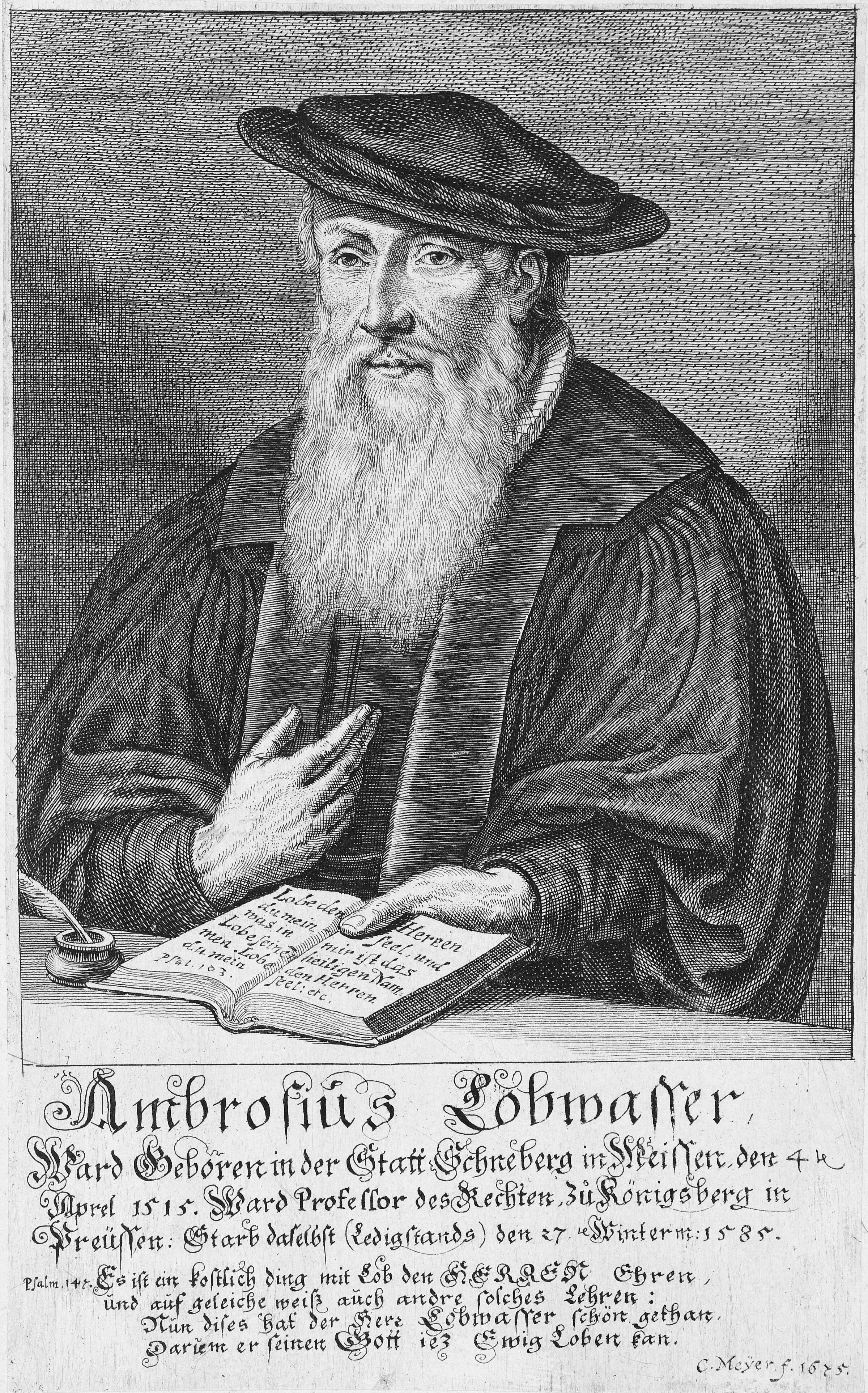
Ambrosius Lobwasser

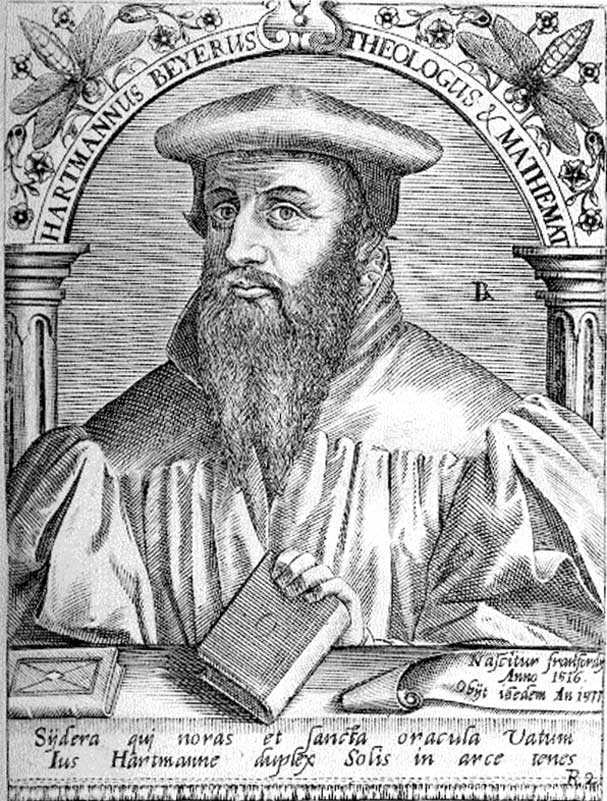
Hartmann Beyer

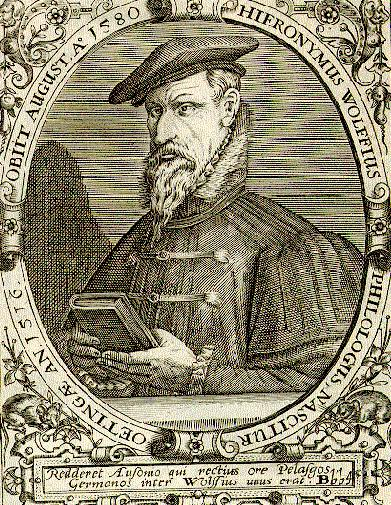
Hieronymus Wolf

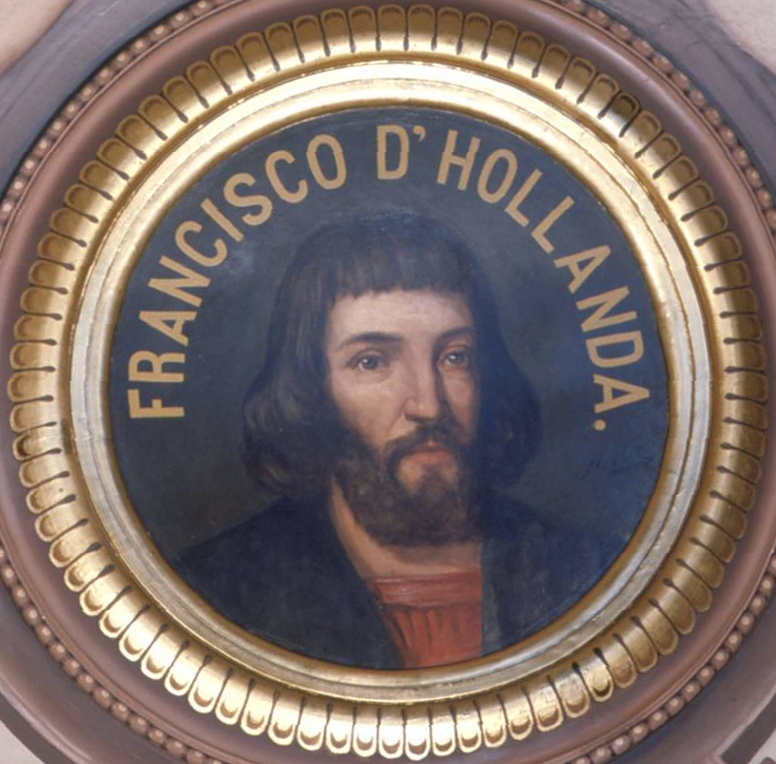
Francisco de Holanda

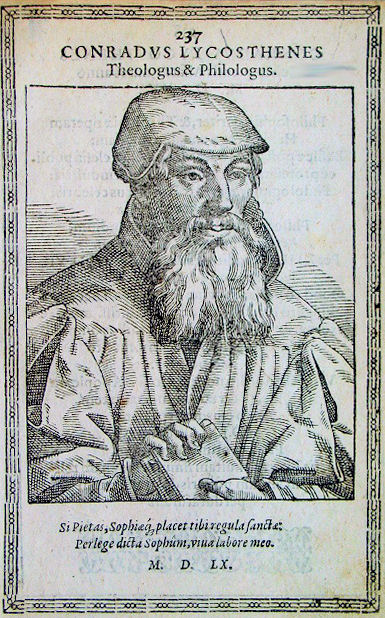
Conrado Licóstenes

| Humanista                          | Nascimento/Morte | País                           |
| ---------------------------------- | ---------------- | ------------------------------ |
| Sixtus Birck                       | (1501–1554)      | Sacro Império Romano-Germânico |
| Papa Marcelo II                    | (1501–1555)      | Estados Papais                 |
| Simon Reichwein                    | (1501–1559)      | Sacro Império Romano-Germânico |
| Maurice Scève                      | (1501–1560)      | França                         |
| Johann Glandorp                    | (1501–1564)      | Sacro Império Romano-Germânico |
| Brás de Albuquerque                | (1501–1581)      | Portugal                       |
| Georges d'Armagnac                 | (1501–1585)      | França                         |
| Guillaume Bigot                    | (1502–1550)      | França                         |
| Justinian von Holzhausen           | (1502–1553)      | Sacro Império Romano-Germânico |
| Damião de Góis                     | (1502–1571)      | Portugal                       |
| Dietrich Reysmann                  | (1503–1543)      | Sacro Império Romano-Germânico |
| Daniel Stiebar von Buttenheim      | (1503–1555)      | Sacro Império Romano-Germânico |
| Giovanni della Casa                | (1503–1556)      | Florença                       |
| Jacó Mícilo                        | (1503–1558)      | Sacro Império Romano-Germânico |
| Benedetto Varchi                   | (1503–1565)      | Florença                       |
| João Lango                         | (1503–1567)      | Sacro Império Romano-Germânico |
| Celio Secondo Curione              | (1503–1569)      | Monferrato                     |
| Aônio Paleário                     | (1503–1570)      | Estados Papais                 |
| Pedro Vulcânio                     | (1503–1571)      | Sacro Império Romano-Germânico |
| Andreas Frício Modrévio            | (1503–1572)      | Polônia                        |
| Henrique de Amorsfórdia            | (?–1504)         | Sacro Império Romano-Germânico |
| Gaspar Crucígero, o Velho          | (1504–1548)      | Sacro Império Romano-Germânico |
| János Sylvester                    | (1504–1552)      | Sacro Império Romano-Germânico |
| Veit Amerbach                      | (1503–1557)      | Sacro Império Romano-Germânico |
| Carlos Estêvão                     | (1504–1564)      | França                         |
| Theodor Bibliander                 | (1504–1564)      | Sacro Império Romano-Germânico |
| João Matésio, o Velho              | (1504–1565)      | Sacro Império Romano-Germânico |
| Estanislau Ósio                    | (1504–1579)      | Polônia                        |
| Aegidius Tschudi                   | (1505–1572)      | Sacro Império Romano-Germânico |
| Jerônimo Gemuseu                   | (1505–1543)      | Sacro Império Romano-Germânico |
| Menrad Molther                     | (1505–1558)      | Sacro Império Romano-Germânico |
| Lamberto Lombardo                  | (1505–1566)      | Sacro Império Romano-Germânico |
| Jakob Curtius                      | (1505–1567)      | Sacro Império Romano-Germânico |
| Margaret Gigs                      | (1505–1570)      | Inglaterra                     |
| Lodovico Castelvetro               | (1505–1571)      | Ducado de Módena e Régio       |
| Johann Winter                      | (1505–1574)      | Sacro Império Romano-Germânico |
| Tilemann Heverlingus               | (?–1506)         | Sacro Império Romano-Germânico |
| Johannes Sleidanus                 | (1506–1556)      | Sacro Império Romano-Germânico |
| Johann Albrecht Widmannstetter     | (1506–1557)      | Sacro Império Romano-Germânico |
| Miguel Sidônio                     | (1506–1561)      | Sacro Império Romano-Germânico |
| George Buchanan                    | (1506–1582)      | Reino da Escócia               |
| Gisberto Longólio                  | (1507–1543)      | França                         |
| João Saxônio                       | (1507–1561)      | Sacro Império Romano-Germânico |
| João Estúrmio                      | (1507–1589)      | Sacro Império Romano-Germânico |
| Antônio Livre                      | (?–1508)         | Sacro Império Romano-Germânico |
| Jacopo Bonfadio                    | (1508–1550)      | Milão                          |
| Francisco Conano                   | (1508–1551)      | França                         |
| Rainério Predínio                  | (1508–1559)      | Sacro Império Romano-Germânico |
| Jorge Sabino                       | (1508–1560)      | Sacro Império Romano-Germânico |
| Pietro Carnesecchi                 | (1508–1567)      | Florença                       |
| Lodovico Dolce                     | (1508–1568)      | Veneza                         |
| Jerônimo Cardoso                   | (1508–1569)      | Portugal                       |
| Alessandro Piccolomini             | (1508–1579)      | Siena                          |
| Lucas Lóssio                       | (1508–1582)      | Sacro Império Romano-Germânico |
| João Aurato                        | (1508–1588)      | França                         |
| Egbert Harlem                      | (1509–1539)      | Sacro Império Romano-Germânico |
| Étienne Dolet                      | (1509–1546)      | França                         |
| Francisco Duareno                  | (1509–1559)      | França                         |
| João Calvino                       | (1509–1564)      | França                         |
| Johannes Monheim                   | (1509–1564)      | Sacro Império Romano-Germânico |
| Frederico Comandino                | (1509–1575)      | Urbino                         |
| Jorge Jerônimo                     | (?–1510)         | França                         |
| Bonaventure des Périers            | (1510–1543)      | França                         |
| Juan Díaz                          | (1510–1546)      | Espanha                        |
| Barthélémy Aneau                   | (1510–1561)      | França                         |
| Hermann Crüser                     | (1510–1575)      | Sacro Império Romano-Germânico |
| Justo Vélcio                       | (1510–1581)      | Sacro Império Romano-Germânico |
| Arnoldo Arlênio Peráxilo           | (1510–1582)      | Sacro Império Romano-Germânico |
| João Segundo                       | (1511–1536)      | Sacro Império Romano-Germânico |
| Miguel Serveto                     | (1511–1553)      | Espanha                        |
| João Vaseu                         | (1511–1561)      | Sacro Império Romano-Germânico |
| Amato Lusitano                     | (1511–1568)      | Portugal                       |
| Adriano Júnio                      | (1511–1575)      | França                         |
| João da Costa                      | (1511–1578)      | Portugal                       |
| Erasmus Oswaldus Schreckenfuchsius | (1511–1579)      | Sacro Império Romano-Germânico |
| Francisco Porto                    | (1511–1581)      | Itália                         |
| Juan López de Hoyos                | (1511–1583)      | Espanha                        |
| Gabriel Pratéolo                   | (1511–1588)      | França                         |
| Wolfgang Andreas Rem               | (1511–1588)      | Sacro Império Romano-Germânico |
| Jacó Escópero                      | (1512–1554)      | Sacro Império Romano-Germânico |
| Adrien Turnèbe                     | (1512–1565)      | França                         |
| Fernando Vázquez de Menchaca       | (1512–1566)      | Espanha                        |
| Paolo Manuzio                      | (1512–1574)      | Veneza                         |
| Diego de Covarrubias y Leyva       | (1512–1577)      | Espanha                        |
| Cornélio Valério                   | (1512–1578)      | Sacro Império Romano-Germânico |
| Frémin Douri                       | (1512–1578)      | França                         |
| Johann Lambach                     | (1512–1582)      | Sacro Império Romano-Germânico |
| Martino Crômero                    | (1512–1589)      | Sacro Império Romano-Germânico |
| Richard Morrison                   | (1513–1556)      | Inglaterra                     |
| Homero Buterano                    | (1513–1563)      | Sacro Império Romano-Germânico |
| Georg Cassander                    | (1513–1566)      | Espanha                        |
| Gaspar Schetz                      | (1513–1580)      | Sacro Império Romano-Germânico |
| Jacques Daléchamps                 | (1513–1588)      | França                         |
| Ambrosio de Morales                | (1513–1591)      | Espanha                        |
| Jacques Amyot                      | (1513–1593)      | França                         |
| Adam von Bochinia                  | (?–1514)         | Polônia                        |
| Řehoř Hrubý z Jelení               | (?–1514)         | Sacro Império Romano-Germânico |
| John Cheke                         | (1514–1557)      | Inglaterra                     |
| Hieronymus Ziegler                 | (1514–1562)      | Sacro Império Romano-Germânico |
| Wolfgang Lazius                    | (1514–1565)      | Sacro Império Romano-Germânico |
| Diogo de Teive                     | (1514–1569)      | Portugal                       |
| André Másio                        | (1514–1573)      | Sacro Império Romano-Germânico |
| Cipriano Leovício                  | (1514–1574)      | Sacro Império Romano-Germânico |
| Nikolaus von Ebeleben              | (1514–1579)      | Sacro Império Romano-Germânico |
| Johannes Gigas                     | (1514–1581)      | Sacro Império Romano-Germânico |
| Guglielmo Sirleto                  | (1514–1585)      | Reino de Nápoles               |
| Petreius Tiara                     | (1514–1586)      | Sacro Império Romano-Germânico |
| Joachim Mynsinger von Frundeck     | (1514–1588)      | Sacro Império Romano-Germânico |
| Wiguleus Hund                      | (1514–1588)      | Sacro Império Romano-Germânico |
| Antonio Covarrubias y Leyva        | (1514–1602)      | Espanha                        |
| João Sastróvio                     | (1515–1545)      | Sacro Império Romano-Germânico |
| Sebastião Castélio                 | (1515–1563)      | França                         |
| Roger Ascham                       | (1515–1568)      | Inglaterra                     |
| Melquior Acôncio                   | (1515–1569)      | Sacro Império Romano-Germânico |
| João Corásio                       | (1515–1572)      | França                         |
| Michelangelo Florio                | (1515–1572)      | República de Luca              |
| Pedro Ramo                         | (1515–1572)      | França                         |
| Cipriano Vomélio                   | (1515–1578)      | Sacro Império Romano-Germânico |
| Álvar Gómez de Castro              | (1515–1580)      | Espanha                        |
| Georg Tanner                       | (1515–1580)      | Sacro Império Romano-Germânico |
| Ambrosius Lobwasser                | (1515–1585)      | Sacro Império Romano-Germânico |
| Jan van Utenhove, o Velho          | (1516–1566)      | Antiga Confederação Helvética  |
| Francesco Robortello               | (1516–1567)      | Veneza                         |
| Jorge Fabrício                     | (1516–1571)      | Sacro Império Romano-Germânico |
| Hartmann Beyer                     | (1516–1577)      | Sacro Império Romano-Germânico |
| Hieronymus Wolf                    | (1516–1580)      | Sacro Império Romano-Germânico |
| Adão Síbero, o Velho               | (1516–1584)      | Sacro Império Romano-Germânico |
| Pierre Gautier Chabot              | (1516–1597)      | França                         |
| Maternus Steyndorffer              | (1517–1547)      | Sacro Império Romano-Germânico |
| Jacobus Peletarius                 | (1517–1582)      | França                         |
| Francisco de Holanda               | (1517–1585)      | Portugal                       |
| Hermann von Kerssenbrock           | (1517–1585)      | Sacro Império Romano-Germânico |
| Antonio Agustin Albanell           | (1517–1586)      | Espanha                        |
| János Mihály Brutus                | (1517–1592)      | Hungria                        |
| Pietro degli Angeli                | (1517–1596)      | Florença                       |
| Hans Hermansgrün                   | (?–1518)         | Sacro Império Romano-Germânico |
| Francisco de Enzinas               | (1518–1552)      | Espanha                        |
| Gaspar Brúscio                     | (1518–1557)      | Sacro Império Romano-Germânico |
| Kaspar Brusch                      | (1518–1559)      | Sacro Império Romano-Germânico |
| Conrado Licóstenes                 | (1518–1561)      | Sacro Império Romano-Germânico |
| Girolamo Ruscelli                  | (1518–1566)      | Estados Papais                 |
| Johannes Goropius Becanus          | (1519–1572)      | Sacro Império Romano-Germânico |
| Johannes Crato von Krafftheim      | (1519–1585)      | Sacro Império Romano-Germânico |
| Ugolino Martelli                   | (1519–1592)      | Florença                       |
| Girolamo Mei                       | (1519–1594)      | Florença                       |
| Teodoro de Beza                    | (1519–1605)      | França                         |
| João Acrônio Frísio                | (1520–1564)      | Sacro Império Romano-Germânico |
| João Artopeu                       | (1520–1566)      | Sacro Império Romano-Germânico |
| Dionísio Lambino                   | (1520–1572)      | França                         |
| Francisco Balduíno                 | (1520–1573)      | França                         |
| Abraham Loescher                   | (1520–1575)      | França                         |
| Johann Reiffenstein                | (1520–1575)      | Sacro Império Romano-Germânico |
| Johann Wilhelm Reiffenstein        | (1520–1575)      | Sacro Império Romano-Germânico |
| Johannes Othonius                  | (1520–1581)      | Sacro Império Romano-Germânico |
| Natal, o Conde                     | (1520–1582)      | Milão                          |
| Christoffel Plantijn               | (1520–1589)      | França                         |
| Christophorus Vladeraccus          | (1520–1601)      | Sacro Império Romano-Germânico |
| Stephanus Winandus Pighius         | (1520–1604)      | Sacro Império Romano-Germânico |
| Martin Gröning                     | (?–1521)         | Sacro Império Romano-Germânico |
| Anne Du Bourg                      | (1521–1559)      | França                         |
| Cornelis Brouwer                   | (1521–1581)      | Sacro Império Romano-Germânico |
| Luisa Sigea de Velasco             | (1522–1560)      | Espanha                        |
| Laurêncio Súrio                    | (1522–1578)      | Sacro Império Romano-Germânico |
| Henrique Geldórpio                 | (1522–1585)      | Sacro Império Romano-Germânico |
| Andrzej Patrycy Nidecki            | (1522–1587)      | Polônia                        |
| Gaspar Frutuoso                    | (1522–1591)      | Portugal                       |
| Ogier Ghislain de Busbecq          | (1522–1592)      | França                         |
| Henrique Pantaleão                 | (1522–1595)      | Sacro Império Romano-Germânico |
| Simon Verepaeus                    | (1522–1598)      | Sacro Império Romano-Germânico |
| Hermann Wilken                     | (1522–1603)      | Sacro Império Romano-Germânico |
| Matthäus Delius                    | (1523–1565)      | Sacro Império Romano-Germânico |
| Jan Blahoslav                      | (1523–1571)      | Sacro Império Romano-Germânico |
| Erasmus von Neustetter             | (1523–1594)      | Sacro Império Romano-Germânico |
| Diogo Mendes de Vasconcelos        | (1523–1599)      | Portugal                       |
| Diana Clélio                       | (1534–1581)      | Sacro Império Romano-Germânico |
| Diego de Estella                   | (1524–1578)      | Espanha                        |
| Thomas Erastus                     | (1524–1583)      | Antiga Confederação Helvética  |
| Carlos Sigônio                     | (1524–1584)      | Ducado de Módena e Régio       |
| François Hotman                    | (1524–1590)      | França                         |
| Kaspar von Niedbruck               | (1525–1557)      | Sacro Império Romano-Germânico |
| Pierre Davantès, O Jovem           | (1525–1561)      | França                         |
| Lélio Socino                       | (1525–1562)      | Sacro Império Romano-Germânico |
| Andreas Meinhardi                  | (1525–1575)      | Sacro Império Romano-Germânico |
| Georgius Cracovius                 | (1525–1575)      | Sacro Império Romano-Germânico |
| Diego Salvador Solano              | (1525–1580)      | Espanha                        |
| Bernhard Copius                    | (1525–1581)      | Sacro Império Romano-Germânico |
| Marco Laurino, o Jovem             | (1525–1581)      | França                         |
| Peter Agricola                     | (1525–1585)      | Sacro Império Romano-Germânico |
| Félix Filiúcio                     | (1525–1590)      | Siena                          |
| Michael Neander                    | (1525–1595)      | Sacro Império Romano-Germânico |
| Caspar Peucerus                    | (1525–1602)      | Sacro Império Romano-Germânico |
| Olímpia Fúlvia Morata              | (1526–1555)      | Sacro Império Romano-Germânico |
| Huberto Goltício, o Velho          | (1526–1583)      | Sacro Império Romano-Germânico |
| Manuel Álvares                     | (1526–1583)      | Portugal                       |
| Ulrich Fugger                      | (1526–1584)      | Sacro Império Romano-Germânico |
| Marcus Antonius Muretus            | (1526–1585)      | França                         |
| Paul Dolscius                      | (1526–1589)      | Sacro Império Romano-Germânico |
| Petrus Opmeer                      | (1526–1595)      | Sacro Império Romano-Germânico |
| Jakob Piso                         | (?–1527)         | Sacro Império Romano-Germânico |
| Łukasz Górnicki                    | (1527–1603)      | Polônia                        |
| Mikalojus Daukša                   | (1527–1613)      | Lituânia                       |
| Cristoforo Numai da Forlì          | (?–1528)         | Grécia                         |
| Pedro Segundo Lotício              | (1528–1560)      | Sacro Império Romano-Germânico |
| António Ferreira                   | (1528–1569)      | Portugal                       |
| Absalon Pedersson Beyer            | (1528–1575)      | Noruega                        |
| Adolfo Mecerco                     | (1528–1591)      | Sacro Império Romano-Germânico |
| João Possélio                      | (1528–1591)      | Sacro Império Romano-Germânico |
| Luis Ponce de Leão                 | (1528–1591)      | Espanha                        |
| Henri Estienne O Jovem             | (1528–1598)      | França                         |
| Melquior Macrino                   | (?–1529)         | Antiga Confederação Helvética  |
| Petrus Saerkilahti                 | (?–1529)         | Finlândia                      |
| Georg Handsch                      | (1529–1578)      | Sacro Império Romano-Germânico |
| Nicolau Císnero                    | (1529–1583)      | Sacro Império Romano-Germânico |
| Markus Fugger                      | (1529–1597)      | Sacro Império Romano-Germânico |
| Étienne Pasquier                   | (1529–1615)      | França                         |
| Jacó Ceratino                      | (?–1530)         | Sacro Império Romano-Germânico |
| Étienne de La Boétie               | (1530–1563)      | França                         |
| Anton Schneeberger                 | (1530–1581)      | Polônia                        |
| Procópio Lupácio                   | (1530–1587)      | Sacro Império Romano-Germânico |
| Symon Budny                        | (1530–1593)      | Polônia                        |
| Pedro Simón Abril                  | (1530–1595)      | Espanha                        |
| Pedro Daniel                       | (1530–1603)      | França                         |
| Vincenzo Cartari                   | (1531?–1569)     | Ducado de Módena e Régio       |
| Jerônimo Lauterbach                | (1531–1577)      | Sacro Império Romano-Germânico |
| João Sambuco                       | (1531–1584)      | Hungria                        |
| François de la Noue                | (1531–1591)      | França                         |
| David Chyträus                     | (1531–1600)      | Sacro Império Romano-Germânico |
| Simão Proxeno                      | (1532–1575)      | Sacro Império Romano-Germânico |
| Guilielmus Xylander                | (1532–1576)      | Sacro Império Romano-Germânico |
| Wilhelm Xylander                   | (1532–1576)      | Sacro Império Romano-Germânico |
| Jean-Antoine de Baïf               | (1532–1589)      | França                         |
| Lorenz Dürnhofer                   | (1532–1594)      | Sacro Império Romano-Germânico |
| Domínico Lampsônio                 | (1532–1599)      | Sacro Império Romano-Germânico |
| Martino Báltico                    | (1532–1601)      | Sacro Império Romano-Germânico |
| Christoph Schilling                | (1533–1583)      | Sacro Império Romano-Germânico |
| Theodor Zwinger                    | (1533–1588)      | Antiga Confederação Helvética  |
| André Dudício                      | (1533–1589)      | Hungria                        |
| Michel de Montaigne                | (1533–1592)      | França                         |
| João Lasício                       | (1533–1599)      | Polônia                        |
| João, o Maior                      | (1533–1600)      | Sacro Império Romano-Germânico |
| João Blócio                        | (1533–1608)      | Sacro Império Romano-Germânico |
| João Casélio                       | (1533–1613)      | Sacro Império Romano-Germânico |
| Paulo Escalício                    | (1534–1575)      | Sacro Império Romano-Germânico |
| Fernando de Herrera                | (1534–1597)      | Espanha                        |
| Jean Passerat                      | (1534–1602)      | França                         |
| Huberto Gifânio                    | (1534–1604)      | Sacro Império Romano-Germânico |
| Johannes Lintholtz                 | (?–1535)         | Sacro Império Romano-Germânico |
| Jacob Reyvaert                     | (1535–1568)      | Sacro Império Romano-Germânico |
| Martin Rakovský                    | (1535–1579)      | Sacro Império Romano-Germânico |
| Péter Bornemisza                   | (1535–1584)      | Hungria                        |
| Cristiano Escesau                  | (1535–1585)      | Sacro Império Romano-Germânico |
| Lamberto Ludolfo Helm              | (1535–1596)      | Sacro Império Romano-Germânico |
| Gian Vincenzo Pinelli              | (1535–1601)      | Reino de Nápoles               |
| Conrad Weiss                       | (1536–1575)      | Sacro Império Romano-Germânico |
| Konrad Weiß von Limpurg            | (1536–1575)      | Sacro Império Romano-Germânico |
| Jacó Pamélio                       | (1536–1587)      | Sacro Império Romano-Germânico |
| Frederico Silbúrgio                | (1536–1596)      | Sacro Império Romano-Germânico |
| Matthäus Dresser                   | (1536–1607)      | Sacro Império Romano-Germânico |
| Felix Platter, o Velho             | (1536–1614)      | Sacro Império Romano-Germânico |
| Juán de Mariana                    | (1536–1624)      | Espanha                        |
| Francisco Barócio                  | (1537–1604)      | Ducado de Cândia               |
| Filipe Camerário                   | (1537–1624)      | Sacro Império Romano-Germânico |
| Máté Gubecz                        | (1538–1573)      | Hungria                        |
| Gerardo Falcembúrgio               | (1538–1578)      | Sacro Império Romano-Germânico |
| Pablo de Cespedes                  | (1538–1608)      | Espanha                        |
| Jan Radermacher, o Velho           | (1538–1617)      | Sacro Império Romano-Germânico |
| Johannes Fleischer, o Velho        | (1539–1593)      | Sacro Império Romano-Germânico |
| Hartvicus Smidenstedt              | (1539–1595)      | Sacro Império Romano-Germânico |
| Francisco Rafelêngio               | (1539–1597)      | França                         |
| Paulo Melisso                      | (1539–1602)      | Sacro Império Romano-Germânico |
| Thomas Rehdiger                    | (1540–1576)      | Sacro Império Romano-Germânico |
| Leonardo Salviati                  | (1540–1589)      | Ducado de Florença             |
| Miguel Haslóbio                    | (1540–1589)      | Sacro Império Romano-Germânico |
| Gaspar Gonçalves                   | (1540–1590)      | Portugal                       |
| Alfonso Ciacônio                   | (1540–1599)      | Espanha                        |
| Jacó Tipócio                       | (1540–1601)      | Sacro Império Romano-Germânico |
| Jean de la Taille                  | (1540–1607)      | França                         |
| José Justo Escalígero              | (1540–1609)      | França                         |
| Jodoco Lorício                     | (1540–1612)      | Sacro Império Romano-Germânico |
| Marek Bydžovský z Florentýna       | (1540–1612)      | Sacro Império Romano-Germânico |
| Hans Jakob Staal, o Velho          | (1540–1615)      | Sacro Império Romano-Germânico |
| Franz Nyenstede                    | (1540–1622)      | Sacro Império Romano-Germânico |
| João Leunclávio                    | (1541–1594)      | Sacro Império Romano-Germânico |
| Guilherme Centero                  | (1542–1575)      | Sacro Império Romano-Germânico |
| Jan van Hout                       | (1542–1609)      | Sacro Império Romano-Germânico |
| Michael Abel                       | (1542–1609)      | Sacro Império Romano-Germânico |
| Nathan Chyträus                    | (1543–1598)      | Sacro Império Romano-Germânico |
| Daniel Hermann                     | (1543–1601)      | Sacro Império Romano-Germânico |
| Luis da Cruz                       | (1543–1604)      | Portugal                       |
| Adam Cholossius Pelhřimovský       | (1544–1591)      | Sacro Império Romano-Germânico |
| Johannes Antrecht, o Velho         | (1544–1607)      | Sacro Império Romano-Germânico |
| Martino Henécio                    | (1544–1611)      | Sacro Império Romano-Germânico |
| Heinrich Decimator                 | (1544–1615)      | Sacro Império Romano-Germânico |
| Antonio de Guevara                 | (?–1545)         | Espanha                        |
| Caspar von Fürstenberg             | (1545–1618)      | Sacro Império Romano-Germânico |
| Ludolf Helm Kuiper                 | (?–1545)         | Sacro Império Romano-Germânico |
| Claude Dupuy                       | (1545–1594)      | França                         |
| Melquior Júnio                     | (1545–1604)      | Sacro Império Romano-Germânico |
| Matias Agrício                     | (1545–1613)      | Sacro Império Romano-Germânico |
| Symon Budny                        | (1530–1593)      | Polônia                        |
| João Lernúcio                      | (1545–1619)      | Sacro Império Romano-Germânico |
| Johann Piscator                    | (1546–1565)      | Sacro Império Romano-Germânico |
| Johann Engerd                      | (1546–1587)      | Sacro Império Romano-Germânico |
| Daniel Adam z Veleslavina          | (1546–1599)      | Sacro Império Romano-Germânico |
| João Livineu                       | (1546–1599)      | Sacro Império Romano-Germânico |
| João Pistório, o Jovem             | (1546–1608)      | Sacro Império Romano-Germânico |
| Pancratius Crüger                  | (1546–1614)      | Sacro Império Romano-Germânico |
| Livino Algócio                     | (?–1547)         | Sacro Império Romano-Germânico |
| Nikodemus Frischlin                | (1547–1590)      | Sacro Império Romano-Germânico |
| Jorge Calamino, o Velho            | (1547–1595)      | Sacro Império Romano-Germânico |
| Justo Lípsio                       | (1547–1606)      | Sacro Império Romano-Germânico |
| Agnete Burenius                    | (1547–1611)      | Sacro Império Romano-Germânico |
| Ubo Êmio                           | (1547–1625)      | Sacro Império Romano-Germânico |
| Lambertus Thomas Schenckelius      | (1547–1630)      | Sacro Império Romano-Germânico |
| Giordano Bruno                     | (1548–1600)      | Reino de Nápoles               |
| Heinrich Stroband                  | (1548–1609)      | Reino da Polônia               |
| Georg Henisch                      | (1549–1618)      | Hungria                        |
| Jacó Fincélio                      | (1550–1582)      | Portugal                       |
| Pedro Monávio                      | (1551–1588)      | Sacro Império Romano-Germânico |
| Fausto Verâncio                    | Croácia          |                                |
| Alberico Gentil                    | (1552–1608)      | Estados Papais                 |
| Baltasar de Azeredo                | (1552–1631)      | Portugal                       |
| Bernardino Baldi                   | (1553–1617)      | Urbino                         |
| Leonardo Léssio                    | (1554–1623)      | Sacro Império Romano-Germânico |
| João Guilherme                     | (1555–1584)      | Sacro Império Romano-Germânico |
| Johann Boch                        | (1555–1609)      | Sacro Império Romano-Germânico |
| Vavrinec Benedikt z Nedožier       | (1555–1615)      | Sacro Império Romano-Germânico |
| John Doddridge                     | (1555–1628)      | Inglaterra                     |
| Tomé Correia                       | (1556–1595)      | Portugal                       |
| Francisco Módio                    | (1556–1597)      | Antiga Confederação Helvética  |
| Davi Hesquélio                     | (1556–1617)      | Sacro Império Romano-Germânico |
| Guillaume du Vair                  | (1556–1621)      | França                         |
| François Béroalde de Verville      | (1556–1626)      | França                         |
| Otão Vênio                         | (1556–1629)      | Sacro Império Romano-Germânico |
| Georg Michael Lingelsheim          | (1556–1636)      | Sacro Império Romano-Germânico |
| Jean de Sponde                     | (1557–1595)      | França                         |
| Johann Adam Lonicerus              | (1557–1599)      | Sacro Império Romano-Germânico |
| Georg von Schoenaich               | (1557–1619)      | Sacro Império Romano-Germânico |
| Markus Welser                      | (1558–1614)      | Sacro Império Romano-Germânico |
| Wolfgang Heider                    | (1558–1626)      | Sacro Império Romano-Germânico |
| Luís Tribaldo de Toledo            | (1558–1636)      | Espanha                        |
| Isaac Casaubon                     | (1559–1614)      | Inglaterra                     |
| Francisco Parcóvio                 | (1560–1611)      | Sacro Império Romano-Germânico |
| Bernardo Aldrete                   | (1560–1641)      | Espanha                        |
| David Hilchen                      | (1561–1610)      | Sacro Império Romano-Germânico |
| Otto Casmann                       | (1562–1607)      | Sacro Império Romano-Germânico |
| Jakob Gretser                      | (1562–1625)      | Sacro Império Romano-Germânico |
| Johann Baptista Rexius             | (1563–1598)      | Sacro Império Romano-Germânico |
| Frederico Borromeu                 | (1564–1631)      | Milão                          |
| Francisco Cascales                 | (1564–1642)      | Espanha                        |
| István Szamosközy                  | (1565–1612)      | Hungria                        |
| Fridérico Taubemano                | (1565–1613)      | Sacro Império Romano-Germânico |
| Arnoldo Bucélio                    | (1565–1641)      | Sacro Império Romano-Germânico |
| Heinrich Sibäus                    | (?–1566)         | Sacro Império Romano-Germânico |
| Cristóvão Rafelêngio               | (1566–1601)      | Sacro Império Romano-Germânico |
| Ignazio Cardini                    | (1566–1602)      | Gênova                         |
| João Jessênio                      | (1566–1621)      | Sacro Império Romano-Germânico |
| Matias Borbônio                    | (1566–1629)      | Sacro Império Romano-Germânico |
| Bernhard Mensing                   | (?–1567)         | Sacro Império Romano-Germânico |
| Pedro Cólvio                       | (1567–1594)      | Sacro Império Romano-Germânico |
| Valente Acidálio                   | (1567–1595)      | Sacro Império Romano-Germânico |
| Wolfhart Spangenberg               | (1567–1635)      | Sacro Império Romano-Germânico |
| Tommaso Campanella                 | (1568–1639)      | Reino de Nápoles               |
| Jorge Carolida                     | (1569–1612)      | Hungria                        |
| João Bocácio                       | (1569–1621)      | Sacro Império Romano-Germânico |
| Jan Černovický                     | (1569–1633)      | Sacro Império Romano-Germânico |
| Bartolomé Ximénez Patón            | (1569–1640)      | Espanha                        |
| Pedro Vladeraco                    | (1570–1618)      | Sacro Império Romano-Germânico |
| João Campano                       | (1572–1622)      | Sacro Império Romano-Germânico |
| João Vodniano Campano              | (1572–1622)      | Sacro Império Romano-Germânico |
| Heinrich Gutberleth                | (1572–1635)      | Sacro Império Romano-Germânico |
| Teodoro Escrevélio                 | (1572–1649)      | Sacro Império Romano-Germânico |
| Rodrigo Caro                       | (1573–1647)      | Espanha                        |
| Thomas Platter, o Jovem            | (1574–1628)      | Antiga Confederação Helvética  |
| Albert Molnar                      | (1574–1634)      | Hungria                        |
| Erício Puteano                     | (1574–1646)      | Sacro Império Romano-Germânico |
| Louis Magnet                       | (1575–1657)      | França                         |
| Kaspar Schoppe                     | (1576–1649)      | Sacro Império Romano-Germânico |
| Robert Burton                      | (1577–1640)      | Inglaterra                     |
| Gian Vittorio Rossi                | (1577–1647)      | Estados Papais                 |
| Gerardo João Vóssio                | (1577–1649)      | Sacro Império Romano-Germânico |
| Melchior Goldast                   | (1578–1635)      | Sacro Império Romano-Germânico |
| Belchior Beliago                   | (?–1579)         | Portugal                       |
| João Cimedôncio                    | (1579–1597)      | Sacro Império Romano-Germânico |
| Daniel Híncio                      | (1580–1655)      | Sacro Império Romano-Germânico |
| Bachet de Méziriac                 | (1581–1638)      | França                         |
| Nicácio Básio                      | (1581–1642)      | Sacro Império Romano-Germânico |
| Pedro de Torres Rámila             | (?–1583)         | Espanha                        |
| Hugo Grócio                        | (1583–1645)      | Sacro Império Romano-Germânico |
| Nicolas de Vernulz                 | (1583–1649)      | Sacro Império Romano-Germânico |
| Gaspar Barléu                      | (1584–1648)      | Sacro Império Romano-Germânico |
| Lucilio Vanini                     | (1585–1619)      | Reino de Nápoles               |
| William Drummond                   | (1585–1649)      | Reino da Escócia               |
| Gregor Mättig                      | (1585–1650)      | Sacro Império Romano-Germânico |
| Vicente Nogueira                   | (1586–1654)      | Portugal                       |
| Justo Ríquio                       | (1587–1627)      | Sacro Império Romano-Germânico |
| Kaspar von Barth                   | (1587–1658)      | Sacro Império Romano-Germânico |
| Cláudio Saumásio                   | (1588–1653)      | França                         |
| José Antonio González de Salas     | (1588–1654)      | Espanha                        |
| Johann Leonhard Weidner            | (1588–1655)      | Sacro Império Romano-Germânico |
| Sinibaldo Scorza                   | (1589–1631)      | Gênova                         |
| Gallus von Racknitz                | (1590–1658)      | Sacro Império Romano-Germânico |
| Juliana Morell                     | (1594–1656)      | Espanha                        |
| Bernhard Rottendorff               | (1594–1671)      | Sacro Império Romano-Germânico |
| Levino Torrêncio                   | (1525–1595)      | Sacro Império Romano-Germânico |
| Andrej Cergol                      | (1595–1645)      | Sacro Império Romano-Germânico |
| Giovanni Battista Doni             | (1595–1647)      | Ducado de Florença             |
| Juan Eusebio Nieremberg y Otin     | (1595–1658)      | Espanha                        |
| Nascimbene Nascimbeni              | (fl. 1577–1596)  | Itália                         |
| Friedrich Hermann Flayder          | (1596–1640)      | Sacro Império Romano-Germânico |
| Jacó Zevecócio                     | (1596–1642)      | Antiga Confederação Helvética  |
| Ludwig Matthias Glandorp           | (1596–1652)      | Sacro Império Romano-Germânico |
| Lucas Holstênio                    | (1596–1661)      | Sacro Império Romano-Germânico |
| Samuel Gloreno                     | (1598–1642)      | Sacro Império Romano-Germânico |
| João Pedro Lotício                 | (1598–1669)      | Sacro Império Romano-Germânico |
| Samuel Bochart                     | (1599–1667)      | França                         |
| Gabriel Bucelino, o Jovem          | (1599–1681)      | Antiga Confederação Helvética  |

## Século XVII
| Humanista                | Nascimento/Morte | País                           |
| ------------------------ | ---------------- | ------------------------------ |
| Jacob Balde              | (1604–1668)      | Sacro Império Romano-Germânico |
| François Vavasseur       | (1605–1681)      | França                         |
| João Henrique Ursino     | (1608–1667)      | Sacro Império Romano-Germânico |
| John Milton              | (1608–1674)      | Inglaterra                     |
| Lemaitre de Sacy         | (1613–1684)      | França                         |
| Tanaquil Faber           | (1615–1672)      | França                         |
| Mikuláš Albert z Kaménka | (?–1617)         | Sacro Império Romano-Germânico |
| Daniel Lago              | (1618–1678)      | Sacro Império Romano-Germânico |
| João Esquéfero           | (1621–1679)      | Sacro Império Romano-Germânico |
| Tomás Redo               | (?–1624)         | Reino da Escócia               |
| Barthélemy d'Herbelot    | (1625–1695)      | França                         |
| Pedro Exênio             | (1635–1707)      | Sacro Império Romano-Germânico |
| Johannes Tröster Cibinio | (1640–1670)      | Sacro Império Romano-Germânico |
| Claude Fleury            | (1640–1723)      | França                         |
| Herman Boerhaave         | (1668–1738)      | Sacro Império Romano-Germânico |

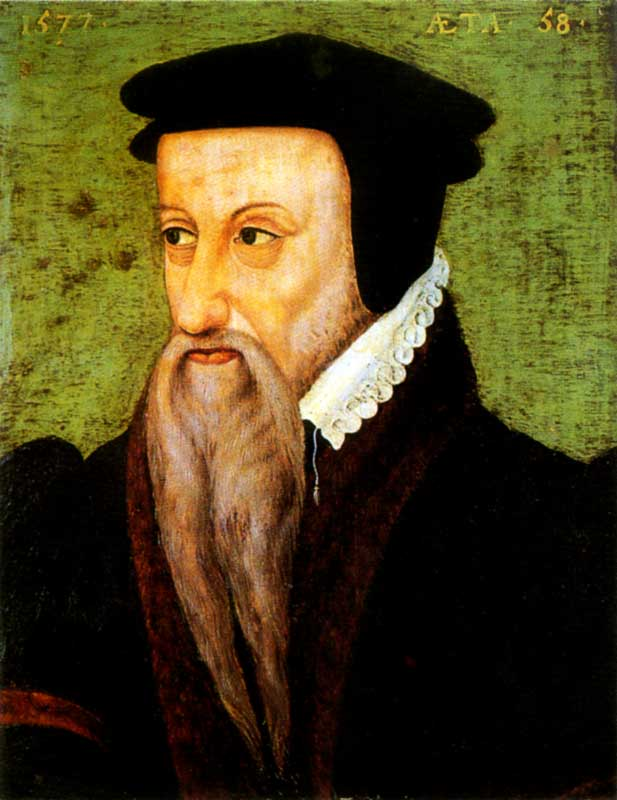
Teodoro de Beza]]
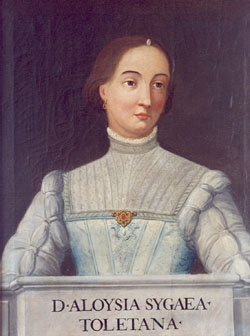
Luisa Sigea de Velasco]]
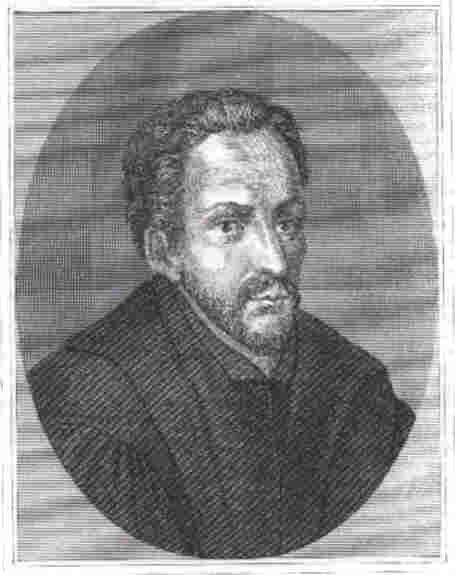
Jacob Balde]]
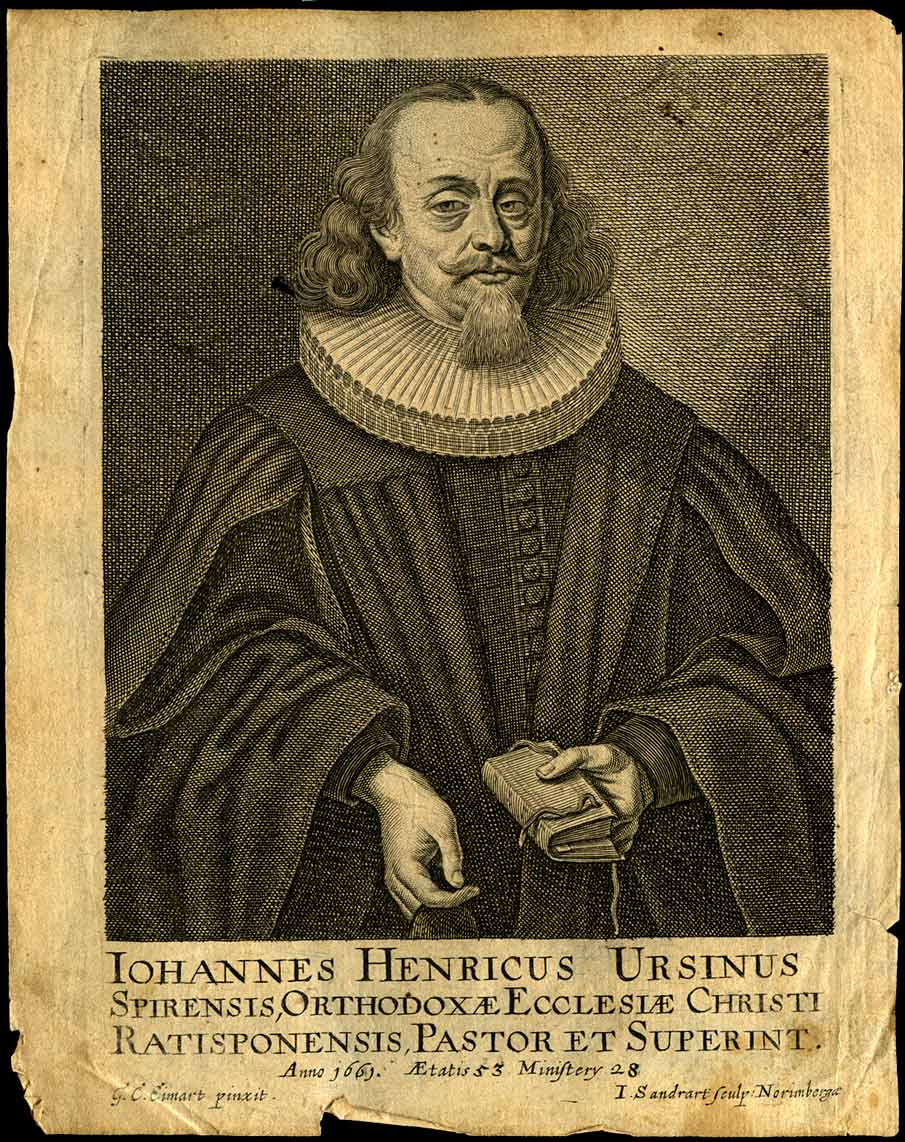
João Henrique Ursino]]
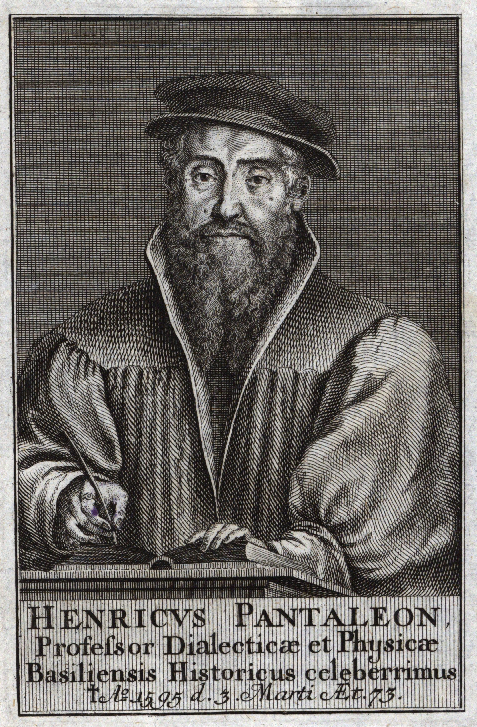
Henrique Pantaleão
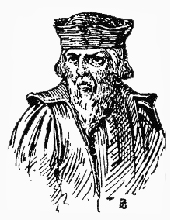
Antônio Ferreira
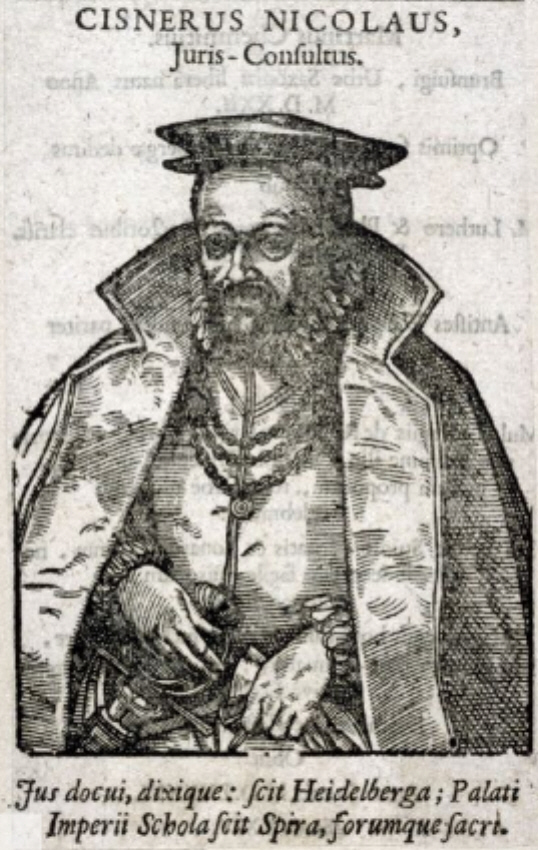
Nicolau Císnero
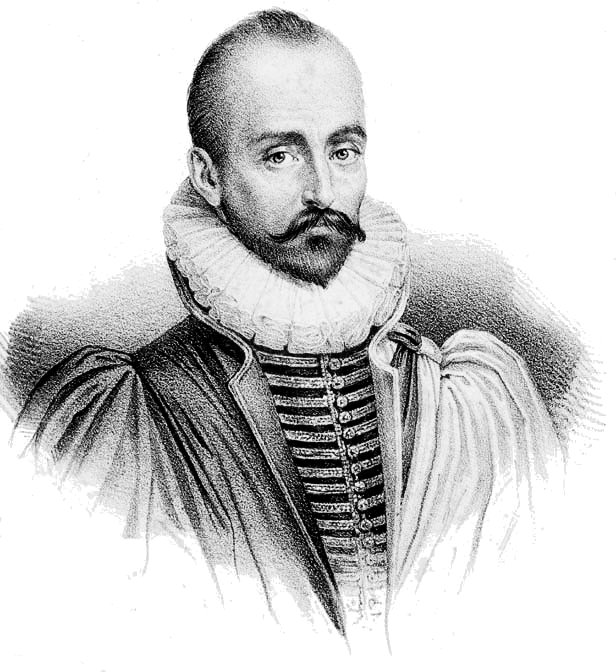
Michel de Montaigne
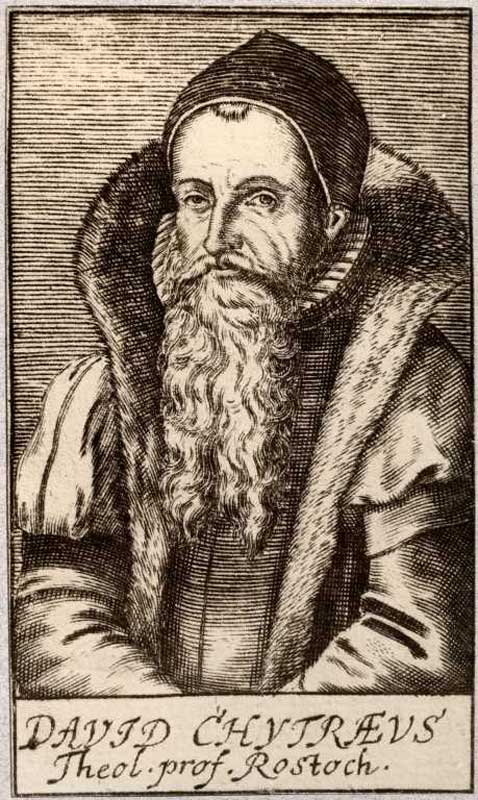
David Chyträus
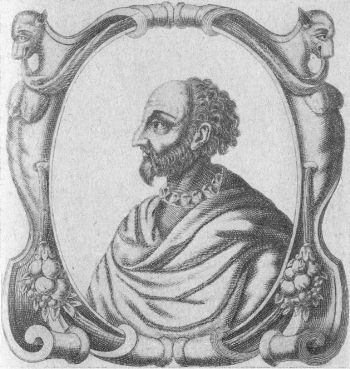
Jean-Antoine de Baïf
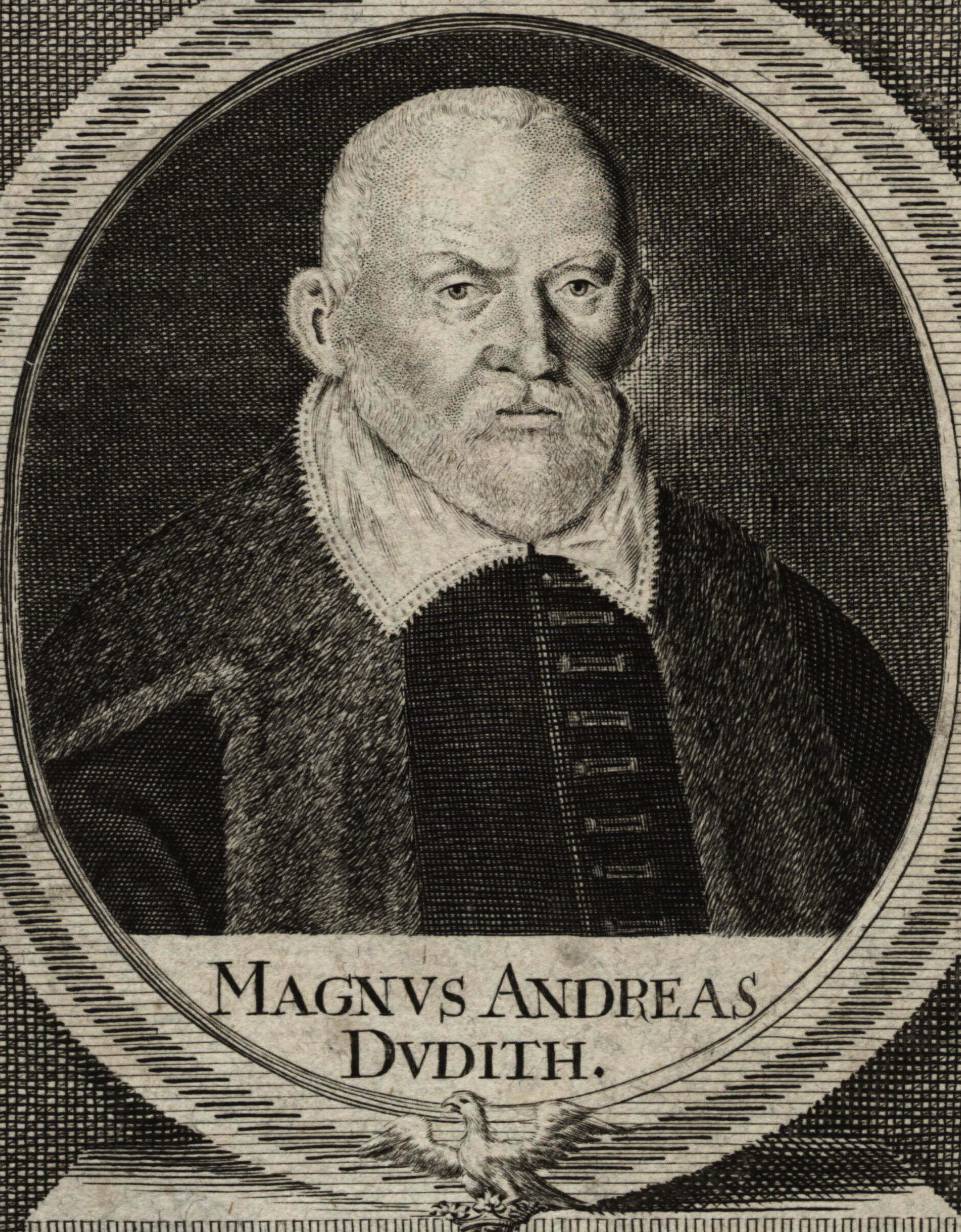
André Dudício
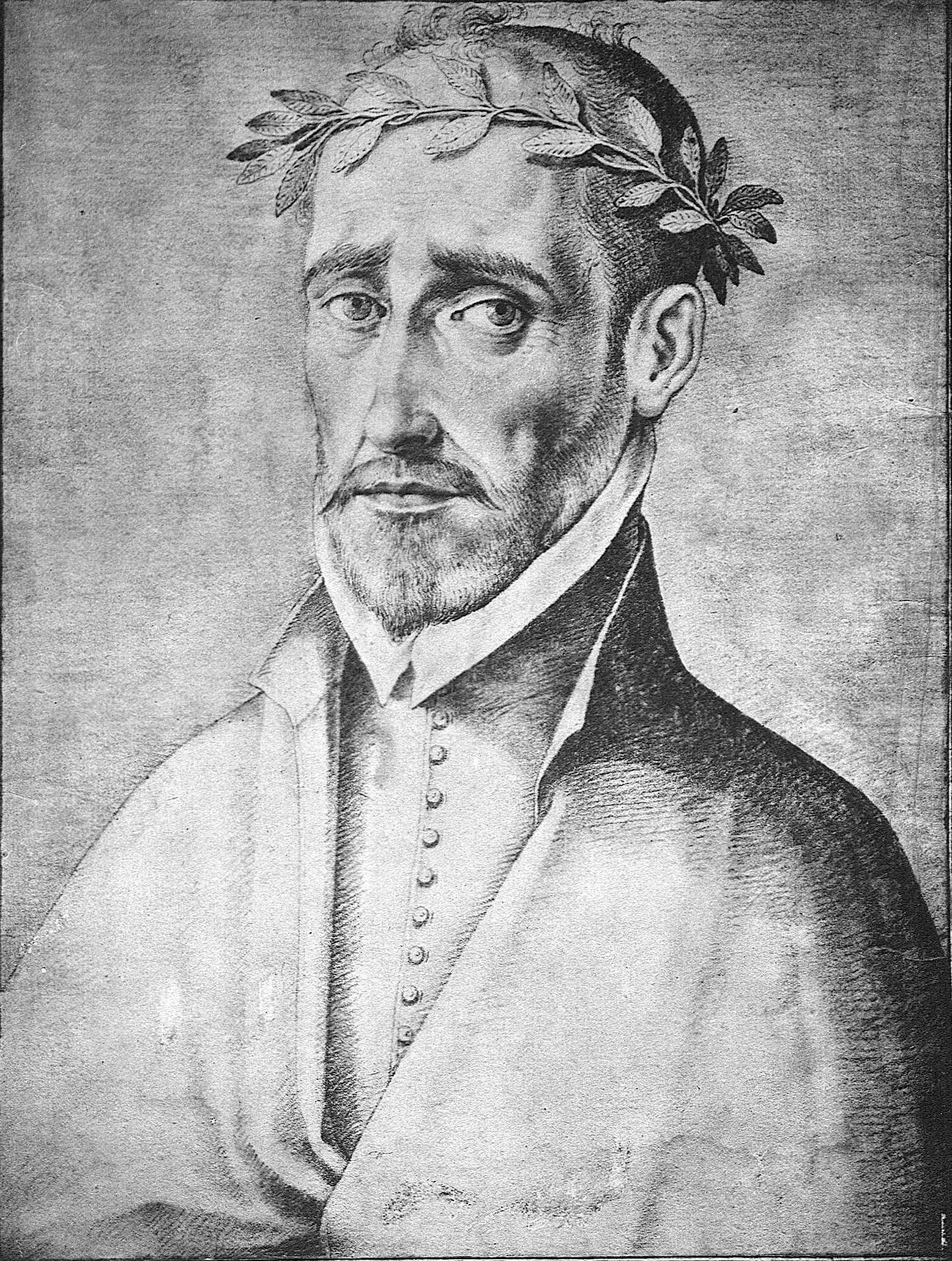
Fernando de Herrera
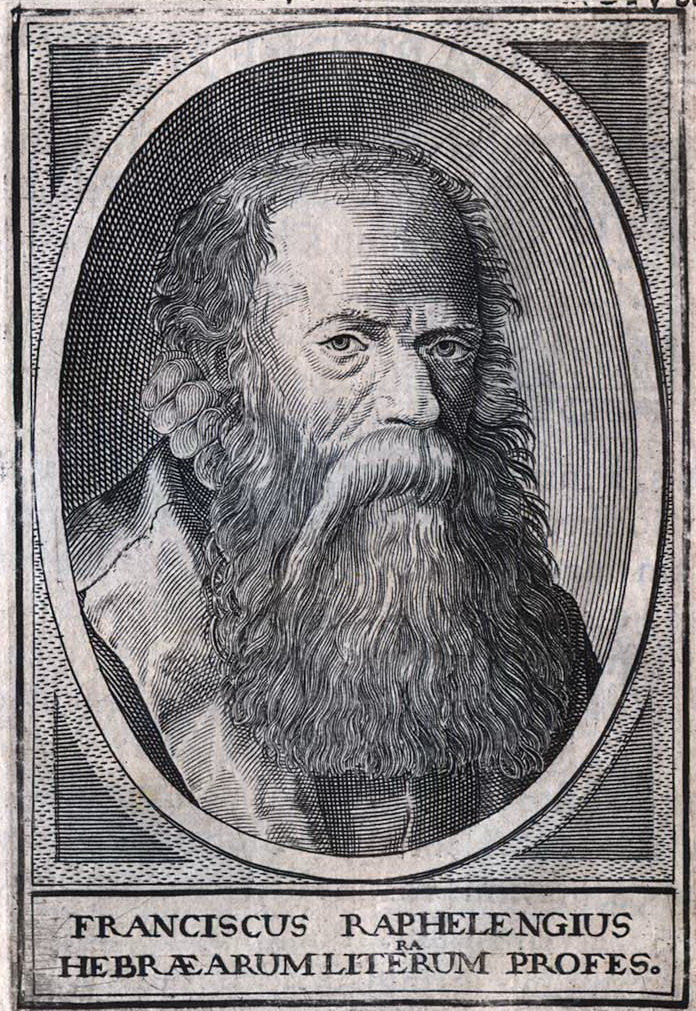
Francisco Rafelêngio
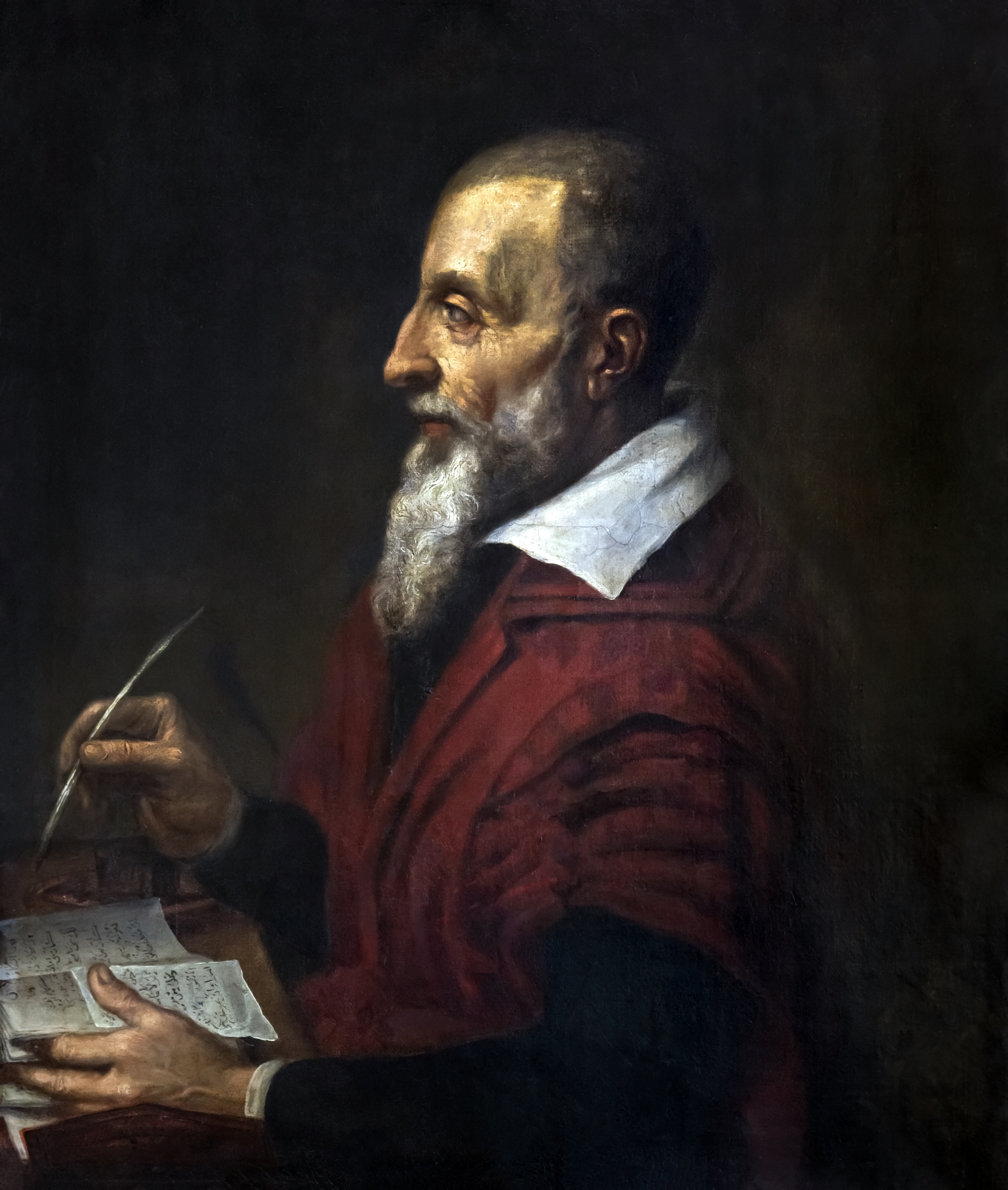
José Justo Escalígero
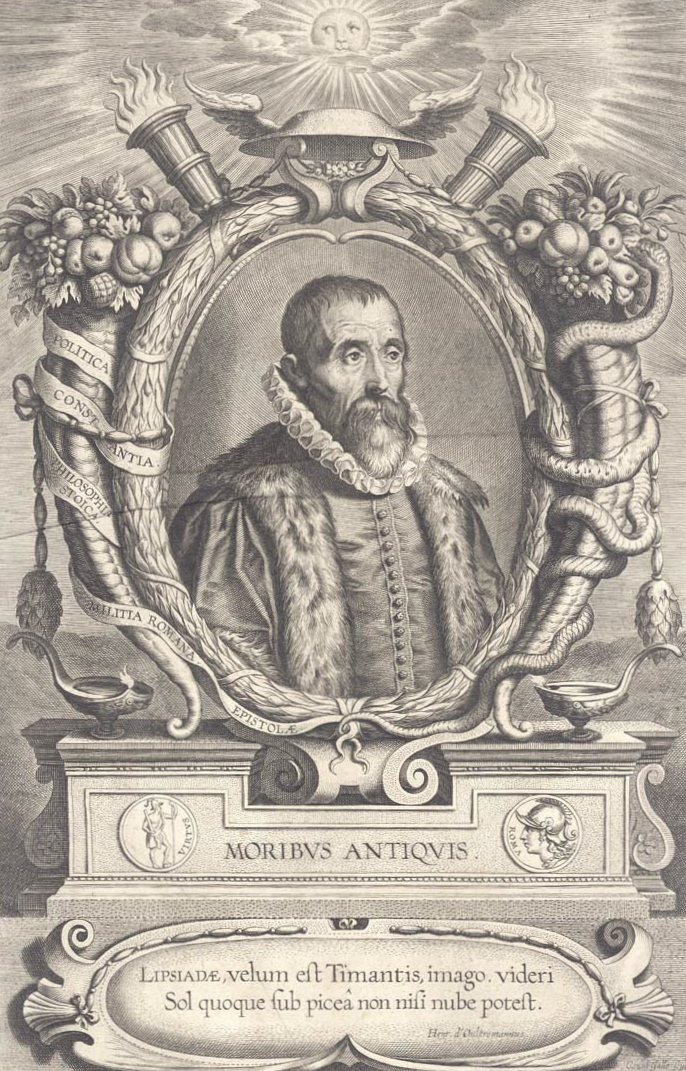
Justo Lípsio
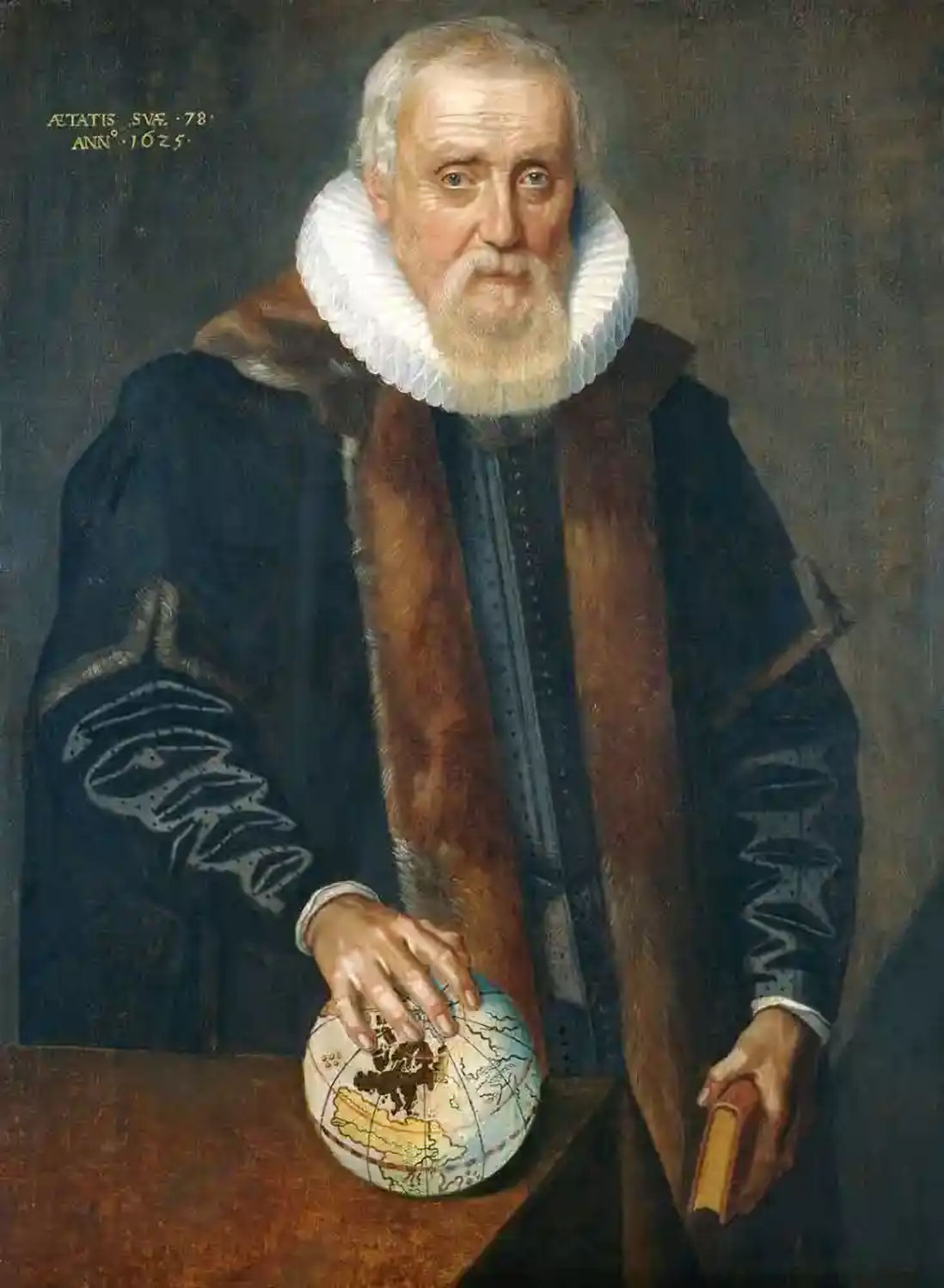
Ubo Êmio
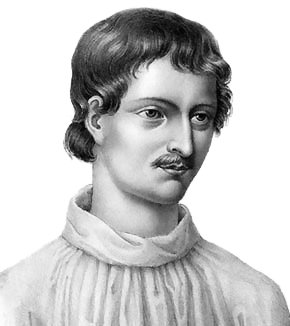
Giordano Bruno
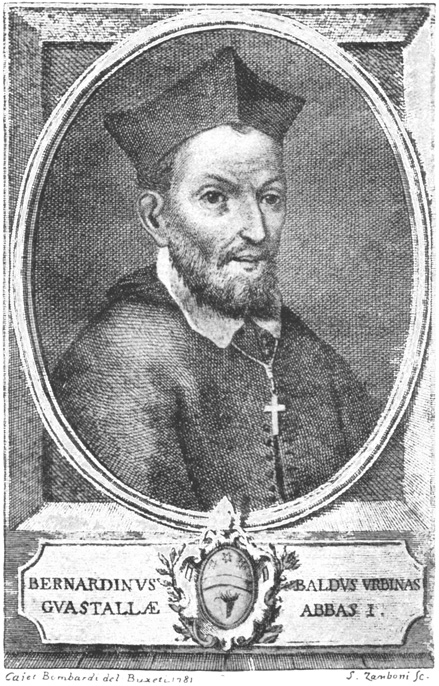
Bernardino Baldi
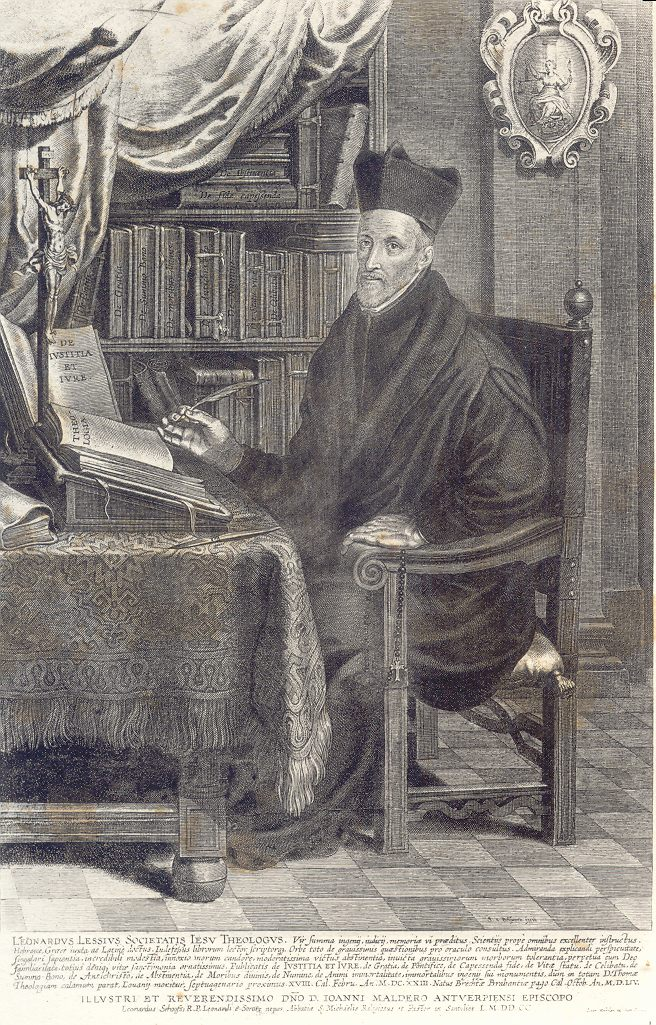
Leonardo Léssio
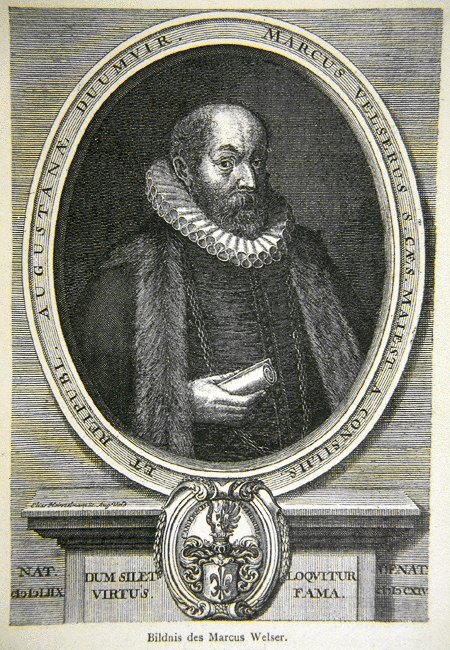
Markus Welser
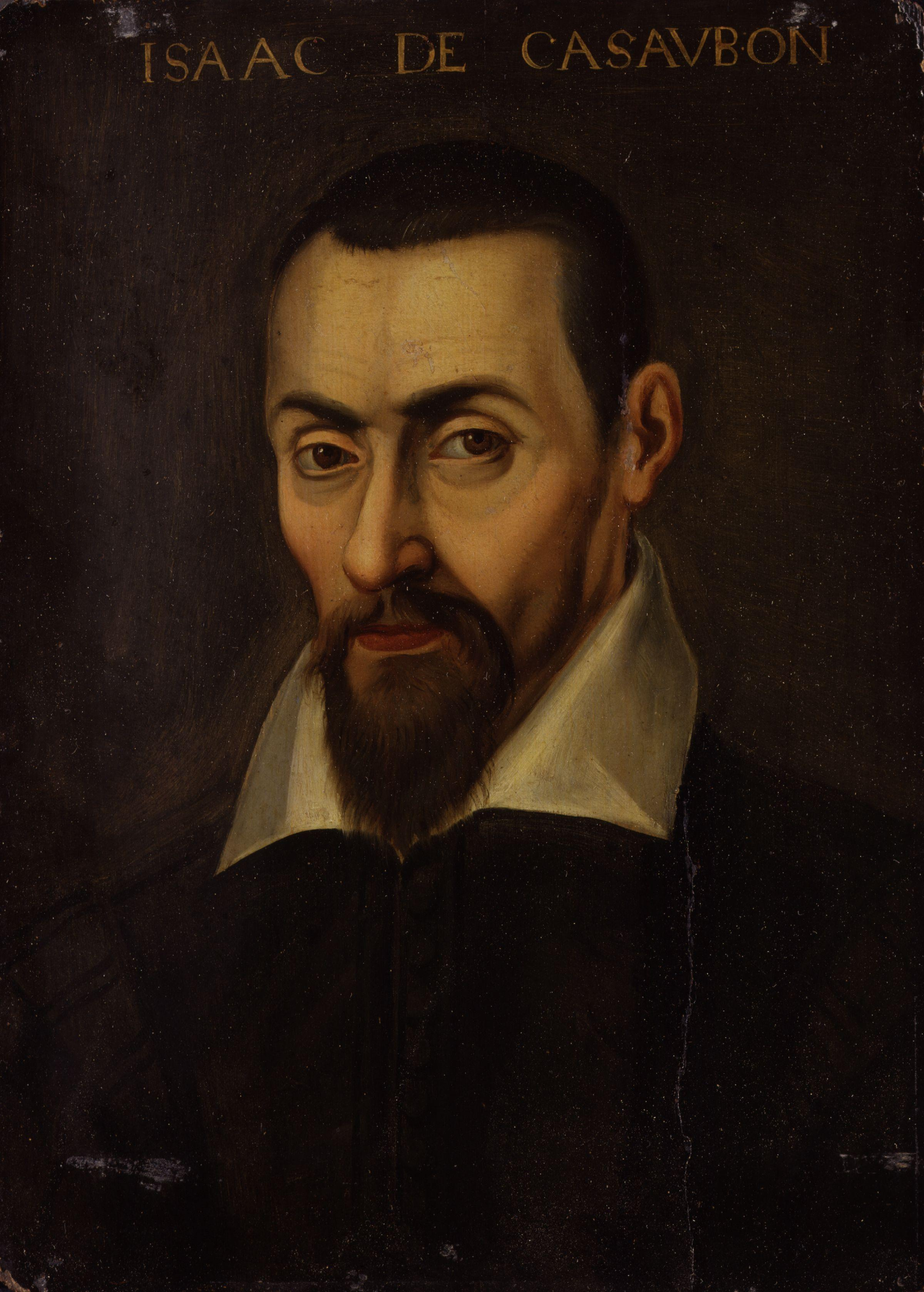
Isaac Casaubon
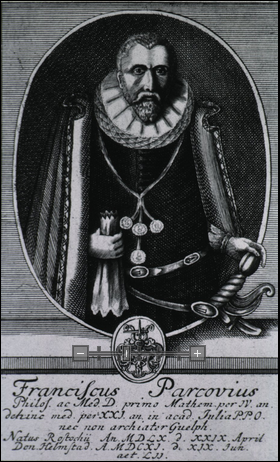
Francisco Parcóvio
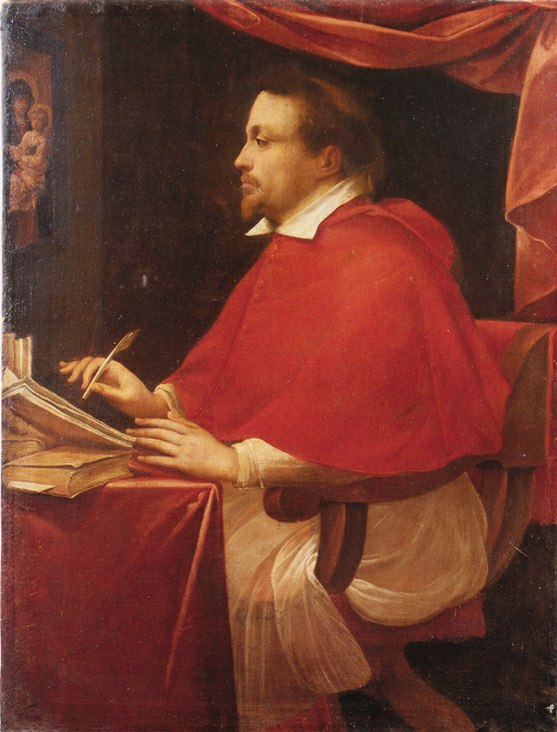
Frederico Borromeu
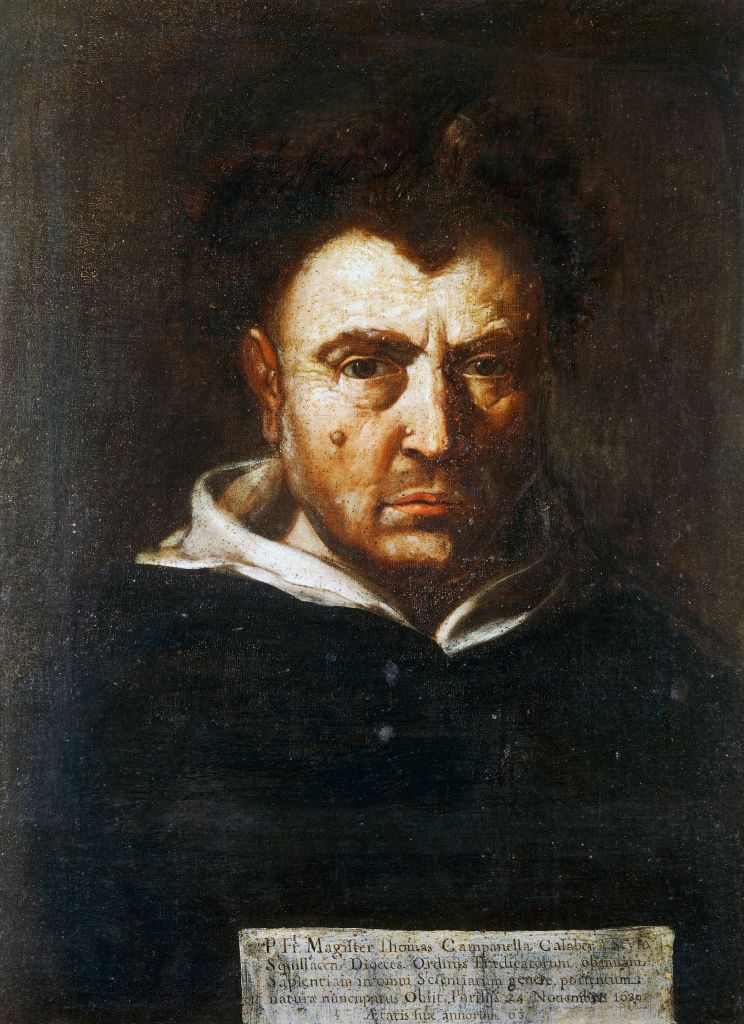
Tommaso Campanella
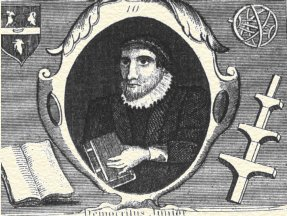
Robert Burton
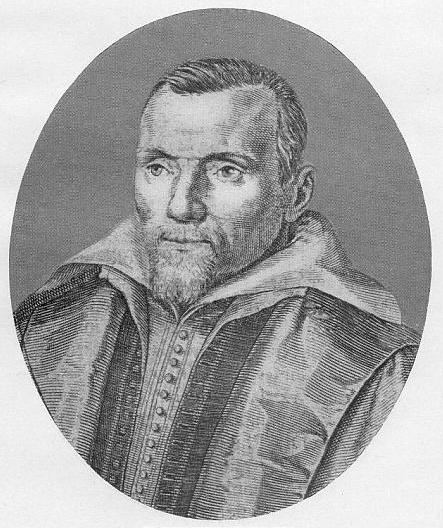
Daniel Híncio
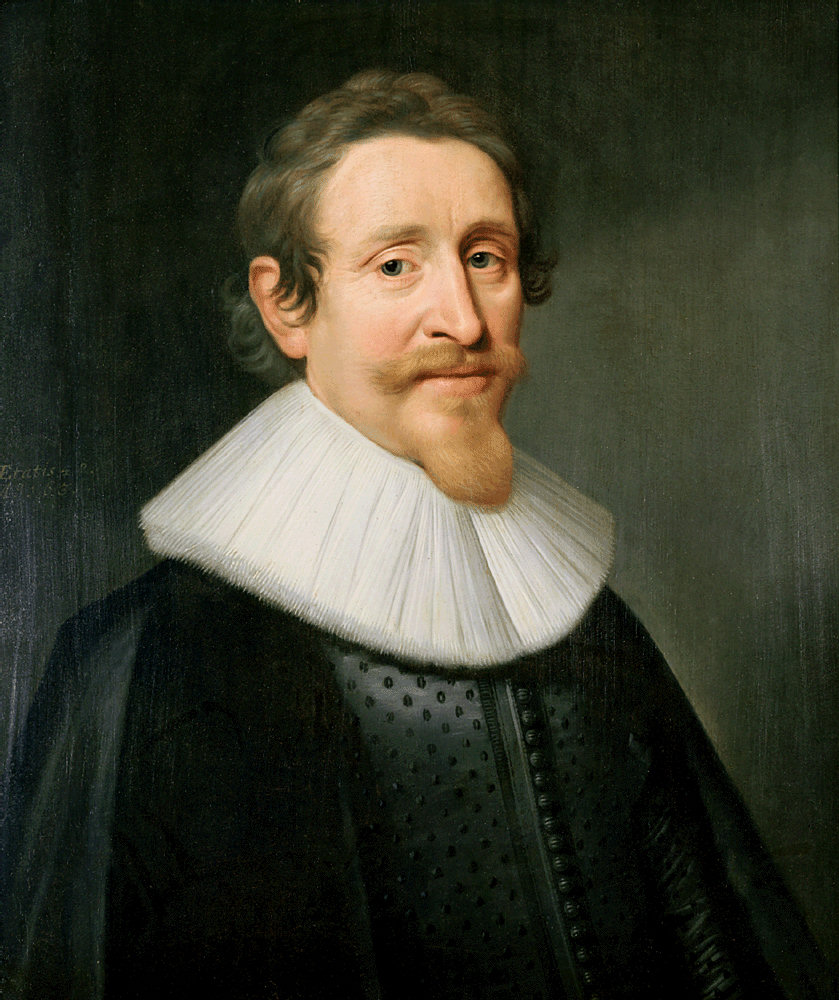
Hugo Grócio
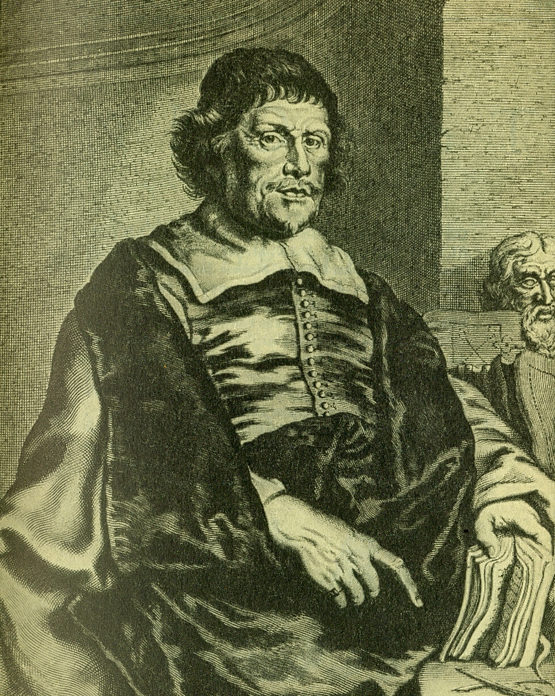
Gaspar Barléu
Vicente Nogueira
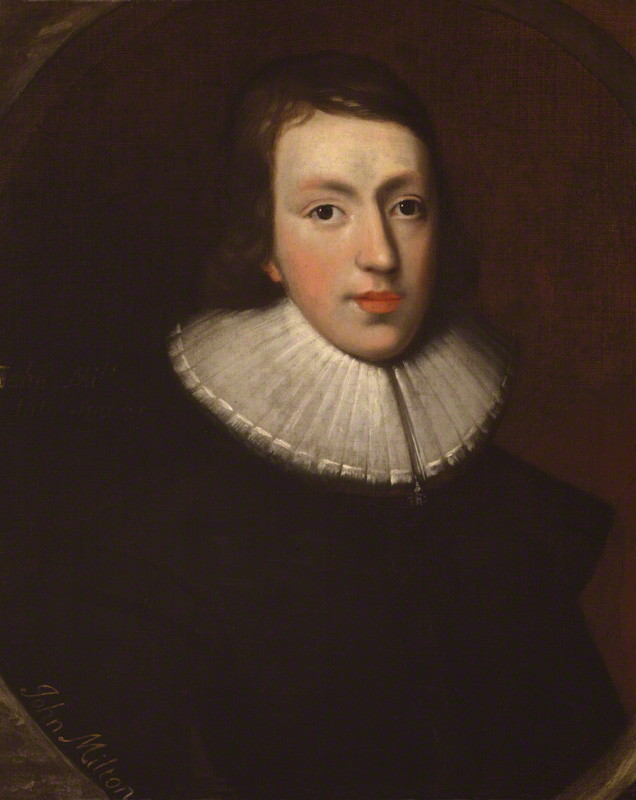
John Milton
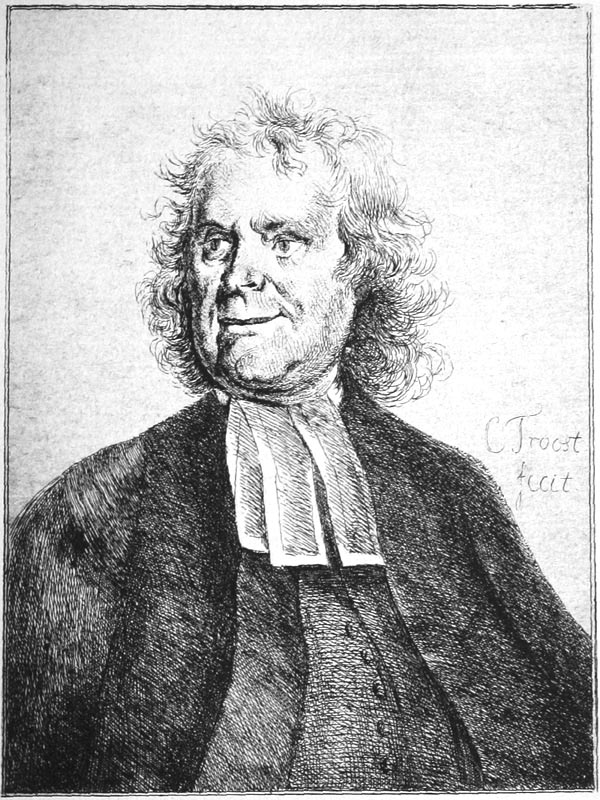
Herman Boerhaave